# 瑞丽市
瑞丽市，傣名勐卯，古称麓川，是中华人民共和国云南省德宏傣族景颇族自治州的一个县级市，市政府驻勐卯街道。全市面积944.75平方千米，城市建成区面积26.50平方千米。2019年统计全市共有人口21.05万人，城区人口17.68万人。少数民族占总人口的41.50%，少数民族以傣族、景颇族为主。
元朝时期，思可法以瑞丽为中心建起麓川政权，统治滇西缅北广大傣族地区，后来接受中央朝廷的册封，成为云南行省下辖的土司。明朝中期，麓川君主思任法与中央王朝爆发战争，于麓川之役战败，后在此设立猛卯安抚司。民国时期置瑞丽设治局，中华人民共和国成立后，1952年正式建县，1992年撤县设市。
瑞丽市三面与缅甸为邻，国境线长169.8千米，拥有两个国家一类口岸，是云南对外开放的“桥头堡”，设有中国（云南）自由贸易试验区、云南瑞丽重点开发开放试验区、姐告边境贸易区等多个边贸试验区与开发区。滇缅公路、中缅铁路、中缅油气管道在瑞丽进入缅甸，双边交往频繁，瑞丽口岸已成为中缅边境最大的贸易口岸。得益于边贸的优势，瑞丽翡翠、红木家具产业在中国占有重要地位。

## 名称

### 勐卯
瑞丽的傣语名称“勐卯”，又作“猛卯”“孟卯”（/mɛŋ55 maːu55/）。“勐卯”之名首见于《百夷译语（乙种本）》，约1437年干崖土司向明朝中央控告麓川侵略的一封呈文，四夷馆将呈文收录进《百夷馆来文》，“勐卯”一词使用傣文书写，对应汉文译作“麓川”。汉文的“猛卯”译法直到明代后期才出现，李材《兵政纪略》所收录1586年的一封书札首次记录“猛卯”一名，作为地名使用；而“猛”字带有贬义，20世纪中叶中华人民共和国成立后才改写为“勐卯”；“孟卯”的写法较为少见。“勐”意为“地方”或“平坝”，“卯”的由来有多种说法，可能是傣语或德昂语名。傣语释义：一说为飞蚂蚁飞出、遮天蔽日，人们感到头晕眼花（傣语头晕为ᥛᥝᥰ），此说出自《姐勒佛塔史》；一说为勐卯传说中的王妃被巨鸟叼上天而感到头晕，出自《召武定》；一说指“云雾缭绕”，出自《银云瑞雾的勐果占壁简史》。虽然傣语对“卯”有多种解释，但是单字“卯”是没有实际含义的，在德昂语中，“卯”意为石头，“勐卯”一名也可能是德昂语“宝石之地”的含义。

### 瑞丽
民国20年（1931年），猛卯行政委员丁芝庭呈报改“猛卯”为“固边”，提案被云南省主席龙云以“意义广漠”为由驳回。民国21年（1932年），行政委员李典章拟定了三个地名：鼎新、瑞丽、西屏。“鼎新”取义于“革故鼎新”，“瑞丽”以中缅界河瑞丽江取名，“西屏”取义于国家的“西陲屏障”。民国21年（1932年）5月24日，云南省政府第二九五次会议决议，“瑞丽”之名较有根据，改“猛卯”为“瑞丽”。“瑞丽”是缅甸语地名，原意为“金水”，在汉文中首次见载于1894年《续议滇缅界务、商务条款》。1984年，云南省人民政府办公厅就“瑞丽”语别问题作出答复，将“瑞丽”定为汉语地名，并赋予“吉祥美丽”新意。民国34年（1945年），云南省政府执行改土归流，拟将瑞丽设治局与陇川设治局合并设立“瑞川县”，不过最终并未实施。
中国轻工业出版社主办的《瑞丽》杂志与瑞丽市重名，瑞丽市政府曾试图对《瑞丽》杂志商标采取维权行动。2019年，《瑞丽》杂志与瑞丽市签署战略合作协议。

## 历史

### 史前至元朝
新石器时代，瑞丽江沿岸已有人类居住，瑞丽市境内发现有四处新石器遗址：雷奘相、雷宫山、坎兰分场九队南山头、雷允闷，出土有陶片、陶纺轮、石斧、石锛、石矛、碳化谷等物。秦汉时期，瑞丽属哀牢国地。东汉永平十二年（69年），哀牢王柳貌内附汉朝，朝廷设置哀牢县，隶属永昌郡。南北朝时期，中央王朝对云南地区的统治能力不断减弱，《南齐书》对永昌郡有“有名无民”、“空荒不立”的记载，此时的永昌郡不再受中央王朝统治，已为瓯脱化外之地。
傣族传说中，天神之子根仑与根兰在公元568年下凡，占据了木邦、瑞丽江和伊洛瓦底江河谷，建起勐卯王国，并将子孙分封到瑞丽江平原各地成为地方酋长。天神之子下凡说是地方统治者自吁其身世非寻常可比而捏造，不过6世纪中叶傣族部落联盟已经发展到较高阶段是很有可能的。另一版本的传说则认为勐卯王国由召武定建立，召武定也是瑞丽当地研究机构所主张的“傣族始祖”。这一时期的勐卯，先后成为南诏、大理国下属的傣族部落。
元宪宗四年（1254年），忽必烈灭亡大理国后，相继征服滇西傣族。至元十三年（1276年），元朝在今瑞丽设置麓川路，隶属金齿宣抚司都元帅府。十四年（1277年），元缅战争爆发。为应对战时需要，忽必烈在十八年（1281年）赐怯烈虎符，拜“镇西平缅麓川等路宣抚司”达鲁花赤，将麓川、平缅、镇西三地军政大权合为一体。大德五年（1301年），元朝放弃征缅，军队与行政官员退回内地，麓川地区统治权转移到地方土官手中，思氏政权兴起。

### 麓川思氏政权

思可法极盛时期的麓川疆域

思可法约在1340年成为麓川君主，他在位时发兵吞并了滇西、缅北诸多傣族地方，甚至攻下印度阿萨姆地区。麓川政权在壮大的过程中不可避免与元朝发生冲突，元朝曾在至正六年（1346年）、七年（1347年）、八年（1348年）发兵讨伐思可法，均以失败告终。十五年（1355年），思可法向元廷称臣，元朝设置平缅宣慰司。1364年，思可法南下攻打缅甸的实皆与彬牙，破二城，掳走彬牙国王那腊都，间接导致了实皆王国与彬牙王国的灭亡。
明洪武十七年（1384年），麓川君主思伦法向明朝称臣，明廷设置麓川平缅宣慰使司，任命思伦法为宣慰使。随后，思伦法发兵讨伐倒向明朝的下属傣族政权，攻打景东、摩沙勒两地。思伦法在摩沙勒遭到明将宁正反击而惨败，为报摩沙勒之仇，二十一年（1388年），思伦法发兵三十万进攻定边，被镇守云南的大将沐英以三万兵力击溃，史称“定边之役”。由于明朝深入控制云南边疆的时机尚未成熟，最终接受思伦法投降。
洪武三十年（1397年），麓川酋长刀干孟造反，是为“刀干孟之乱”。三十一年（1398年），明朝发兵平叛，送还思伦法。建文元年（1399年），思伦法去世，明朝借机拆分麓川地区，设立了包括木邦、孟养、干崖、南甸、孟定、孟连在内的多个土司政权，麓川控制区仅剩今瑞丽、陇川、芒市等地及缅甸境内小部分地区。
思任法继位后，意图恢复昔日故地，发兵攻打孟定、湾甸、南甸、腾冲、潞江、金齿等地，又两次挫败明军的讨伐。两次大败使中央朝廷的“主战派”占了上风，明英宗朱祁镇派兵部尚书王骥领大军远征麓川，史称“麓川之役”。正统六年（1441年），王骥率军十五万，在车里、木邦、大侯等傣族土司的支持下，击败麓川，缴获麓川平缅宣慰司印，思氏家族退至孟养。随后，思任法之子思机法回到麓川，希望入朝谢罪，先派其弟招赛入贡。然而原麓川下属的芒市陶孟刀放革此时倒向明朝，思机法攻打刀放革，被明朝官军击败，再次逃往孟养，明廷以此认为思机法乍降乍叛、谲诈难测。八年（1443年），明廷令王骥、蒋贵率兵五万，再征麓川，思机法逃走。九年（1444年），明朝在原麓川平缅地设置陇川宣抚司，以原麓川大头目恭项为宣抚使，陇川土司的辖地包括今陇川县和瑞丽市。

### 明清时期

#### 明缅战争
由于未能擒获思机法，明朝在1448年第三次征讨思氏。最终仍未能彻底剿灭思氏，王骥与思陆法（思机法之子）议和，令其世居孟养，不可东渡越过伊洛瓦底江。嘉靖五年（1526年），孟养思伦（思陆法之子）联合木邦、孟密南下侵缅，攻破阿瓦城，击杀缅甸宣慰使莽纪岁。莽纪岁之子莽瑞体逃到东南方的东吁，嘉靖末年东山再起，建起东吁王朝，北上攻打滇西各傣族土司。隆庆末年（约1572年），陇川土司的幕僚岳凤杀害土司多士宁，投靠缅甸东吁王朝。万历元年（1573年），缅军占领陇川，岳凤被缅甸任命为陇川宣抚使。十一年（1583年），缅王莽应里大举入侵滇西，相继攻克干崖、施甸、顺宁等地，明将刘𬘩、邓子龙率兵击退缅军，收复失地，是为“明缅战争”。
万历十二年（1584年），分陇川宣抚司同知多俺居猛卯。二十一年（1593年），多俺投缅，作为向导带缅军寇边。二十二年（1594年），明军王一麟、卢承爵、钱中选等率部击退缅军，陇川土司多思顺联合孟密思化、芒市多泰、木邦罕钦剿杀多俺。同年，为防缅入侵，云南巡抚陈用宾修筑云南八关，其中天马、汉龙两关位于猛卯西南境。二十四年（1596年），陈用宾在猛卯修筑平麓城。
万历三十三年（1605年），蛮莫宣抚同知衎忠被缅甸势力击败，逃至干崖。云南巡抚周嘉谟建议将衎忠安置在平麓城外屯田，三十九年（1611年）获得中央批准，衎忠被安插在平麓城外今姐告一带。南明隆武二年（1646年），缅甸入寇猛卯，杀死衎忠，舍目衎珑承袭土司职位。

#### 清朝时期
顺治十三年（1656年），南明永历帝入滇，号召德宏各土司抗清。十五年（1658年）清军攻入滇西，干崖土司率兵抗清协助永历帝出逃缅甸，全军覆没。十六年（1659年），衎珑后人衎瑄向清兵投诚，正式设立猛卯安抚司，土官衎氏世袭，隶属腾越厅。
缅甸贡榜王朝兴起后，吞并掸族诸邦，战事逼近中缅边境地区，乾隆二十七年（1762年），清朝的奏折中首次出现缅军扰边的报告。三十年（1765年），清高宗令云贵总督刘藻坚决反击，清缅战争爆发。三十一年（1767年）十二月，缅军进占猛卯城，次年一月，清军副将哈国兴与缅军激战，收复猛卯。清缅战争直到1769年才结束，五年战乱导致边民被迫流亡，田园荒芜，战争过后田地无力耕作，清朝政府借给猛卯土司牛具、籽种、银两恢复生产。
光绪二十三年（1897年）二月，中英就滇缅边界问题签署《续议缅甸条约附款》，其中第三条规定，将猛卯西南的“猛卯三角地”永租给英国管辖。二十七年（1901年），双方明确了猛卯三角地的租金为每年1,000卢比。中华人民共和国成立后与缅甸签订协议，废除三角地的永租关系，将之移交缅甸，换回中缅南段未定界上1941年划归缅甸的班洪和班老两个部落（今沧源县班洪乡与班老乡）。

### 中华民国时期

#### 土流并治

##### 设治局
1911年10月10日，辛亥革命武昌起义爆发后，10月27日革命党人张文光、刀安仁等在腾越发动起义，史称“腾越起义”。次日“滇第一军都督府”成立，至11月4日，永昌、龙陵、永平各府、厅、州、县及边地十余土司皆响应起义，隶属滇西军政府。民国元年（1912年）1月29日，滇第一军都督府裁撤，滇西各地归属云南军都督府。随后，雲南省政府计划废除土司制度，“改土归流”开始，设遮卯弹压委员（又称“遮勐弹压委员”），驻地在芒市大新寨，管理遮放副宣抚司和猛卯安抚司，隶属滇西道观察使。民国5年（1916年），撤销遮卯弹压委员，改设猛卯行政委员（也称“猛腊行政委员”），管理猛卯安抚司与腊撒长官司，行政委员夏秋驻腊撒，冬春驻猛卯。民国18年（1929年），云南省废除道制，猛卯行政委员改属第一殖边督办公署。民国21年（1932年），云南省政府改“猛卯”之名为“瑞丽”，建立瑞丽设治局，驻弄岛。民国27年（1938年），云南省裁撤殖边督办，瑞丽直隶省管。民国31年（1942年），瑞丽设治局划归新成立的第六行政督察区，至抗战胜利后改隸第十二行政督察区。

##### 土司

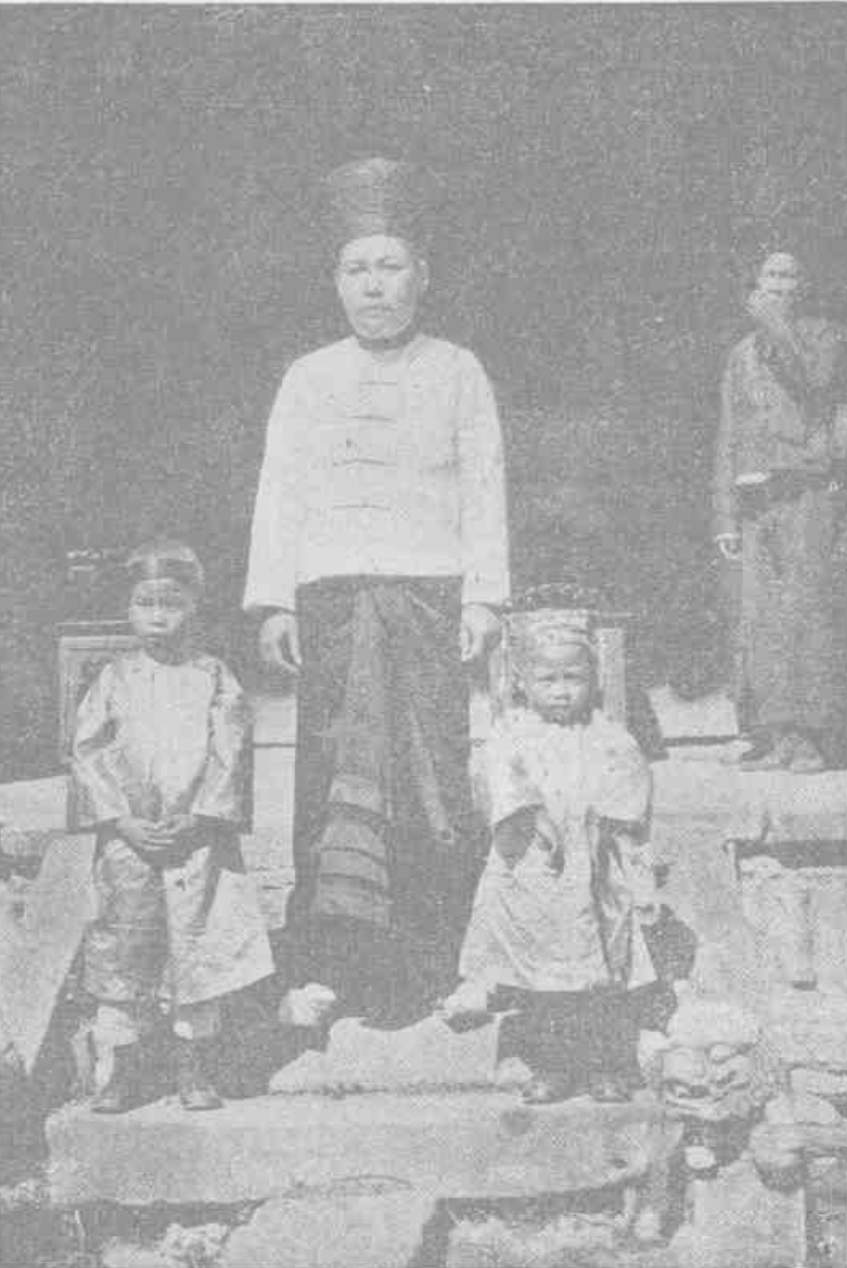
1930年猛卯末代土司衎景泰（右）及其祖母、异母兄

1929年，猛卯土司衎盈丰卒，其子衎景泰年仅4岁，不能理政，属官衎国镇意图篡夺土司职位，攻打猛卯城，衎景泰之母委托干崖土司刀京版出任猛卯土司代办，刀京版率兵击败衎国镇，执政猛卯。1940年，芒市土司家族的方克胜挤走刀京版，出任猛卯土司代办。1942年5月，日军攻入畹町，方克胜率猛卯司署退至陇川。日军为利用衎景泰，要求他返回猛卯，否则将另立土司，衎景泰被迫回到猛卯城，以小土司身份替日军维持地方秩序。抗日战争结束后，衎景泰于1945年、1946年多次向云南省政府呈请正式承袭土司职位，但一直未得到允许，衎景泰只是事实上的土司，并未得到上级政府的任命。

##### 土流矛盾
“土流并治”局面下，设治局与土司的矛盾重重，设治局认为土司干预事务过多，土司则认为边疆地方仍需土司治理、设治局有害无益，最终省政府决定，猛卯土司收缴的田租30%划给设治局，以免因为经费而争斗。1947年12月，瑞丽设治局长舒自天借口查铲烟苗，向景颇族各山寨勒索3万卢比，查铲队士兵纪律不明，强抢豪夺、奸污妇女，激起民愤。在衎景泰的支持下，户育、邦岭等地景颇族组成一千人的队伍，于12月31日包围弄岛的设治局公署，次日攻破，设治局官员逃至畹町，次年1月4日，景颇族将设治局烧毁，是为“瑞丽事件”。最终省政府派员与景颇族和谈，撤销了舒自天职务，移交省高级法院审理，并将设治局经费从抽取30%下调至10%－15%。

#### 抗日战争

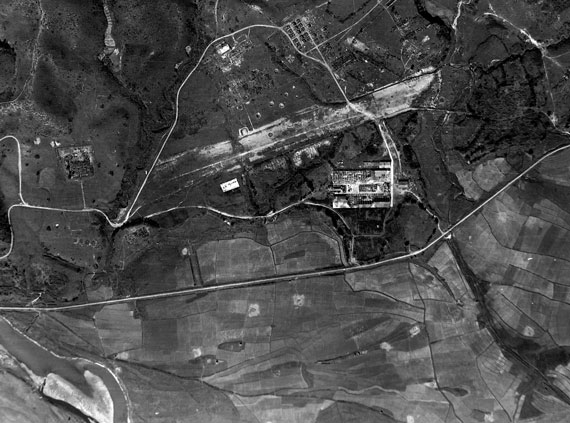
雷允厂内撤后1944年美国空军从空中拍摄的雷允厂旧址，图中可见机场跑道及厂部区域

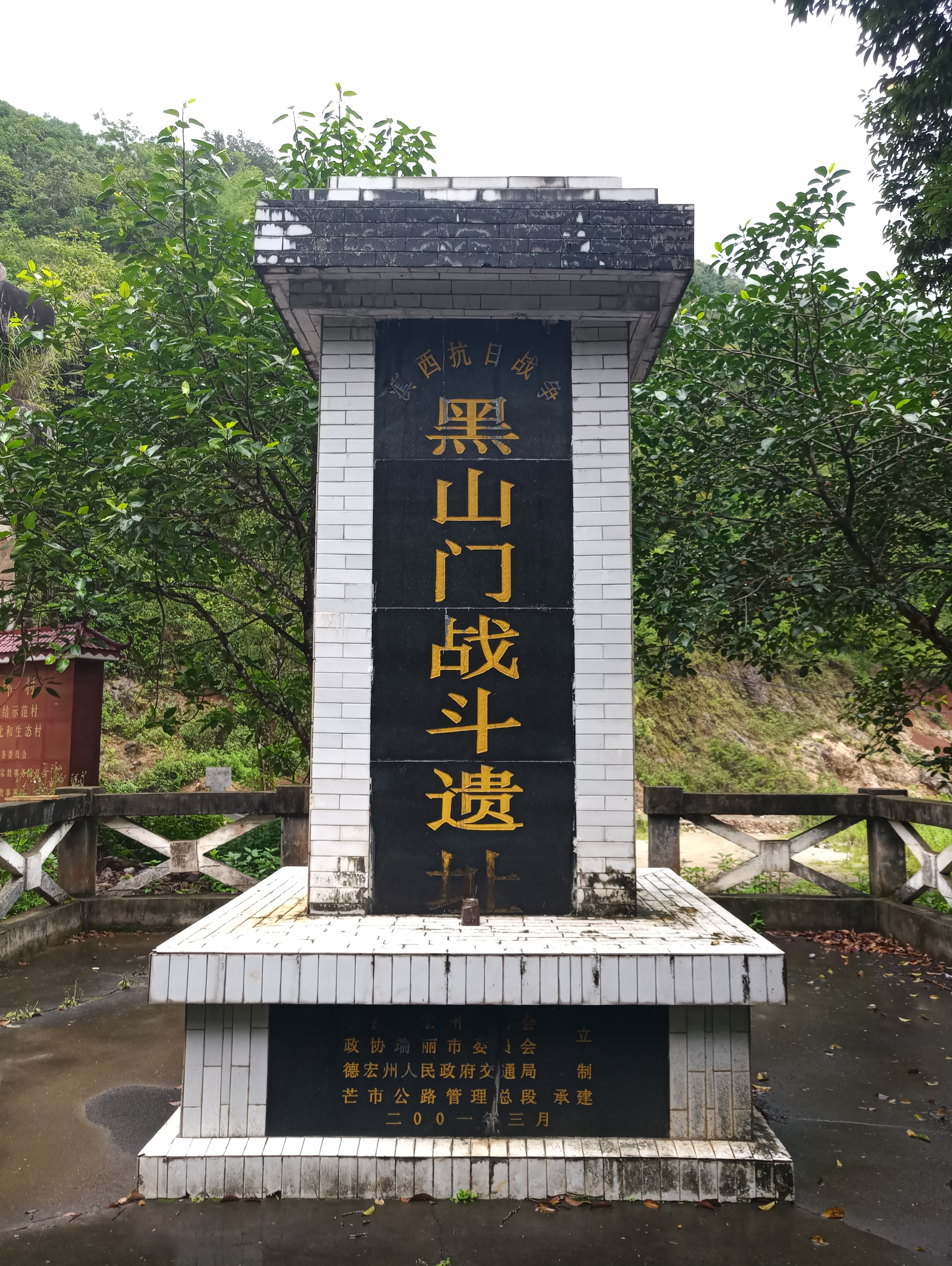
畹町之战黑山门战斗遗址纪念碑

##### 滇缅公路
1937年，日本发动全面侵华战争，中国东部沿海被日军封锁，12月起，滇西各县抢修滇缅公路，瑞丽也派了大批民工参加，1938年8月31日全线通车，成为抗战时期中国西南唯一的国际通道。滇缅公路在畹町出境（时为潞西设治局遮放土司辖地），经畹町桥抵达缅甸九谷。1939年至1941年间，共有369,161吨的物资自滇缅公路输入中国，其中油类居首，占三分之一。

##### 中央杭州飞机制造厂
1939年，中央杭州飞机制造厂西迁云南，在瑞丽的雷允建设新厂，俗称“雷允飞机制造厂”，曾是中国规模最大、设备最先进、产量最多的飞机制造厂，共组装生产各型飞机超过450架，大修严重受损飞机超过150架，生产的飞机均投入中国和缅甸的抗日战场。雷允厂建有飞机跑道，并在厂区东北7公里处修建了南山机场，后成为援华美军飞虎队的一线作战基地之一。随着日军在缅甸战场节节取胜，1942年5月1日，雷允厂将工厂烧毁、撤回内地。

##### 畹町之战
1942年4月，盟军在滇缅路战役中失利，日军于5月3日攻入畹町，随后主力部队东进芒市、龙陵，直抵怒江西岸，方克胜率土司署官员撤至陇川，将土司职权移交衎景泰处理，加入游击队。5月5日，怒江惠通桥守军将桥炸毁，阻止日军东进，惠通桥阻击战爆发。5月31日，蒋介石下令停止进攻，固守怒江防线，双方进入对峙状态。
1944年5月11日，卫立煌率中国远征军强渡怒江，拉开滇西大反攻的序幕。12月1日，遮芒攻击战结束后，日军退至畹町，固守黑山门。12月27日，国军发动总攻，以第二军作为主力沿滇缅公路正面攻击畹町。1945年1月4日，第五十三军经腾冲、陇川，收复猛卯；1月31日，第二军攻入畹町街；2月15日，驻印远征军攻占南坎。由于深陷包围，日军残部于2月19日突围南逃，国军收复瑞丽、畹町全境。
畹町之战一役，国军伤亡300人，连长阵亡1人、重伤1人，排长阵亡7人。日据时期，瑞丽（含畹町）平民被杀害817人、伤150人。

### 中华人民共和国时期

#### 改土归流
1950年4月21日，中国人民解放军14军41师121团由龙陵开赴芒市，衎景泰携家属与土司武装撤至户育的山中。滇桂黔边纵队第七支队领导人黄平、王以中、第四十一师师长查玉升等致信衎景泰，欢迎其归来合作共事，并承诺衎景泰仍为土司。5月8日，14军121团1营在程效昌率领下进驻勐卯，随后程效昌前往衎景泰避难所面见衎景泰，保证其仍是土司，勐卯之事仍由衎做主，衎景泰选择回到勐卯。11月6日，召开第一次各族各界代表大会，协商成立“瑞丽各民族行政委员会”，衎景泰担任主任委员，委员会委员多由原土司属官担任。
1951年12月23日，在第四次各族各界代表大会上，改瑞丽各民族行政委员会为“瑞丽县各族人民政府”，衎景泰担任县长。1952年11月21日，中央人民政府政务院批准，撤销瑞丽设治局，设瑞丽县。1953年7月8日，德宏傣族景颇族自治区成立，衎景泰出任自治区副主席。1954年6月，衎景泰宣布废除“官租”，撤销土司自卫队并解散司署人员。1955年3月开始实施和平协商土地改革，至11月结束，将土司所有的土地移交给人民群众，瑞丽土司制度结束。

#### 政治运动
1958年3月2日，瑞丽县开始“大跃进”运动，8月开始大放高产卫星，提出要生产“亩产10万斤的水稻3亩、亩产25万斤的薯类3亩、亩产1.5万斤的玉米3亩、亩产100万斤的甘蔗3亩、亩产5千斤的花生3亩”，后均未实现。同月，开始“大炼钢铁”，以土法炼钢，造成大批森林破坏，炼钢成果甚微。10月，开始“人民公社化运动”，11月掀起“农业生产合作化”高潮。大跃进运动导致大批边民外出，瑞丽县粮食产量由1957年3,162万斤下降到2,550万斤，大牲畜由16,726头下降到12,821头。1959年5月，云南省委发文“紧急刹车”，撤销人民公社，退回入社社员的自留地、房前屋后果木、竹林、大牲畜等私产，停止大炼钢铁和劳动大协作。1961年中共八届九中全会提出“调整、巩固、充实、提高”的八字方针后，农业工业逐渐得到恢复。
1958年，云南省对全省县级行政区进行了一次大范围调整，10月18日，云南省委批准，陇川县与瑞丽县合并，称瑞丽县，驻勐卯镇，12月1日起合署办公。1959年10月，又恢复陇川县建制。
1966年6月，“文化大革命”开始；11月，“红卫兵”活动兴起；1967年1月，造反派夺取了瑞丽县委与政府的权力，党政机关受到冲击，红卫兵走上街头开始“破四旧”，砸佛像、揪佛爷、烧经书、拆奘房，用炸药将姐勒金塔炸毁。3月27日，进入军事管制时期，12月，将原县委、县人委、公检法机关干部“一锅端”，下放五七干校。1976年10月，江青反革命集团覆灭，“文革”动乱结束。

#### 改革开放

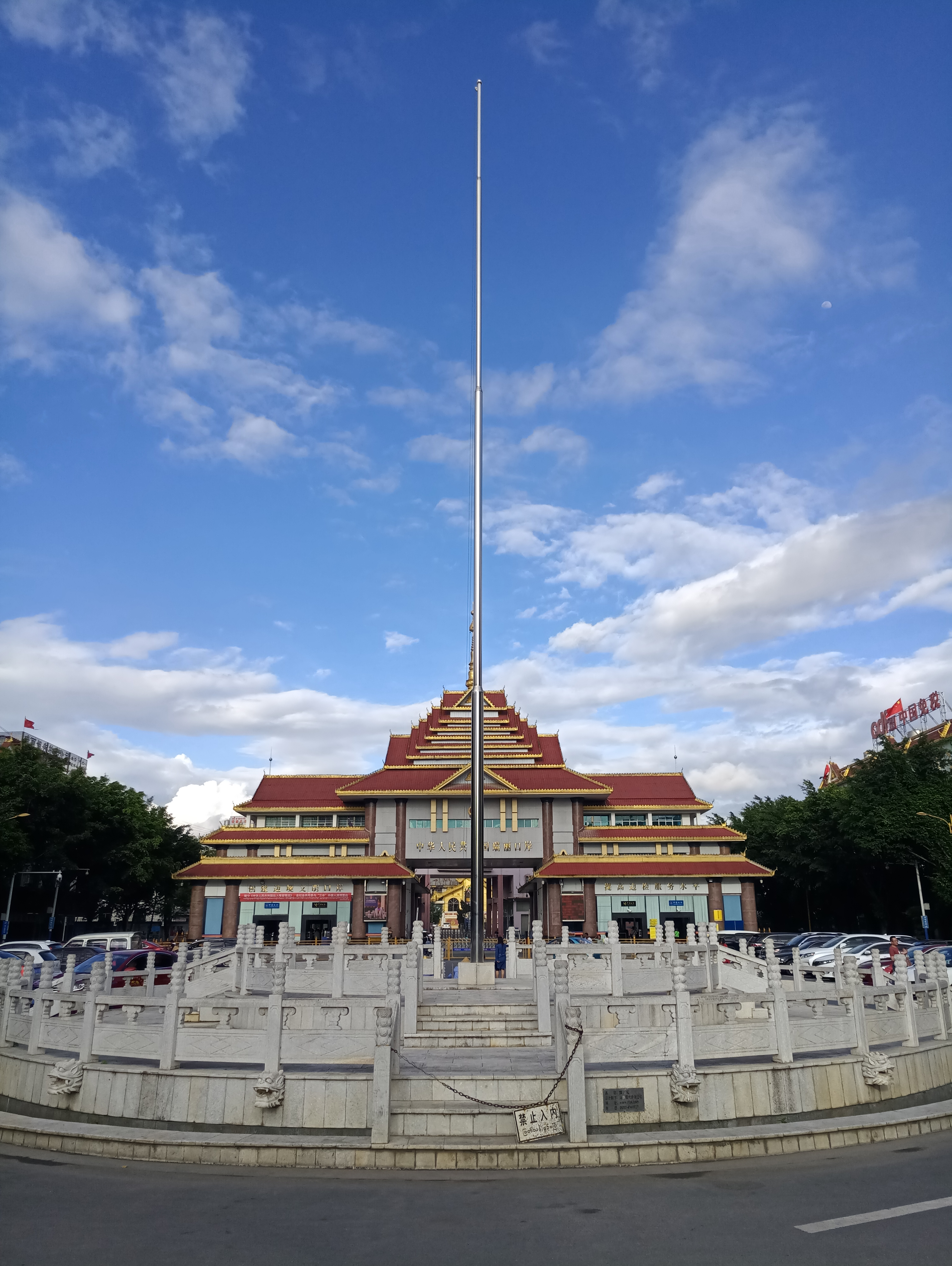
瑞丽口岸已是中缅边境最大贸易口岸，图为姐告国门

1978年，中共十一届三中全会召开后，政府工作重点转向“以经济建设为中心”，改革开放开始。1979年，试行家庭联产承包责任制，到1983年，瑞丽全县完成农村土地家庭联产承包责任制改革。此外，政府调整“以粮为纲”的思想，发展多种经济作物种植，也放宽对自留地、村民私养大牲畜的限制，农村经济日渐活跃。
1980年，云南省人民政府印发《关于中缅、中老边民互市管理办法》和《关于中缅边境小额贸易管理规定》，使边民互市和边境小额贸易合法化。1985年2月，中共中央总书记胡耀邦视察德宏，随后德宏州委、州政府作出《全州开放为边境贸易区的决定》，4月，发出《向全国开放公告》。1987年7月，国务院批准瑞丽为国家一类口岸。1992年6月9日，国务院将瑞丽列为沿边开放城市，扩大对外经济管理权限；同月26日，国务院批准撤销瑞丽县，设立县级瑞丽市。同年8月13日，国务院批准设立瑞丽边境经济合作区。1995年瑞丽边贸达到黄金时期，进出口总额15.8亿元（进口3亿、出口12.8亿），当年的边贸税收占瑞丽财政收入的75%，边贸总额占云南对缅贸易的80%。随后，1996年，国务院发出《关于边境贸易有关问题的通知》，对边境贸易进出口商品实行贸易管制并取消进口商品免税优惠政策，加之1998年亚洲金融风暴的爆发，瑞丽边贸连年下滑。
与瑞丽相邻的畹町市同样受到边贸寒冬的打击，经济一蹶不振。1999年2月8日，云南省委、省政府宣布，经国务院批复，撤销县级畹町市，将其行政区域并入瑞丽市，设立副县级瑞丽市畹町经济开发区。2000年6月23日，云南省委、省政府宣布，瑞丽姐告实行“境内关外”特殊管理模式，此后，瑞丽的对外贸易进入稳步发展时期。2010年6月29日，中共中央、国务院印发《关于深入实施西部大开发战略的若干意见》，设立云南瑞丽重点开发开放试验区。2019年8月26日，国务院印发《中国（云南）自由贸易试验区总体方案》，自贸区的德宏片区设于瑞丽。

## 地理

### 位置面积
瑞丽市位于云南省西部，德宏傣族景颇族自治州西南部。东与芒市毗连，北与陇川县为邻，西北、西南、东南三面与缅甸接壤，拥有国境线169.8千米。瑞丽市位于东经97°31′—98°02′，北纬23°38′—24°14′，东西最长57.27千米，南北宽25.5千米。城区路距昆明市中心715千米、芒市城区99千米、陇川县城31千米、缅甸木姐4.5千米、南坎32千米、仰光981千米。
据中华人民共和国第二次全国土地调查，瑞丽市总面积为944.75平方千米，另由《中华人民共和国行政区划简册》录入的面积为1,020平方千米。

### 地形地貌

瑞丽市地形图

瑞丽市地貌分为冲积盆地和山岭两部分，地势东北高、西南低。瑞丽坝地势平坦，属河谷冲积平原地貌，平均海拔779米，面积174.8平方千米，坝区面积占全市面积的18.5%，却拥有瑞丽市大部分的农业耕地，因此瑞丽被列为云南省的坝区县之一。瑞丽市的山脉为高黎贡山余脉向西南延伸的部分，由户永山、营盘山、芒海山、三达山、回龙山、峦蒙山、黑山门山、峦盖排山等构成，最高点为姐勒勐力村户永山，海拔2,019.7米，最低点为瑞丽江与南宛河汇合处的容棒旺，海拔725米。

### 地质
瑞丽的地质构造属滇藏地槽褶皱系横断山地槽褶皱带的一部分，位于龙陵–瑞丽大断裂上，构造较为复杂，地质发育过程中断裂带具有明显的控制作用。瑞丽在地质构造上与龙陵、腾冲、泸水一脉相承，境内大小断裂纵横交错，近代地质活动频繁。加里东运动早期，龙陵–瑞丽大断裂以西发生强烈褶皱，瑞丽盆地和北部的山地正是此时形成，泥盆纪时瑞丽地区上升隆起成陆。现今的瑞丽坝由瑞丽江带来的第四纪堆积物形成，积有一层厚1,400米的河湖相碎屑物质，沉积中心在弄恩至等喊一带。
瑞丽市出露的地层主要属寒武纪、古近纪、第四纪三个地质年代。境内岩浆作用和变质作用强烈，岩浆岩与变质岩分布广泛，新生代地层中也有大量的沉积岩。土壤分布则以砖红壤性红壤为主，占总面积的74.15%，分布于海拔750米－1,400米之间；1,400米－1,760米间为红壤，占总面积的10.64%；更高则是黄壤，占总面积的0.46%。区域性的土壤中，水稻土分布较广，占总面积的11.31%，坝区居多，土壤肥力较好。

### 水系

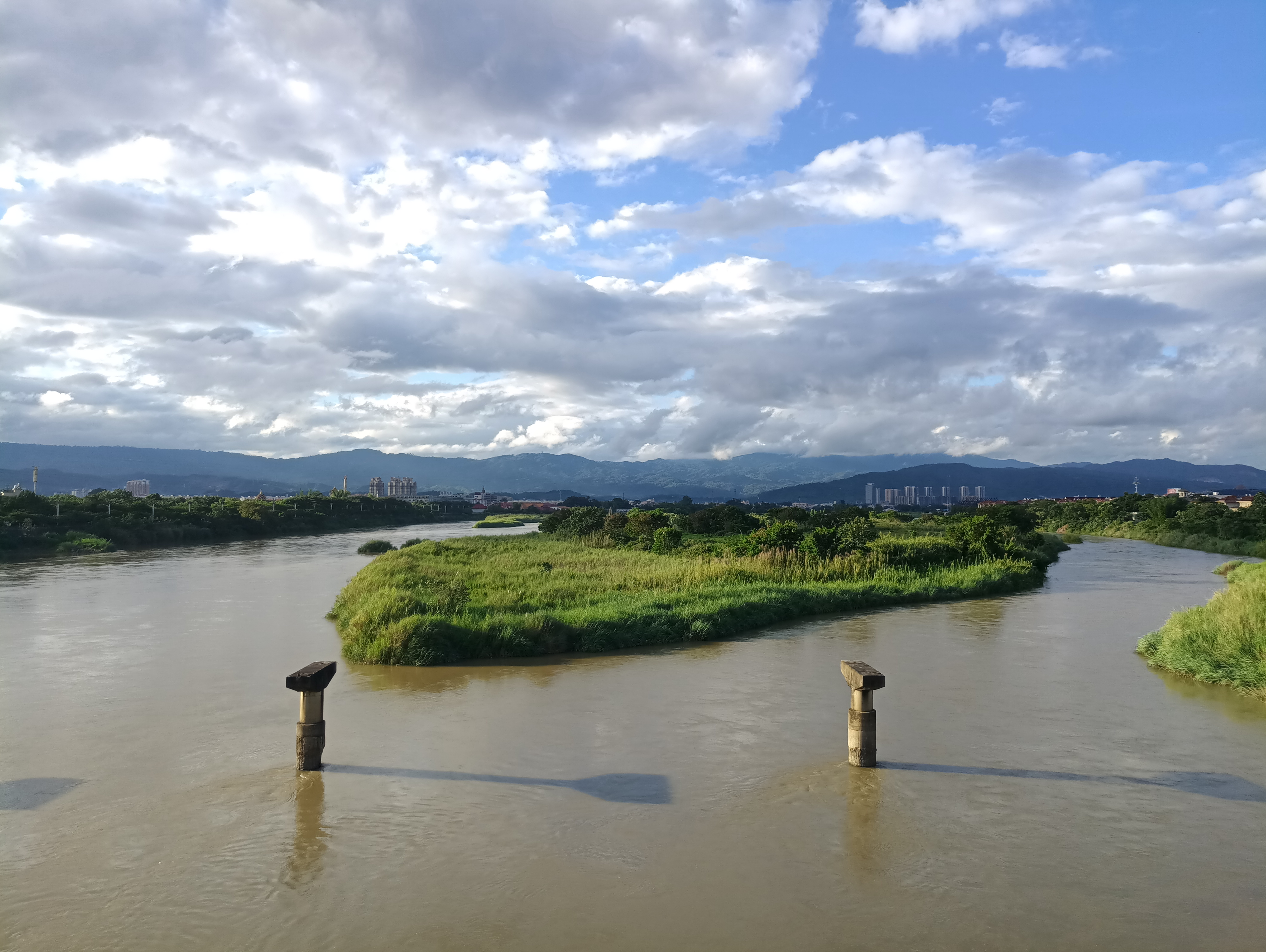
瑞丽江姐告段

瑞丽市属伊洛瓦底江水系，伊江的一级支流瑞丽江从东向西贯穿瑞丽全境：瑞丽江经莫里峡谷进入瑞丽坝，在允井汇合畹町河后折向西，至弄岛容棒旺汇合南宛河并出境。瑞丽江在畹町河口至南宛河口之间共38千米，其中15千米为中缅界河，3.1千米在中国境内，19.9千米在缅甸境内。畹町河发源于回龙山，流经畹町城区，是中缅界河。南宛河发源于陇川县护国乡，过陇川坝后进入瑞丽境内，是中缅界河，也是瑞丽江的最大支流。瑞丽全市水资源总量103.13亿立方米，其中过境水量96.4亿立方米，自产水量6.73亿立方米，水能理论蕴藏量7.2万千瓦，可开发水能约2.5万千瓦，但是主要河流瑞丽江与南宛河都是国际界河，开发难度较大。
瑞丽坝地势平坦，瑞丽江夹带泥沙在盆地内堆积，导致历史上数次改道，留下成片的牛轭湖、洼地与沼泽。弄莫湖是瑞丽江改道遗留下最大的湖泊，现有面积520亩（约合0.35平方千米）。瑞丽市境内有中型水库2座（姐勒水库、芒林水库）、小（一）型水库4座、小（二）型水库5座，总库容5,679.95万立方米。
瑞丽城东17公里的扎朵河上有瀑布一座，即扎朵瀑布，又称莫里瀑布，落差40米，现已开发为旅游区。此外，瑞丽市也有丰富的地热资源，属高温地泉，代表性的棒蚌孔雀泉温度达到97℃。

### 气候
瑞丽市属于南亚热带季风气候，春秋相连，四季不分明。全年分旱、雨两季，旱季稍凉多雾，雨季闷热，基本无霜。瑞丽年平均气温20℃，最冷月平均气温13.0℃，最热月平均24.6℃。按划分季节的尺度标准来看，瑞丽市1月－3月为春季，4月－9月为夏季，10月－12月为秋季，全年无冬季。历史有记录的极端最高温为1960年5月9日测得36.6℃；极端最低温为1965年1月2日测得的1.2℃。由于地处高原地区，立体气候显著，山区较坝区气温略低，海拔1,500米－1,840米的户瓦、皮家寨等村寨年均温在14.9℃－16.5℃之间。瑞丽江上，空气中水气较充足，容易形成很强的浓雾，清晨五点起雾，中午十二点消散，瑞丽历年平均雾日为95.2天，城区勐卯因此也有“边陲雾城”的称号。
| 瑞丽市气象数据（1971年至2000年） | 瑞丽市气象数据（1971年至2000年） | 瑞丽市气象数据（1971年至2000年） | 瑞丽市气象数据（1971年至2000年） | 瑞丽市气象数据（1971年至2000年） | 瑞丽市气象数据（1971年至2000年） | 瑞丽市气象数据（1971年至2000年） | 瑞丽市气象数据（1971年至2000年） | 瑞丽市气象数据（1971年至2000年） | 瑞丽市气象数据（1971年至2000年） | 瑞丽市气象数据（1971年至2000年） | 瑞丽市气象数据（1971年至2000年） | 瑞丽市气象数据（1971年至2000年） | 瑞丽市气象数据（1971年至2000年） |
| 月份                             | 1月                              | 2月                              | 3月                              | 4月                              | 5月                              | 6月                              | 7月                              | 8月                              | 9月                              | 10月                             | 11月                             | 12月                             | 全年                             |
| -------------------------------- | -------------------------------- | -------------------------------- | -------------------------------- | -------------------------------- | -------------------------------- | -------------------------------- | -------------------------------- | -------------------------------- | -------------------------------- | -------------------------------- | -------------------------------- | -------------------------------- | -------------------------------- |
| 历史最高温 °C（°F）              | 26.9 (80.4)                      | 31.3 (88.3)                      | 33.8 (92.8)                      | 36.3 (97.3)                      | 36.4 (97.5)                      | 36.3 (97.3)                      | 33.8 (92.8)                      | 34.4 (93.9)                      | 34.8 (94.6)                      | 32.9 (91.2)                      | 30.9 (87.6)                      | 27.3 (81.1)                      | 36.4 (97.5)                      |
| 平均高温 °C（°F）                | 22.8 (73.0)                      | 25.0 (77.0)                      | 28.7 (83.7)                      | 30.7 (87.3)                      | 30.4 (86.7)                      | 29.3 (84.7)                      | 28.3 (82.9)                      | 28.8 (83.8)                      | 29.1 (84.4)                      | 28.2 (82.8)                      | 25.3 (77.5)                      | 22.7 (72.9)                      | 27.4 (81.4)                      |
| 日均气温 °C（°F）                | 14.8 (58.6)                      | 16.8 (62.2)                      | 20.3 (68.5)                      | 23.3 (73.9)                      | 24.9 (76.8)                      | 25.5 (77.9)                      | 25.0 (77.0)                      | 25.2 (77.4)                      | 24.9 (76.8)                      | 23.2 (73.8)                      | 19.4 (66.9)                      | 15.9 (60.6)                      | 21.6 (70.9)                      |
| 平均低温 °C（°F）                | 6.9 (44.4)                       | 8.6 (47.5)                       | 11.9 (53.4)                      | 16.0 (60.8)                      | 19.4 (66.9)                      | 21.8 (71.2)                      | 21.8 (71.2)                      | 21.7 (71.1)                      | 20.8 (69.4)                      | 18.2 (64.8)                      | 13.6 (56.5)                      | 9.1 (48.4)                       | 15.8 (60.5)                      |
| 历史最低温 °C（°F）              | 1.4 (34.5)                       | 2.2 (36.0)                       | 5.5 (41.9)                       | 9.7 (49.5)                       | 13.6 (56.5)                      | 16.3 (61.3)                      | 16.5 (61.7)                      | 15.8 (60.4)                      | 15.4 (59.7)                      | 9.5 (49.1)                       | 5.2 (41.4)                       | 2.2 (36.0)                       | 1.4 (34.5)                       |
| 平均降雨量 mm（）                | 8.8 (0.35)                       | 19.4 (0.76)                      | 22.5 (0.89)                      | 53.6 (2.11)                      | 149.1 (5.87)                     | 268.4 (10.57)                    | 323.4 (12.73)                    | 257.5 (10.14)                    | 166.9 (6.57)                     | 109.1 (4.30)                     | 63.5 (2.50)                      | 11.8 (0.46)                      | 1,454 (57.25)                    |
| 平均降雨天数（≥ 0.1 mm）         | 2.7                              | 4.4                              | 5.6                              | 11.1                             | 18.2                             | 24.9                             | 27.4                             | 24.4                             | 18.8                             | 13.5                             | 8.4                              | 3.6                              | 163.0                            |
| 来源：中国天气网                 |                                  |                                  |                                  |                                  |                                  |                                  |                                  |                                  |                                  |                                  |                                  |                                  |                                  |

### 资源
据《云南森林资源》划分，瑞丽的植被属滇南热性阔叶林区（热带雨林、季雨林地带），全市森林覆盖率为68.2%。瑞丽市植物资源丰富，1977年至2000年，德宏州高等植物调查组对瑞丽高等植物展开调查，查明瑞丽共有高等植物284科、943属、3,733种，包括国家保护植物45种、省级保护植物24种，国家一级保护植物有华南苏铁、银杏等。以“瑞丽”命名的植物有24种，包括瑞丽蓝果树、瑞丽紫金牛、瑞丽山龙眼等，2021年在瑞丽发现舞花姜属新种，命名为瑞丽舞花姜。瑞丽的村寨周边多种植榕树，榕树喜生气根，形成“独树成林”的景观，芒令村的独树成林已开发为旅游景区。瑞丽市西北部的南宛河自然保护区是云南省级铜壁关自然保护区的一部分，面积70.47平方千米，保护对象是热带雨林和亚热带植物群落以及境内的国家保护动物。2002年，瑞丽市林业局在勐秀乡建起瑞丽植物园，引种珍稀濒危植物1,000余种，瑞丽植物园是中国国家基因库云南分库的一部分，也是云南分库的植物资源活体库。
明朝时期，麓川地区出产犀、象、鹦鹉、孔雀、鳞蛇、麝等动物，象军是麓川重要的军事力量，甚至是压制明军骑兵的利器。民国《猛卯地志》记载，勐卯出产鹿、麂、獭、熊、豹。随着人类的开发，犀、象、麝等已绝迹，豹、野牛、孔雀等已不多。瑞丽市现有野生动物339种，其中兽类52种，爬行动物20种，两栖动物8种，鸟类71种，昆虫163种，国家一级保护动物有蜂猴、绿孔雀、云豹、巨蜥、蟒蛇、马来熊等。德宏州有“孔雀之乡”的美誉，而本土物种绿孔雀，据2017年调查，全州仅瑞丽市境内有30－40只野生个体。
矿产资源经初步探查，勐秀乡勐典村有储量42万吨的煤矿，现已开采；另有3,300万吨的铁矿，大炼钢铁时期曾开采，因出铁质量低劣而关闭。瑞丽从20世纪90年代开始发展珠宝玉石产业，但瑞丽本地并不产玉，玉石均来自缅甸。

### 自然灾害
瑞丽江出境后进入缅甸的峡谷，中高水位时水流宣泄不畅，回水顶托易造成瑞丽坝尾发生洪涝。1974、1985、1986、1989、1992、1997、2004等年份发生了较大的水灾，1992年10月的水灾，瑞丽城区积水深达1.8米。夏季的高温如遇到雨季推迟，又会引起干旱。瑞丽夏季有时会出现短时强降水、局地雷暴、大风伴有冰雹的恶劣天气，给农业生产造成损失。由于地处龙陵–瑞丽断裂带，历史上多次发生灾害性地震，里氏震级5级以上的有4次：1611年、1931年、1933年和1966年。

## 政治

### 机构
| 机构     | · 中国共产党 · 瑞丽市委员会 · 书记 | 瑞丽市人民代表大会 常务委员会 主任 | 瑞丽市人民政府 市长 | · 中国人民政治协商会议 · 瑞丽市委员会 · 主席 |
| -------- | ---------------------------------- | ---------------------------------- | ------------------- | -------------------------------------------- |
| 姓名     | 毛晓                               | 排云祥                             | 尚腊边              | 散孟                                         |
| 民族     | 汉族                               | 景颇族                             | 景颇族              | 傣族                                         |
| 籍贯     | 云南腾冲                           | 云南瑞丽                           | 云南陇川            | 云南瑞丽                                     |
| 出生日期 | 1975年7月（49歲）                  | 1967年3月（58歲）                  | 1974年8月（50歲）   | 1973年8月（51歲）                            |
| 就任日期 | 2021年9月                          | 2019年9月                          | 2021年1月           | 2017年2月                                    |

瑞丽市地方政治机构由中共党委、人大、政府、政协四套班子构成。
1950年5月18日，中共保山地委派出代表团进驻瑞丽，同年8月改为工作团。1951年8月，建立中共瑞丽工作委员会，任命杨有生为书记，1956年1月正式成立中共瑞丽县委员会，1960年8月9日召开第一次党代会。1966年6月18日，成立瑞丽县文化革命领导小组，1967年初县委瘫痪，进入军事管制时期。1968年成立瑞丽县革命委员会，1981年撤销，恢复县委。瑞丽撤县设市后，改为中共瑞丽市委。瑞丽市委书记兼任中共德宏州委常委、瑞丽国家重点开发开放试验区党工委副书记（副厅级），是德宏州五县市党委书记中唯一进入州常委的职官。
人民代表大会制度实施前，各族各界代表会充当瑞丽的地方权力机关，1950年至1954年间共召开九次会议。1954年第一届全国人大一次会议上，通过《中华人民共和国宪法》，人民代表大会制度得以确立，瑞丽县第一届人民代表大会第一次会议于1956年5月22日召开，选举出瑞丽县第一届人民委员会。文化大革命时期实行党政一元化领导，人民代表大会制度中止，1978年12月召开第七届人民代表大会，人代会恢复活动。自1980年第八届人民代表大会起，设立县人大常委会。
1950年11月6日，召开第一次各族各界代表大会，协商成立瑞丽各民族行政委员会，勐卯土司衎景泰担任主任委员。1951年12月，瑞面各族各界代表大会第四次会议召开，成立瑞丽县各族人民政府，衎景泰继续担任县长。1956年5月，瑞丽县第一届人民代表大会选举产生瑞丽县第一届人民委员会，思伟章为首任选举县长，同年12月上级政府改任刀安年为县长。文化大革命开始后，县政府陷入瘫痪，1967年3月27日进入军事管制时期，1968年成立革命委员会。1980年12月，县革命委员会改回县人民政府，刀安年第二次出任县长。1992年撤县设市后改为市人民政府。
1951年12月，瑞面各族各界代表大会第四次会议召开，成立各族各界代表会议协商委员会。1956年5月，第一届人民代表大会第一次会议召开后，各族各界代表会议协商委员会工作结束；同年8月，召开中国人民政治协商会议瑞丽县第一届委员会第一次会议，选举产生政协第一届常委会。文化大革命时期，政协陷入瘫痪，1979年1月恢复活动。

### 开发区与试验区

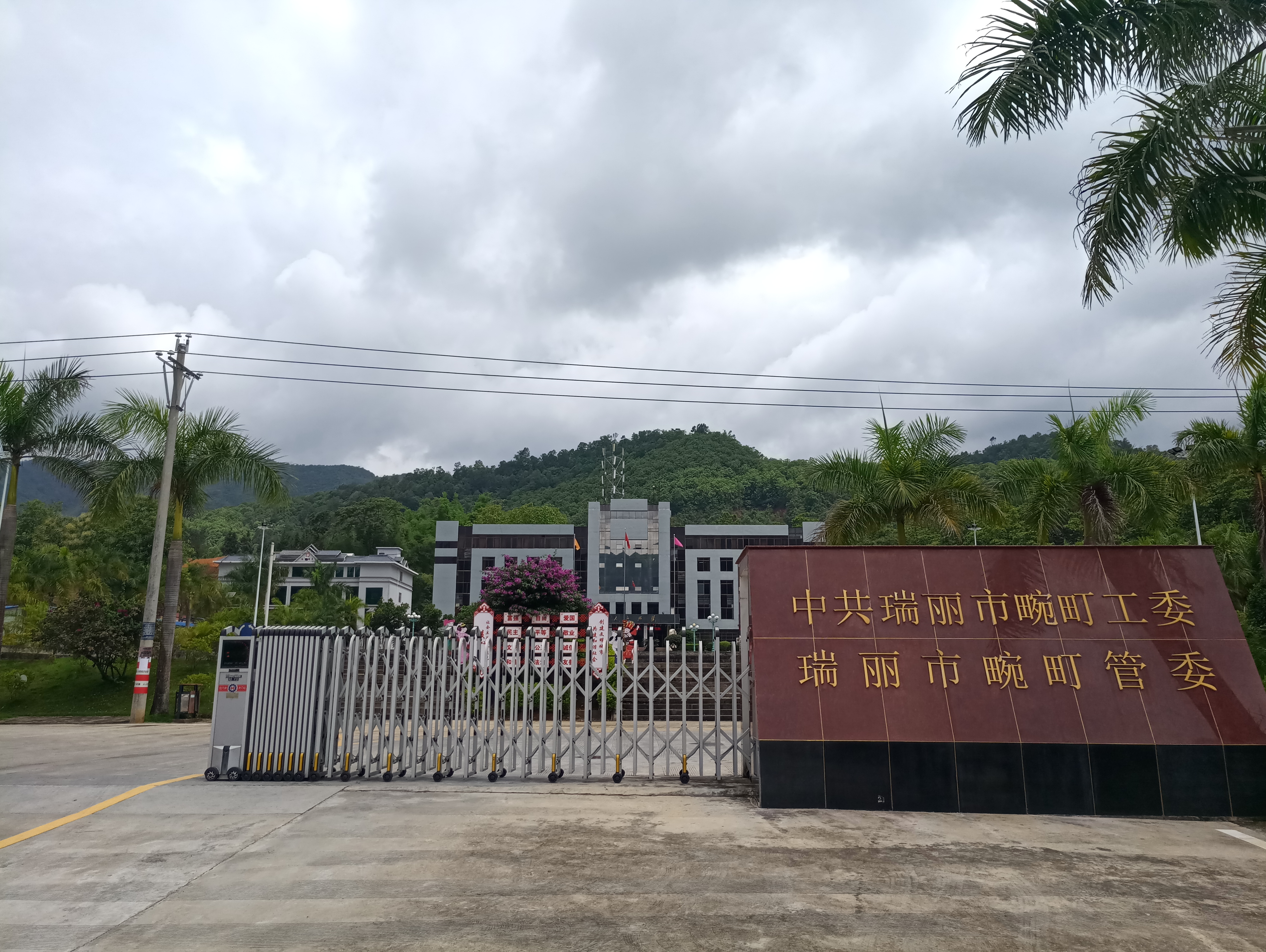
畹町经济开发区管委会

瑞丽作为中缅边贸前沿，设有多个开发区与试验区，包括姐告边境贸易区、畹町经济开发区、瑞丽边境经济合作区、畹町边境经济合作区、云南瑞丽重点开发开放试验区、中国（云南）自由贸易试验区德宏片区。姐告边境贸易区在2000年由国务院批准设立，是瑞丽市委市政府的正县处级派出机构，实行“境内关外”特殊管理模式，出口货物进入姐告即为出口，进口货物在姐告则免于向海关申报。畹町经济开发区接收原畹町市政府部门，管理原畹町市行政区域，实行“政经合一”管理体制，行使县级经济管理权限和行政职能，现辖畹町镇与畹町农场。瑞丽边合区与畹町边合区都在1992年设立，瑞丽边合区为瑞丽市委市政府副县级派出机构，现位于弄岛镇境内；畹町边合区已并入畹町开发区，仅保留名义和牌子。云南瑞丽重点开发开放试验区设于2012年，范围包括瑞丽市，并以芒市和陇川县为“两翼”，中央财政对重点开发开放试验区有适当补助。中国（云南）自由贸易试验区设于2019年，德宏片区面积29.74平方公里，涵盖瑞丽市建成区和姐告边境贸易区。

## 行政区划

### 现行区划
瑞丽市下辖1个街道、3个镇、2个乡。
- 街道：勐卯街道
- 镇：畹町镇、弄岛镇、姐相镇
- 乡：户育乡、勐秀乡

截至2017年末，全市共有29个村民委员会，11个社区居委会，下辖229个村民小组283个自然村、143个城市居民小组。此外，瑞丽市辖有两个政企合一的农场：瑞丽农场和畹町农场，瑞丽农场土地分布插花于勐卯、姐相、弄岛、户育4个乡镇中，畹町农场土地位于畹町镇境内。
瑞丽市下设两个具备行政管理职能的开发区，即畹町经济开发区（管辖畹町镇、畹町农场）、姐告边境贸易区（管辖勐卯街道的国门社区）。
| 瑞丽市行政区划图                                                                                      | 瑞丽市行政区划图 | 瑞丽市行政区划图  | 瑞丽市行政区划图  | 瑞丽市行政区划图    | 瑞丽市行政区划图 | 瑞丽市行政区划图 | 瑞丽市行政区划图 | 瑞丽市行政区划图 | 瑞丽市行政区划图 | 瑞丽市行政区划图 |
| --- | ---------------- | ----------------- | ----------------- | ------------------- | ---------------- | ---------------- | ---------------- | ---------------- | ---------------- | ---------------- |
| 勐卯街道 畹町镇 弄岛镇 姐相镇 户育乡 勐秀乡 瑞 丽 农 场 畹町农场 ←姐告边境贸易区 畹 町 经 济 开 发 区 |                  |                   |                   |                     |                  |                  |                  |                  |                  |                  |
| 区划代码                                                                                              | 区划名称         | 汉语拼音 民语地名 | 面积 （平方公里） | 人口 （2010年普查） | 下辖地区数量     | 下辖地区数量     | 下辖地区数量     | 下辖地区数量     | 政府驻地         | 邮政编码         |
| 区划代码                                                                                              | 区划名称         | 汉语拼音 民语地名 | 面积 （平方公里） | 人口 （2010年普查） | 社区             | 村委会           | 自然村           | 村(居)民小组     | 政府驻地         | 邮政编码         |
| 533102001                                                                                             | 勐卯街道         | （傣）            | 232.3             | 112,578             | 7                | 7                | 65               | 212              | 团结村           | 678600           |
| 533102101                                                                                             | 畹町镇           | （傣）            | 103               | 13,906              | 3                | 3                | 16               | 31               | 建设路社区       | 678500           |
| 533102102                                                                                             | 弄岛镇           | （傣）            | 99                | 15,423              |                  | 4                | ？               | 34               | 弄岛街           | 678603           |
| 533102103                                                                                             | 姐相镇           | （傣）            | 50.28             | 17,984              |                  | 4                | ？               | 40               | 姐相街           | 678602           |
| 533102202                                                                                             | 户育乡           | （景）            | 204               | 9,141               |                  | 4                | ？               | 30               | 帕跌             | 678602           |
| 533102203                                                                                             | 勐秀乡           | （傣）            | 283.3             | 11,595              |                  | 7                | 89               | 44               | 勐秀村           | 678604           |
| 533102400                                                                                             | 瑞丽农场         | -                 | 66.53             | 12,776              | 6                |                  |                  | ？               | 瑞宏路11号       | -                |
| 533102401                                                                                             | 畹町农场         | -                 | 2.54              | 缺                  | 1                |                  |                  | 8                | 混板村           | -                |
| [ 259 ] [ 260 ]                                                                                       | [ 259 ] [ 260 ]  | [ 261 ] [ 262 ]   | [ 263 ] [ 257 ]   | [ 264 ] [ 265 ]     | [ 266 ]          | [ 266 ]          | [ 266 ]          | [ 266 ]          | [ 267 ]          | [ 267 ]          |

### 区划沿革
| 瑞丽市行政区划图（1999年－2005年） |
| --- |
| ① ② 勐卯镇 弄岛镇 姐勒乡 姐相乡 户育乡 勐秀乡 ③ ④ 畹 町 经 济 开 发 区 芒棒乡 混板乡 ⑤ ①银河街道 · ②瑞宏街道 · ③瑞丽边境经济合作区 · ④姐告边境贸易区 · ⑤城关镇 |

勐卯土司的辖区划分为9个“㽘”，民国时期将㽘改为区，1923年的行政区划为：第一区蛮满㽘、第二区蛮令㽘、第三区姐勒㽘、第四区弄坎㽘、第五区等贺㽘、第六区棒蚌㽘、第七区姐相㽘、第八区弄湖㽘、第九区芒艾㽘。腊撒土司的辖区划分为5个“㽘”，1923年的行政区划为：第一区城子㽘、第二区芒景㽘、第三区芒回㽘、第四区芒岗㽘、第五区刺期㽘。1934年，瑞丽设治局辖弄岛、勐卯城子两镇、姐勒、姐相两乡，以及腊撒的东、西乡，1945年增设芒艾乡。腊撒土司于1952年与户撒土司合设户撒区，划归盈江县。
中华人民共和国成立之初，仍保留土司“㽘”的建制，1954年正式设区：第一区姐东区、第二区姐勒区、第三区雷武区（1955年设立，后更名贺腮区、姐相区）。1956年，陇川县户兰、户瓦、勐典划归瑞丽，与勐秀、雷弄、等扎等村寨组建勐秀生产文化站（区级）。同年，户育成立生产文化站，姐东区撤销划归姐勒区。至此，瑞丽县辖有姐勒、姐相2区，勐秀、户育2生产文化站。
1958年10月，陇川全县（3区4文化站）、盈江县户撒区并入瑞丽。同时，瑞丽坝区的姐勒、姐相区撤销，设立姐东公社。瑞丽县辖有姐东1公社，城子、章凤、清平、户撒4区，勐秀、户育、王子树、邦瓦、广瓦、邦外6生产文化站。1959年，瑞丽、陇川分设，瑞丽辖姐东公社和勐秀、户育两个生产文化站。1960年姐东公社撤销，恢复姐勒区、姐相区。1964年，姐勒区勐卯镇升格为区级镇，称城关镇。至此，瑞丽县辖有城关1镇，姐勒、姐相2区，勐秀、户育2生产文化站。
1969年撤销区站乡建制，改为人民公社和大队，建立红城（勐卯）、东方红（姐勒）、向阳（姐相）、红旗（勐秀）、东风（户育）、卫东（弄岛，由姐相和户育划出）6个公社。1976年，将“一片红”地名恢复原名，仍保留人民公社称谓。1984年废人民公社体制，恢复区镇建制，瑞丽县辖有勐卯1镇，姐勒、姐相、勐秀、户育、弄岛5区。1986年区乡体制改革，各区改为乡，瑞丽县辖有1镇5乡。
1990年，姐勒乡金坎、姐告自然村划出，成立姐告边贸经济区，因不便于封闭管理，瑞丽江西岸的金坎村于2000年划回姐勒乡，姐告村改为恒茂居委会，2003年与兴瑞公司（瑞丽农场姐告直属一队）合并为国门社区。1992年，国务院批准设立瑞丽边境经济合作区，瑞丽边合区下辖姐勒乡的卯相社区和团结村。1998年，勐卯镇划出部分区域设置银河街道与瑞宏街道。1999年，畹町市撤销，辖区并入瑞丽市，改设畹町经济开发区。至此，瑞丽市辖有银河、瑞宏2街道，勐卯1镇，姐勒、姐相、勐秀、户育、弄岛5乡，姐告边贸区、瑞丽边合区、畹町经开区3开发区，畹町经济开发区又辖有城关镇、混板乡和芒棒乡。
2000年，姐告边贸经济区改为姐告边境贸易区；2004年，银河街道、瑞宏街道并入勐卯镇；2005年，姐勒乡并入勐卯镇，城关镇改名畹町镇，混板乡、芒棒乡并入畹町镇；2006年，瑞丽边境经济合作区的卯相社区、团结村划归勐卯镇，瑞丽边合区不再实际管辖地方。2011年，瑞丽农场、畹町农场由云南省农垦总局划归属地管理，瑞丽农场由瑞丽市直接管理，畹町农场由畹町开发区管理。瑞丽农场与畹町农场是政企合一的国有企业，正在进行农场体制改革。
2021年8月11日，云南省人民政府批复撤销勐卯镇，设立勐卯街道；撤销姐相乡，设立姐相镇。

## 经济
2019年统计，瑞丽市国内生产总值为149.08亿元，第一、二、三产业的产值分别为12.82亿元、26.26亿元、110.00亿元，三次产业结构比为8.6 : 17.6 : 73.8。人均生产总值70,855元，高于云南省平均值（47,944元），城镇常住居民人均可支配收入37,369元，农村常住居民人均可支配收入12,838元。全市有单位职工1.63万人，职工年平均工资7.38万元。2019年全市固定资产投资86亿元。全年地方一般公共预算收入10.95亿元，人均5,204元；地方一般公共预算支出29.90亿元，人均14,211元。
瑞丽是德宏州经济发展水平最好的县市，也是德宏唯一未列入滇西边境山区集中连片特困地区国家级贫困县名单的县市。

### 农业

#### 种植业

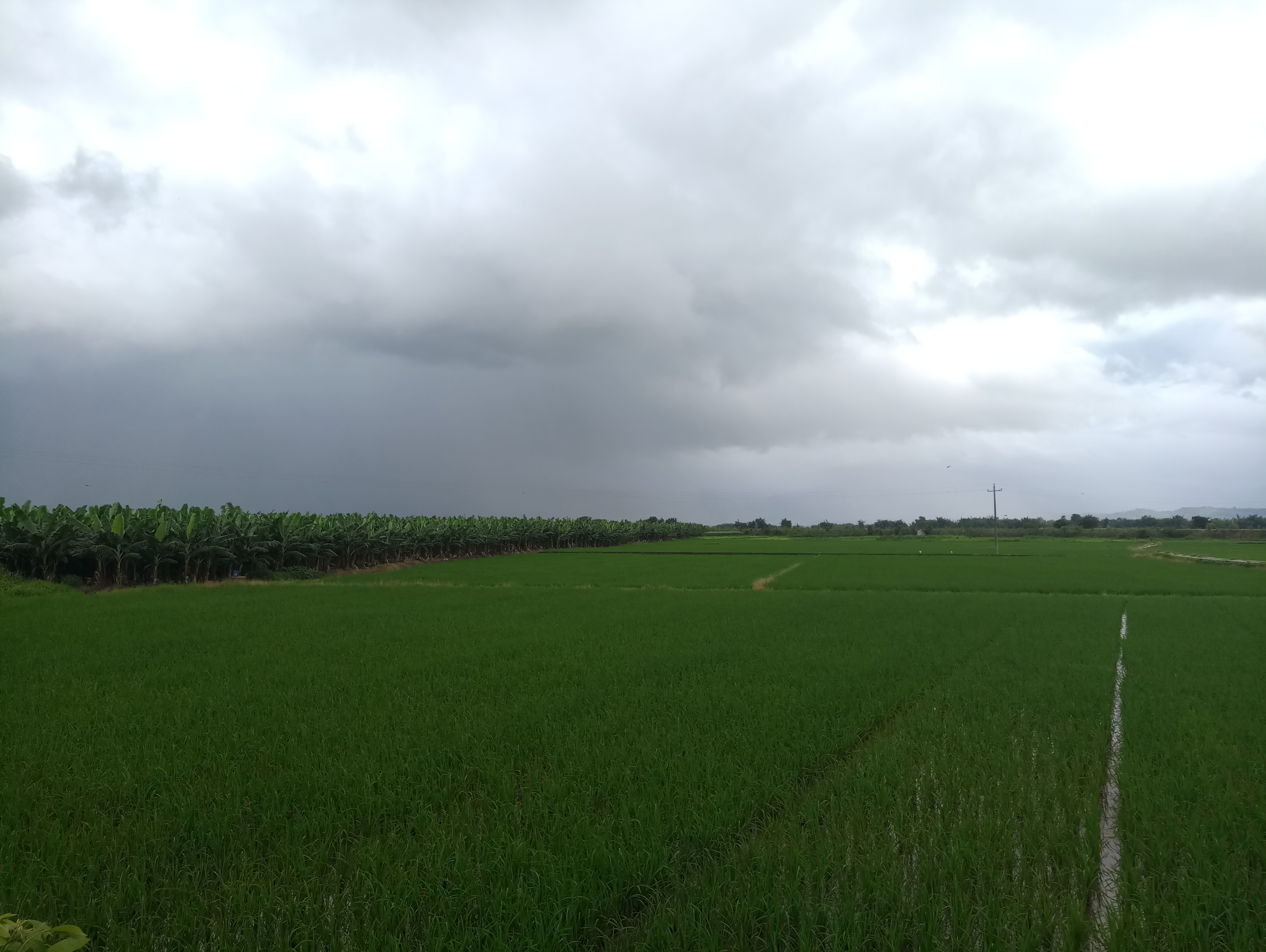
弄岛镇的水稻田

瑞丽坝区农业生产条件较好，稻谷可一年两熟、三熟，勐卯、弄岛、畹町、姐相四个乡镇拥有瑞丽市大部分水田，主要农作物有水稻、玉米、蔬菜瓜果、甘蔗、柚子、毛叶枣等。山区的户育乡和勐秀乡主要是旱地，种植柠檬、茶、橡胶、麻竹、咖啡、胡椒、八角等经济作物。甘蔗和水果是瑞丽产量较大的作物。2017年，瑞丽甘蔗收获面积7.8万亩（境内3万亩、境外4.8万亩），产量401,913吨，工业入榨366,936吨，出产食糖50,288.775吨。柠檬和柚子是瑞丽新兴的特色产业，2017年产量分别为8,870吨和8,500吨，成为农户的重要增收来源之一。
由于瑞丽坝区人口较多，土地资源不足，许多农民选择前往缅甸进行农业开发，成为“跨国农民”，以独资或合资的方式租赁土地，种植西瓜、甘蔗、橡胶、砂仁、咖啡、芝麻等作物。早在2013年，瑞丽农民就已在缅甸种植了3.4万亩甘蔗，总产量16万吨，实现境外农业产值6,880万元。瑞丽的中缅跨境农业发展迅速，冬季是缅甸西瓜上市的季节，中国超过80%的反季西瓜从瑞丽入境，再销往各地。这些西瓜种植田大部分位于距边境线20公里至30公里的缅甸境内，由中国企业承租并提供技术支持，雇佣缅甸劳动力打理。
|                    | 粮食 | 稻谷 | 玉米 | 豆类 | 蚕豆 | 薯类 | 油料 | 油菜籽 | 甘蔗  | 烤烟 | 茶叶 | 蔬菜 | 水果  | 橡胶 |
| ------------------ | ---- | ---- | ---- | ---- | ---- | ---- | ---- | ------ | ----- | ---- | ---- | ---- | ----- | ---- |
| 种植面积（万公顷） | 0.90 | 0.50 | 0.37 | 0.02 | 0.01 | 0.01 | 0.01 |        | 0.19  | 0.10 |      | 0.59 |       |      |
| 产量（万吨）       | 4.66 | 3.04 | 1.54 | 0.04 | 0.01 | 0.04 | 0.02 | 0.02   | 13.23 | 0.26 | 0.03 | 9.99 | 10.09 | 0.23 |

#### 畜牧业

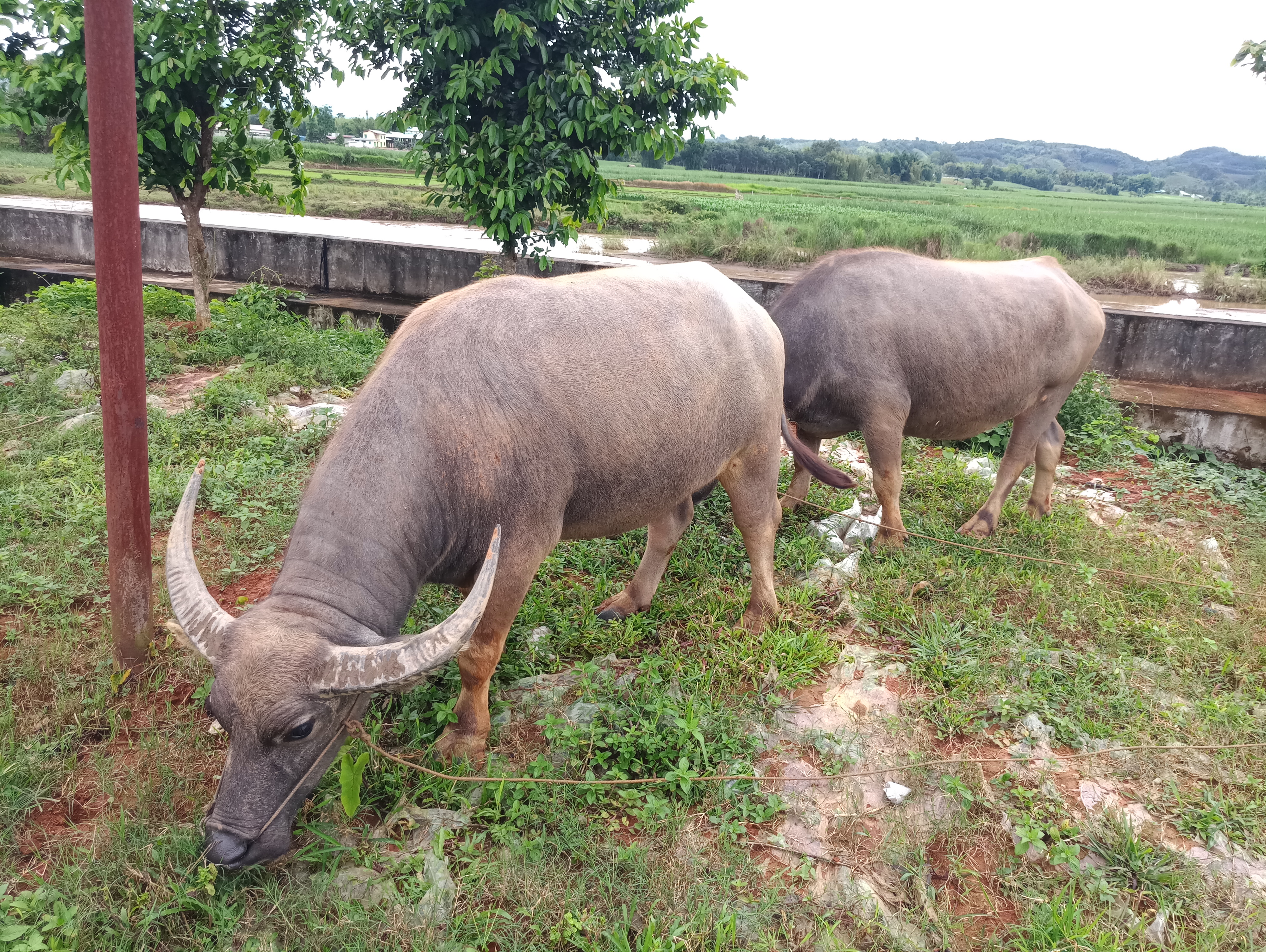
水牛是瑞丽农民生产作业使用的畜力，图为弄岛镇农民饲养的水牛

养猪业是瑞丽主要的畜牧产业，猪肉产量占肉类产量的60%。历史上瑞丽地区多饲养水牛，农业生产中用来犁地，随着农业机械化的普及，水牛饲养量逐渐减少，取而代之的是饲养黄牛以获取牛肉。
2017年，农业部、商务部、海关总署、质检总局联合印发《关于支持云南省在边境地区开展跨境动物疫病区域化管理试点工作的函》，云南省决定在瑞丽市、景洪市、勐腊县开展试点。2018年，瑞丽市鹏和农业食品发展有限公司的屠宰场项目在瑞丽弄岛镇瑞丽边境经济合作区内奠基，计划达到年屠宰50万头牛，成为全球肉牛最大单体企业，被称为“中国肉牛产业航母”。鹏和肉牛实行缅甸隔离育肥，瑞丽隔离屠宰，中国市场营销的运营模式，以贸易取缔非法肉牛走私。第一期项目已于2019年建成投入生产。
| 猪   | 猪   | 猪     | 牛   | 牛   | 牛     | 羊   | 羊   | 羊     | 家禽   | 家禽   | 家禽   | 禽蛋 | 蜂蜜（吨） | 水产品 |
| 存栏 | 出栏 | 肉产量 | 存栏 | 出栏 | 肉产量 | 存栏 | 出栏 | 肉产量 | 存栏   | 出栏   | 肉产量 | 禽蛋 | 蜂蜜（吨） | 水产品 |
| 5.51 | 6.35 | 0.58   | 1.66 | 3.57 | 0.39   | 0.22 | 0.75 | 0.02   | 123.39 | 257.41 | 0.37   | 0.11 | 92         | 0.66   |

### 工业

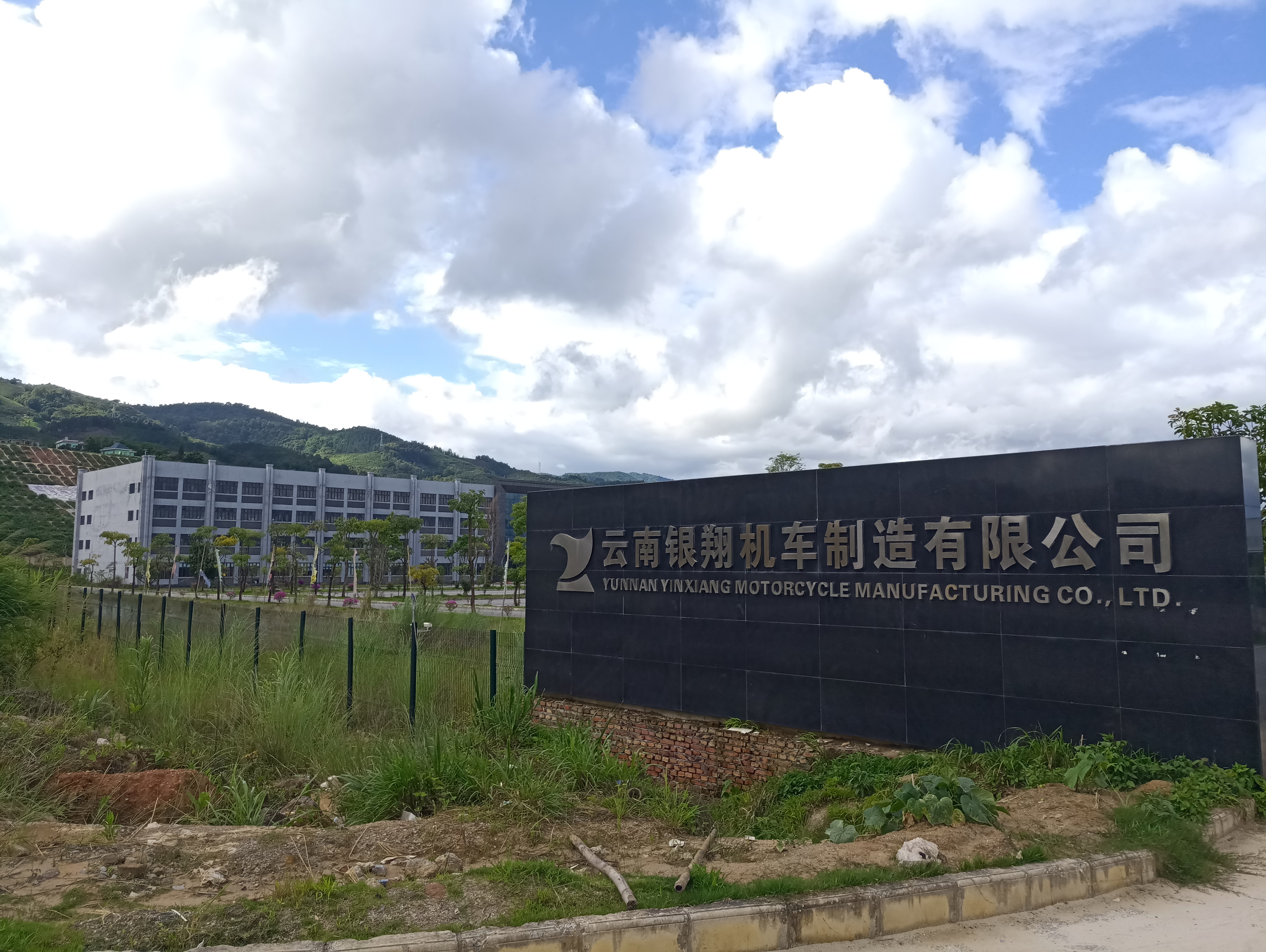
瑞丽银翔摩托制造有限公司

2019年，瑞丽市工业总产值61.7亿元，规模以上工业增加值11.9亿元，有规模以上企业30户。主要产业有制糖、冷鲜肉、酒精饮料、精制茶、实木地板、木制家具、塑料制品等。瑞丽市有规划面积35平方公里的工业园区，建设进出口加工制造基地，银翔摩托、北汽集团、雅戈尔集团等企业在瑞丽建有产业园。北汽瑞丽于2015年建成，并下线了首台“瑞丽制造”的SUV越野车，但尚未进入量产阶段，2017年至2019年连续处于亏损状态。瑞丽银翔摩托车产业园于2016年投产，生产的摩托车向东南亚、南亚和非洲地区出口，2018年共出口54万辆，出口额12,994.77万美元。瑞丽市的家具制造业以红木家具为主，自缅甸进口红木原料，加工后销往中国各地，是中国六大红木家具市场之一。

### 服务业

#### 金融
2019年末，瑞丽市金融机构各项存款余额214.69亿元，共有九家银行在瑞丽开设分行与支行：中国银行、中国工商银行、中国农业银行、中国建设银行、中国农业发展银行、中国邮政储蓄银行、恒丰银行、富滇银行、云南省农村信用社，瑞丽当地成立有瑞丽沪农商村镇银行、瑞丽南屏农村商业银行两家本土银行。
由于瑞丽最初没有跨境汇率结算的机构，边贸中的大额货币也只能通过私人兑换，地下钱庄发展迅速，几乎垄断了边境地区的金融业，正规银行开设的兑换业务也因利益亏损、缅甸政局不稳导致银行承担汇率损失风险等问题，最终未能成行。2013年，地下钱庄的兑换量超过百亿元人民币。地下钱庄对瑞丽边贸发展起着重要作用，但同时缺乏监管，也是洗钱的高发地。为了规范跨境结算，2011年瑞丽两家民营企业获得了国家外汇管理局颁发的个人本外币兑换特许业务经营权，但仍然无法与地下钱庄竞争，客户只有需要进行财务审计的国有企业。2015年，瑞丽成立中缅货币兑换中心，正规的货币兑换有所发展，但规模较地下钱庄仍小得多，短时间内无法取而代之。

#### 对外贸易

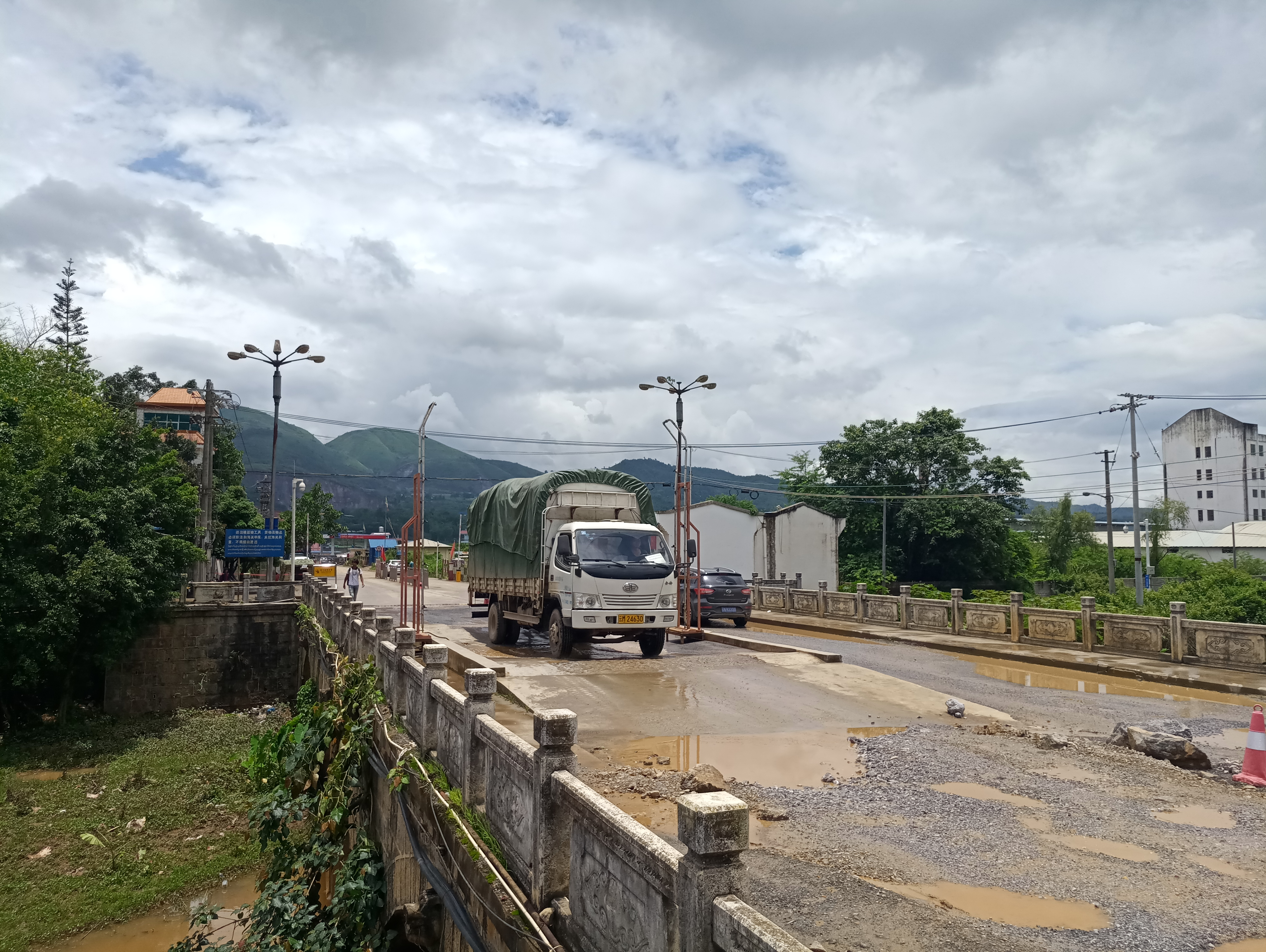
一辆货车从畹町口岸芒满通道缅甸一侧驶来

瑞丽市拥有瑞丽口岸和畹町口岸两个国家级口岸，改革开放后对外贸易发展迅速，瑞丽口岸已是中缅边境口岸中人员、车辆、货物流量最大的口岸，而与瑞丽对应的缅甸边境城市木姐也是缅甸最大的边贸口岸。2019年，瑞丽、畹町两口岸完成进出口总额854.1亿元，进口552.7亿元，出口301.4亿元。瑞丽向缅出口手机、摩托车、货运机动车辆、苹果、梨、合成纤维布、化肥等，以工业制成品为主；自缅进口原油、天然气、天然橡胶、锡矿、宝石或半宝石等，以工业原材料或初加工产品为主。

#### 珠宝玉石
缅甸是世界主要的翡翠产区，全球商业品级的翡翠95%以上产于缅甸。1993年，姐告建起瑞丽市珠宝玉石交易市场，交易玉石毛料和成品。2000年起，瑞丽市打造“东方珠宝城”品牌，从内地引进了大批珠宝玉石加工技艺人才，玉石加工行业快速发展，产品档次逐渐提升，瑞丽成为全球翡翠的四大集散地之一。瑞丽玉石产业的发展也成就了大批富豪，包括前云南首富赵兴龙家族。赵兴龙成立云南兴龙实业，2006年借壳上市（东方金钰），被称为“翡翠第一股”。2013年，中国经济增速放缓，奢侈品消费整体减少，瑞丽翡翠行业受到冲击，珠宝玉石不再是暴利行业，市场回归理性，许多商家倒闭。互联网经济兴起后，地方政府开始发展珠宝翡翠网络直播销售，引进淘宝、京东、快手、字节跳动等直播平台，建设直播基地。截至2018年，瑞丽市有珠宝加工销售商家9,000户，从业人员6万余人，年销售额80亿元。

## 人口
本章节除缅籍居民小节外，其余小节统计数值均不包含外籍人口。

### 统计
| 历史人口           | 历史人口 |
| 年份               | 总人口   |
| ------------------ | -------- |
| 1923               | 10,018   |
| 1951               | 28,751   |
| 1964               | 36,813   |
| 1982               | 66,505   |
| 1990               | 87,511   |
| 以上数值未包含畹町 |          |
| 2000               | 155,210  |
| 2010               | 180,627  |
| 2020               | 267,638  |
| 参考：             |          |

1923年猛卯行政委员段文逵撰《猛卯地志》记载，勐卯人口共有10,018人。1951年统计，瑞丽县有人口28,751人，大跃进、人民公社化运动曾使得瑞丽地区人口大量外流，1958年人口下降到18,618人，1959年部分回归，人口上升至23,520人。随着经济和医疗卫生的发展，瑞丽人口逐渐增长，到1990年已增加到87,511人。2020年第七次人口普查结果，瑞丽市总人口（常住人口）共有267,638人，城镇人口208,658人（占77.96%），乡村人口58,980人（占22.04%）。共有男性146,544人、女性121,094人，性别比为121.02。0—14岁人口共48,702人（占18.20%），15—59岁人口共195,693人（占73.12%），60岁及以上人口共23,243人（占8.68%），其中65岁及以上人口共14,407人（占5.38%）。大学专科学历及以上人口有31,328人，15岁以上的文盲有15,064人，占15岁以上人口的6.88%。

### 族群
德昂族是瑞丽市境内最早的世居民族，傣族、汉族、景颇族均是迁移进入瑞丽地区的民族，现在瑞丽境内最多的民族是汉族，其次为傣族、景颇族，原住民德昂族人口位居第四。
| 民族               | 汉族    | 傣族   | 景颇族 | 德昂族 | 白族  | 彝族  | 其他民族 |
| ------------------ | ------- | ------ | ------ | ------ | ----- | ----- | -------- |
| 人口               | 104,108 | 55,007 | 13,361 | 1,783  | 1,623 | 1,036 | 3,709    |
| 占总人口比例       | 57.64%  | 30.45% | 7.40%  | 0.99%  | 0.90% | 0.57% | 2.05%    |
| 占少数民族人口比例 | ---     | 71.89% | 17.46% | 2.33%  | 2.12% | 1.35% | 4.85%    |

#### 汉族
汉族最早于明朝迁入瑞丽境内，麓川之役后云南巡抚陈用宾修筑平麓城，派兵屯垦戍边。民国时期，滇缅公路通车后，又有一批汉族进入瑞丽，但人口总量不多，到中华人民共和国成立时，瑞丽的汉族只占全部人口的1%。中华人民共和国成立后，为开发边疆，从内地迁移大批汉族到瑞丽，开办国营农场，汉族比例逐渐升高。1990年时，瑞丽有汉族31,797人，占总人口的36.33%。随着边境贸易的发展，中国各地商贾集聚瑞丽，汉族比例超过总人口的一半，2005年有88,091名汉族，占常住人口的54%。2019年末，瑞丽常住人口中有汉族121,130人，占常住人口的58.50%。

#### 傣族

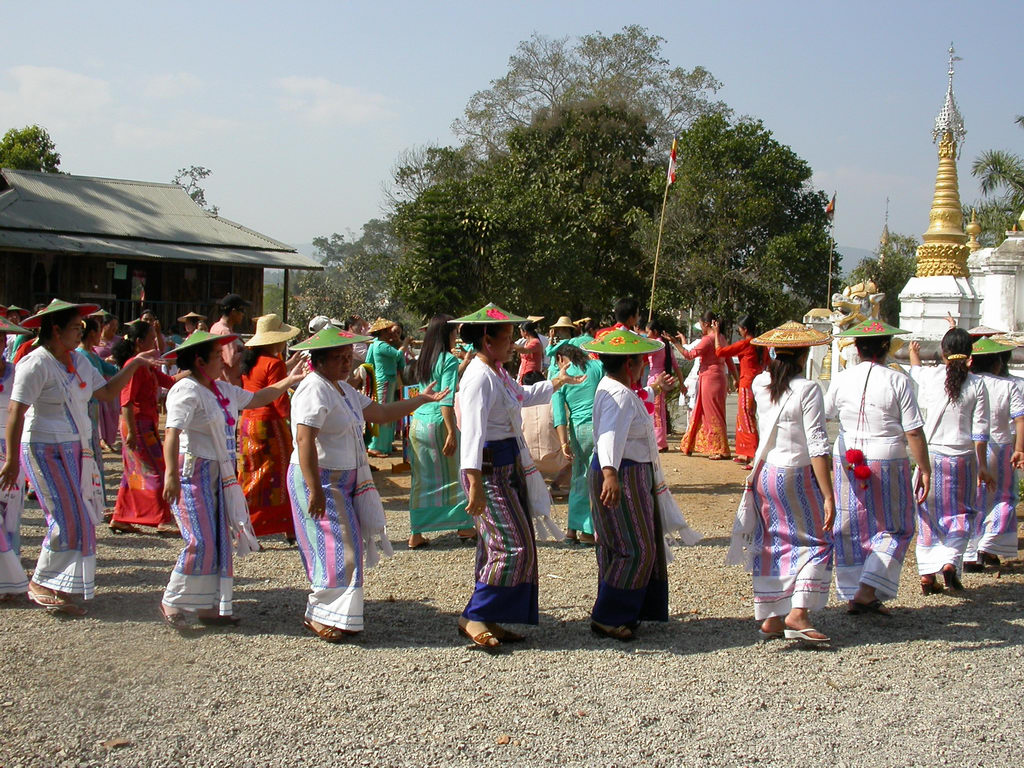
瑞丽傣族欢度佳节

傣族于何时起世居瑞丽，历史学界尚无共识。部分学者认为汉代史籍记载的滇越、掸国即是傣族建立的国家，但是这两个古国本身具有很大的争议。德宏傣族学者则提出了“达光王国”的观点，认为公元前424年缅北已经出现了傣族建立的国家名为“达光”，德宏位在达光的疆域内，后被史学家何平证明为缅甸骠国传说时代的太公王国，并非傣族历史上的古国。傣族的起源研究分为“南迁”、“西迁”、“土著”三种学说，而“西迁说”广泛得到学界的认可：傣族来自广西一带，一支迁徙到瑞丽江流域，形成了傣族的“大泰”支系，时间约是公元6世纪。大泰中的一支，又在13世纪从瑞丽江流域迁徙到印度东北部的阿萨姆邦，形成阿洪姆人，进入新世纪后，曾有阿萨姆傣族到瑞丽寻根。傣族在缅甸被称作“掸族”，瑞丽的傣族与缅甸掸族在文化认同上是同一民族，国境线在傣掸民族的村寨间穿过，许多人在两国都有血亲或姻亲关系的亲属。
傣族分为“大泰”和“小泰”两大支系，瑞丽傣族属“大泰”，根据语言发音上的差异，又细分为傣勒（也叫傣那）、傣卯、傣德三个支系。傣仂原称汉傣，是汉化程度较高的傣族，傣卯、傣德原称水傣，傣卯是瑞丽（勐卯）世居傣族，傣德是缅甸迁入的傣族。2019年末，瑞丽常住人口中有傣族61,544人，占常住人口的29.20%。

#### 景颇族

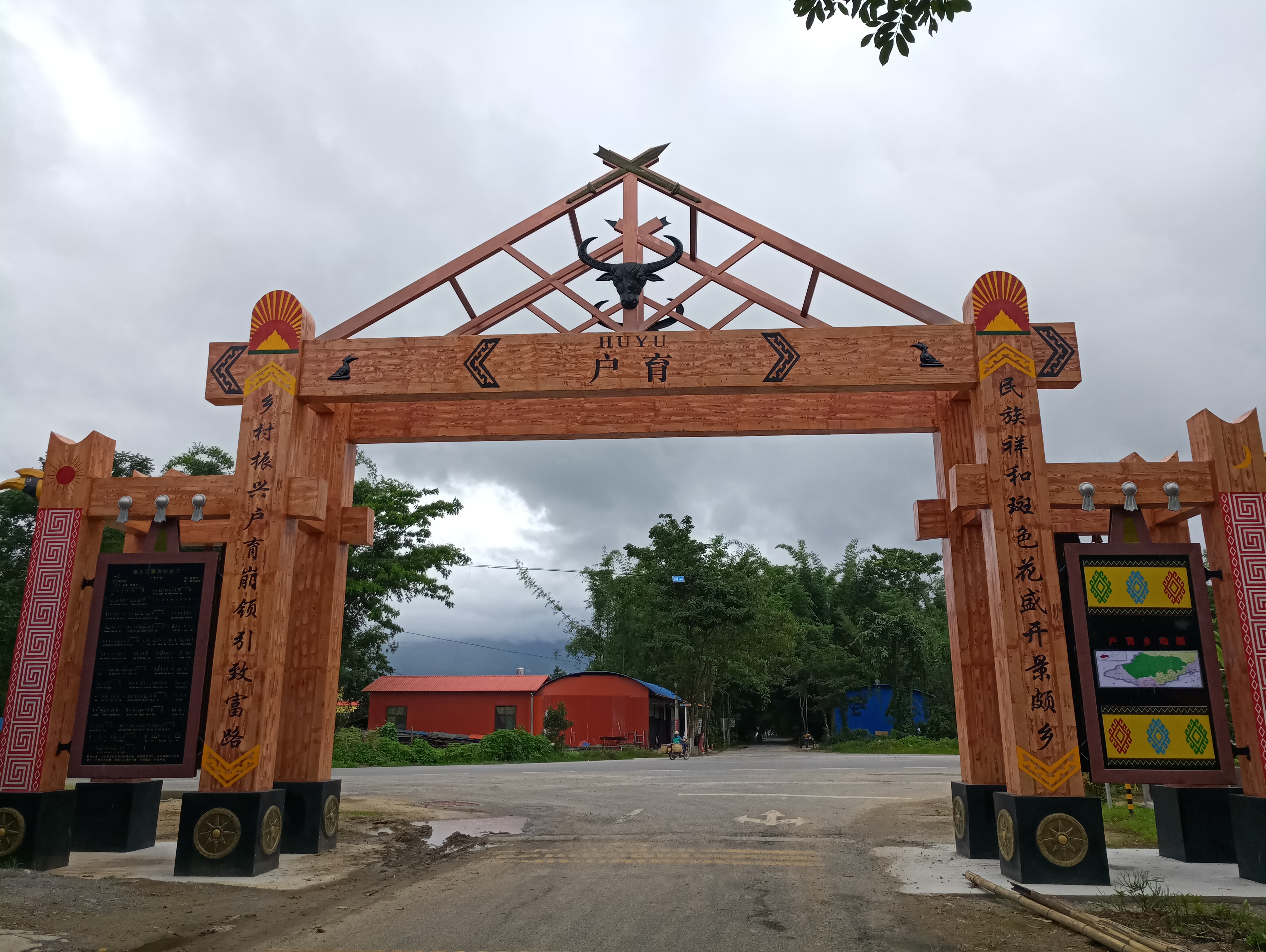
户育乡是瑞丽市的景颇族聚居区，图为乡政府驻地景颇族风格的牌坊

景颇族原居青藏高原，17世纪时迁徙到瑞丽境内，居住在今户育乡、勐秀乡等地的山区。景颇族每个村寨都有一个山官，历史上瑞丽景颇族较大的山官有18家。景颇、浪速、茶山、载瓦支系在瑞丽均有分布，又以载瓦支系占多数。2019年末，瑞丽常住人口中有景颇族14,890人，占常住人口的7.07%。

#### 德昂族
德昂族是瑞丽境内的原住民族，元明时期麓川政权的割据，使得怒江以西麓川治下的德昂先民与怒江东部元朝治下的民族产生分化，江东的演变为布朗族，江西的形成现代德昂族。正因为麓川政权对德昂先民的征服，德昂族大量南迁；作为人口和文化上的弱势民族，德昂族也容易被傣族同化，最终造成了现今德昂族人口较少的局面。瑞丽德昂族流传着德傣同源的传说，现今在文化认同的基础上维系着对傣族的身份认同，民族差异并不明显。德昂族村寨分散在傣族和景颇族的村寨间，没有形成大的聚居区。2019年末，瑞丽常住人口中有德昂族1,946人，占常住人口的0.92%。

#### 缅籍居民
瑞丽姐告口岸每天清晨都有长条的队伍等待入境，单日瑞丽出入境的3.6万人中，缅籍人员占3万。2012年5月，瑞丽市组织了大规模的境外入境边民调查，在瑞丽居留（7日以上）、务工的境外边民有35,470人，同期瑞丽市中国籍人口有186,645人，缅籍人口占瑞丽全市人口的七分之一，其中26,192人持有临时居留证。18至59岁的青壮年有30,504人，从事经商、建筑、加工行业，境外流动人口的受教育水平普遍较低，95%的人只有小学及以下学历，犯罪比例远高于当地居民。缅籍居民的民族构成以缅族（21,565）为主，其次是缅甸华人（5,321）、印裔缅甸人（3,441）、掸族（3,015）和克钦族（2,128，即景颇族）。印裔缅甸人中大部分是罗兴亚人，人数约3,000，主要从事珠宝行业，罗兴亚人作为穆斯林，甚至成为瑞丽伊斯兰教的领袖。由于《中华人民共和国国籍法》的限制，包括罗兴亚人在内的外籍居民难以取得中国国籍，2010年第六次全国人口普查结果，瑞丽市没有一名外国人加入中国籍。

## 文化

### 宗教

#### 原始宗教
佛教传入前，瑞丽市各民族均相信万物有灵，原始信仰是瑞丽地区早期的宗教组成，傣族、景颇族、德昂族等民族至今仍然保留有原始宗教的残余，自然崇拜、祖先崇拜、图腾崇拜、鬼神崇拜、圣贤崇拜、圣物崇拜都是瑞丽各民族原始信仰的组成。傣族认为世间万物都有灵魂，魂居于体内则身体安康，脱离人体轻则患病重则丧命。傣族信仰里鬼与神的观念并存，利己者为神，不利者为鬼，每个地区都有自己特定的保护神（勐神，即召色勐），瑞丽的地方保护神有召贺罕、召三达（召三弄）、光麻芒等，各村寨也有自己的寨神（曼神，即召色曼），是建寨者死后的化身。勐神召贺罕的原型是麓川思氏政权的建立者思可法，召三达的原型是思可法之弟、勐卯神将混三弄。

#### 上座部佛教

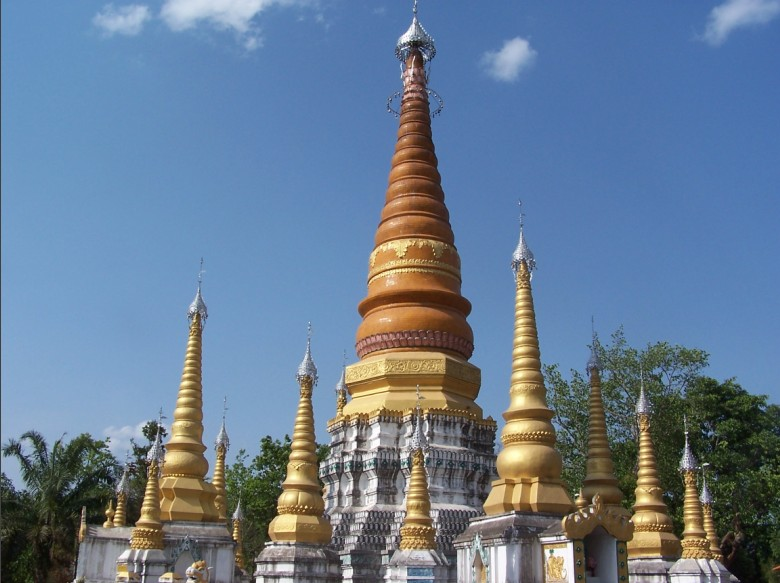
姐勒金塔

上座部佛教在明朝初期传入瑞丽，统治阶级信仰佛教，民间尚不流行。到清朝时期，瑞丽等地民间已普遍信仰佛教，清缅战争时，周裕跟随总督明瑞抵达滇西缅北地区，所撰《从征缅甸日记》记载“崇尚佛教，每至大村寨或土司所居，必有缅寺”。上座部佛教的佛寺在瑞丽地区称为“奘”，瑞丽最早建立的佛寺是芒约“雷奘相”，传说建于13世纪中晚期，14世纪被毁，现址为1984年重建，其他著名佛寺有喊沙奘寺、等喊弄奘寺、芒艾奘寺、弄安佛塔（金鸭寺）、姐勒金塔等。“大跃进”运动、“文化大革命”运动时期，瑞丽佛教受到严重冲击，佛寺、佛塔被毁，僧尼出走缅甸。1978年后宗教活动陆续恢复，现今傣族、德昂族的村寨大多建有奘房，规模小的寨子与邻近大寨共建奘房，不仅举行宗教事务，也是村民娱乐活动的场所。截至2017年，瑞丽市有127所奘寺，教职人员54人，信众62,444人。

#### 其他宗教
基督教新教与天主教在20世纪初期传入瑞丽，信众主要是景颇族。2017年，瑞丽市有新教神职人员11人、教堂22所、信众2,776人；天主教神职人员6人、教堂4所、信众1,488人。瑞丽市内有大乘佛教寺庙二所，信徒4,000余人。瑞丽本土穆斯林较少，伊斯兰教信众主要是缅甸华裔穆斯林和印裔穆斯林，市内有“回族服务站”一所，1987年由印裔缅甸人瓦里·阿里建立，瓦里·阿里作为回教领袖得到了政府的非正式承认，现今回族服务站由罗兴亚人出资支持运转。

### 语言文字
瑞丽的汉族使用西南官话云南话，《中国语言地图集》将瑞丽分入西南官话滇西片的保潞小片。瑞丽的傣族主要使用傣那语，也有少量傣德语，文字主要使用傣那文，少量使用傣绷文。景颇族主要使用载瓦语和景颇语，中华人民共和国成立后，语言工作者创制了拉丁字母书写的载瓦文和景颇文。德昂族使用德昂语，没有本民族文字，瑞丽的德昂族通用傣那语。瑞丽地区民族交错杂居，傣族村寨中的汉族也能使用傣语，傣族大多会讲汉语以及普通话，边境村寨的少部分人会讲缅语，缅甸入境的务工人员汉语水平参差不齐，大部分人有学习汉语的意向。

### 艺术
傣族孔雀舞、德昂族水鼓舞是瑞丽地区著名的民族舞蹈。孔雀舞最初是男性舞蹈，穿戴仿孔雀外形的服饰、面具，在象脚鼓、铓、钗等乐器伴奏下起舞，双手将道具撑开或收拢，模仿孔雀开屏，双脚以碎步、交叉步前进。傣族孔雀舞大师毛相于1953年进入中央民族歌舞团，曾为毛泽东、周恩来等领导人表演，1957年在莫斯科第6届世界青年与学生联欢节获得银质奖章。德昂族水鼓用木材制成，中间掏空，两端蒙上牛皮，敲打前在鼓中装入清水，鼓面涂上黄泥，待鼓身和鼓面润湿后将余水倒出，即可敲打使用。古时水鼓舞是原始宗教祭祀活动的仪式，现在发展为多人表演的艺术活动，在“浇花节”庆典中演出。傣族孔雀舞与德昂族水鼓舞都已列入国家级非物质文化遗产代表性项目名录，孔雀舞的国家级传承人是“孔雀舞王”约相和旺腊，水鼓舞尚未认定国家级传承人。

### 节庆活动
泼水节是傣族与德昂族的新年，德昂族的泼水节也叫“浇花节”。泼水节与浇花节都在清明节后的第七天开始，人们盛装打扮，上山采花，到佛寺浴佛，然后互相泼水，表示吉祥祝福。目瑙纵歌节是景颇族最盛大的节日，在每年正月的十五日、十六日举行。《云南省德宏傣族景颇族自治州自治条例》规定，泼水节、目瑙纵歌节为德宏州法定节假日，各放假2天，另外7月23日的建州纪念日也有2天假期。
2000年4月5日，瑞丽举办第一届中缅胞波狂欢节，由瑞丽市政府主办、木姐地区和平发展委员会协办，中缅双方瑞丽、畹町、木姐、九谷、南坎五个城市的群众文艺团体参加，举行服饰选评、牛车选美、花车游行、“瑞丽江小姐”评选等活动，2001年起升格为云南省旅游局和缅甸旅游部宾馆饭店司主办，至2019年已举办19届。

## 社会事业

### 教育
瑞丽地区每个村寨都有一座奘房，既是上座部佛教传教诵经的场所，也是教授傣文、巴利文的课堂。瑞丽第一所小学由勐秀山区户岛寨的汉族于1914年创办，1936年，瑞丽设治局在弄岛创办云南省立瑞丽小学，后因傣族、景颇族误认为“入学即为公家之人，必去当兵”，加之学生汉语不通而停办。1946年，勐卯土司创办勐卯镇中心国民小学；1948年，云南省教育厅筹备复设省立瑞丽小学，因负责人不懂傣语，遂与勐卯镇中心国小合办，将镇中心国小改为云南省立瑞丽小学。瑞丽设治局又在弄岛、姐勒、姐相等地创办多所小学，中华人民共和国成立后仅剩省立瑞丽小学一所，1954年改称瑞丽第一省小，1956年更名勐卯小学，沿称至今。1958年“大跃进”时期，瑞丽创办第一所中学，即瑞丽县民族中学，1972年开设高中班、升格完全中学，1974年更名瑞丽市第一民族中学（瑞丽一中）。云南民族大学澜沧江——湄公河国际职业学院是云南民大的二级本科学院，位于畹町经济开发区内，2017年奠基开工，建成后澜湄学院将从云南民大本部搬迁至瑞丽的校区办学。
截至2019年末，瑞丽市有小学40所，在校生19,688人；中学8所（其中完全中学3所：瑞丽市第一民族中学、瑞丽市第三民族中学、畹町中学），在校生11,030人；职业中学2所，在校生744人。小学入学率106.46%，初中入学率119.45%。
瑞丽与缅甸山水相连，2019年有1,600名缅籍学生在瑞丽的中小学就读，许多学生居住在缅甸的村寨，每天清晨跨过国境线到瑞丽的学校上学。缅籍学生也能享受“两免一补”政策，待遇与中国学生相同。瑞丽市外籍人口不断增多，公办学校教育资源不足，出现外籍人员私自开办缅汉双语学校，接收了超过1,000名缅籍学生，但因非法性质遭到关停取缔。

### 医疗卫生

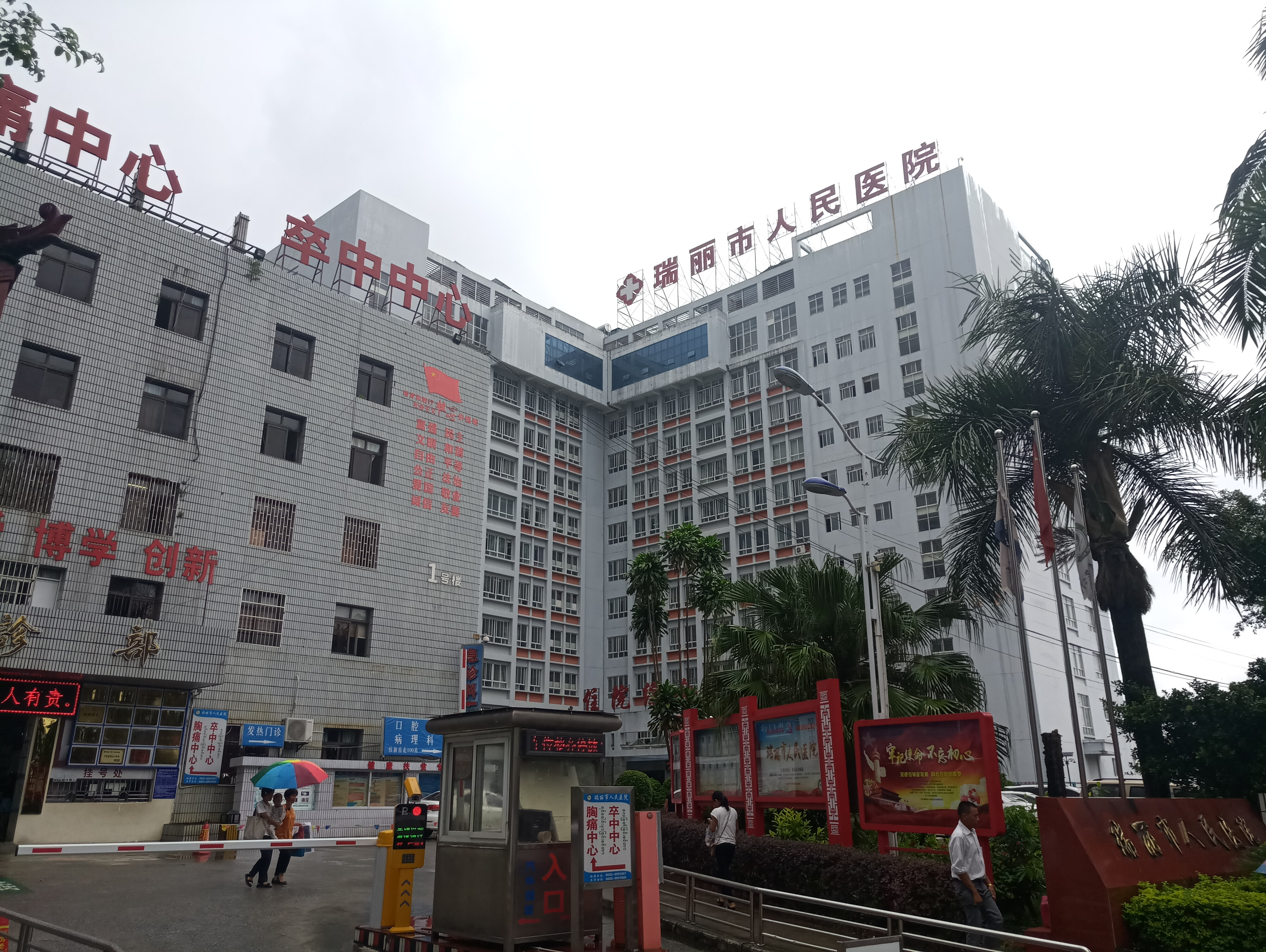
瑞丽市人民医院

瑞丽第一座现代医院是1939年建成的雷允飞机制造厂职工医院，1942年雷允厂内撤时被毁。1946年，瑞丽设治局在弄岛建立卫生院，1947年景颇族火烧设治局后，瑞丽卫生院迁至勐卯，1956年改名瑞丽县民族医院，1987年经卫生部评定为二级甲等医院，现称瑞丽市人民医院。瑞丽景成医院于2018年开业，是德宏州首家民营三级综合医院。
历史上，瑞丽是瘴疠地区，疟疾、鼠疫、霍乱等烈性传染病高发。经灭鼠、饮水卫生等防疫治理，鼠疫与霍乱在20世纪80年代的发病率已大大降低。由于中缅两国边民出入境频繁，传染源相互交换，疟疾防疫困难，2002年，瑞丽市报告了616例疟疾病例，发病率55.27/万，到2011年时，瑞丽疟疾发病率下降到12.24/万，仍然是云南省疟疾最为严重的地区。2016年5月起，再无本土病例报告，2020年6月，云南宣告消除疟疾。
1989年，瑞丽静脉注射吸毒人员中发现艾滋病感染者，人数达146人，此前中国仅有22例感染者，这也是首次发现艾滋病在中国的注射毒品人群中爆发流行。瑞丽防疫站在1990年开始艾滋病的防疫工作，2005年起采用美沙酮治疗。到2016年，瑞丽市已累计上报艾滋病死亡病例1,780例，早期传播途径主要是注射吸毒，后期异性传播的病例迅速增加。
云南边境地区呼吸道传染病突发事件频发，历年德宏州的传染病突发事件在云南位居首位，与缅籍边民在德宏务工数量庞大有密切关系。2019冠状病毒病疫情爆发后，2020年上半年仅有5名来自武汉的游客确诊，但随着缅甸疫情爆发，瑞丽成为防疫前沿。2020年9月、2021年3月、2021年7月瑞丽先后三次爆发新冠疫情，均为境外输入造成本地感染。

### 犯罪与整治

#### 赌博

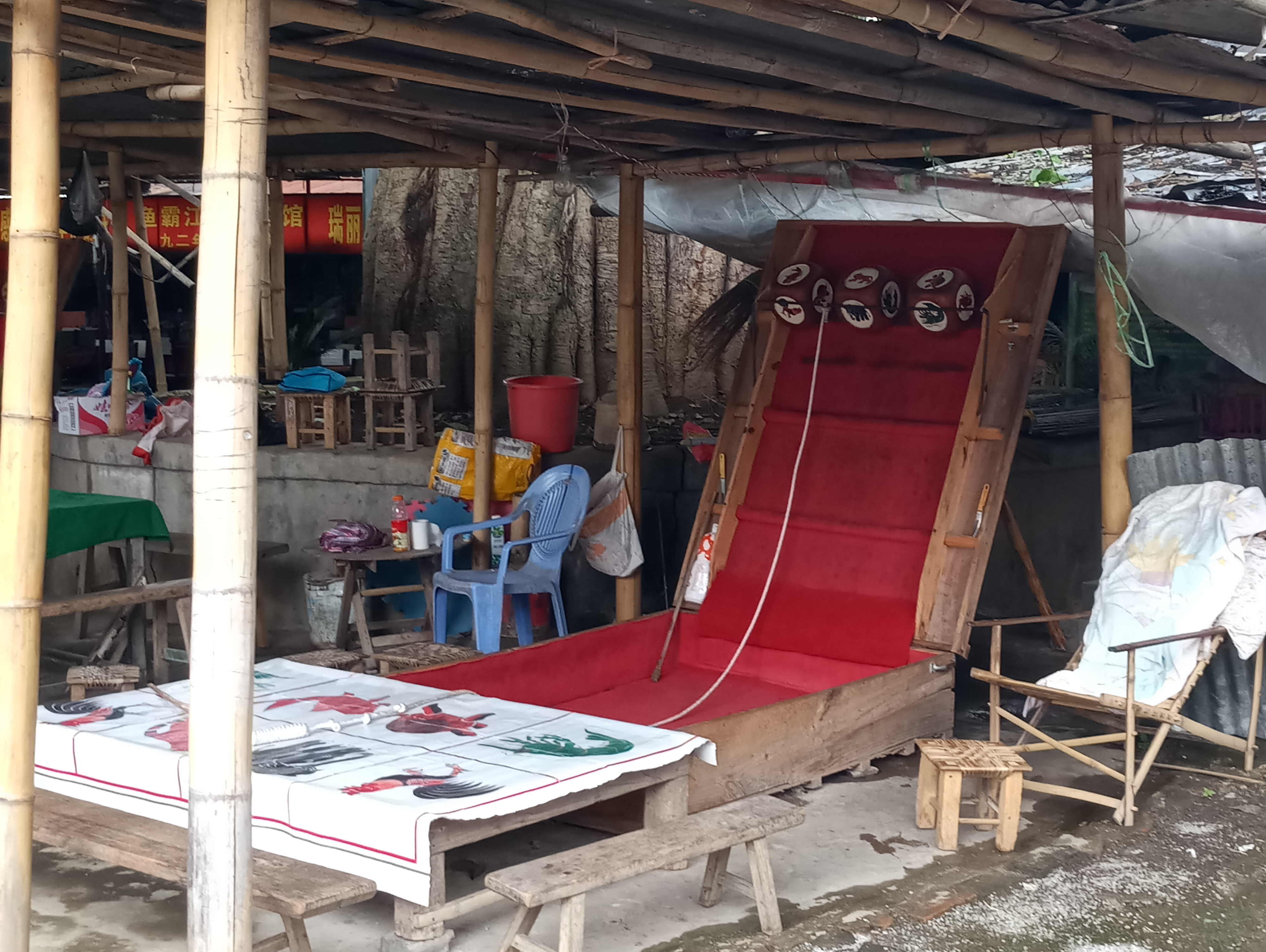
“拉捯”是德宏傣族地区常见的地摊赌博游戏，对动物图案下注，拉动绳子让木块落下，所押的动物图案面朝上即可赢取奖金。虽属违法行为，但仍未能完全禁止

傣族有“赶摆”的风俗，本意即赶集，但常常在赶摆时开设各式各样的“赌摊”，《中华人民共和国刑法》禁止民间赌博行为，边民常至缅甸木姐的赌摊赌博。除了赶摆时开设的赌摊外，木姐、九谷也有多所赌场，2014年缅甸境内靠近姐告、畹町一侧的边境上开设有28家赌场，2018年数量缩减至10家。部分赌场具备黑社会性质，诱骗中国内地的赌徒前往境外参与赌博，常发生非法拘禁、绑架、敲诈勒索、故意伤害。瑞丽警方多次跨境解救被赌场非法拘禁的中国公民，仅2018年1月至6月的“断链”行动中就解救了430人。

#### 走私
瑞丽三面与缅甸为邻，边境线漫长，走私猖獗，缅方统计每年在瑞丽进入中国境内的货物金额不少于1,000亿元，而中国官方的统计数字只有10%。2020年上半年，瑞丽边检站共查获走私案174起，案值590余万元。农副产品、木材、宝石玉石、肉牛、水果、橡胶是走私的主要物品，以肉牛为例，2017年前每年都有20万头牛经瑞丽走私进入中国。除了通过边检缉私打击走私活动外，瑞丽市也建设牛肉屠宰场，从缅甸购入肉牛，本地屠宰、中国内地营销，以贸易的方式取缔肉牛走私。

#### 毒品
瑞丽地区历史上盛产鸦片，民国时期曾因查铲烟苗引发景颇族火烧设治局的冲突。1955年12月开始，瑞丽县政府执行禁种鸦片令，到1957年初禁绝了鸦片种植，禁种面积4,800亩。实际上毒品并未完全根治，因少数民族聚居区政策限制较寬鬆，民间仍有少量种植，使用鸦片治病，药店也允许出售限量的鸦片。泰缅老三国交界的“金三角”地区是世界三大毒品源之一，20世纪70年代，泰国军方对金三角南部的毒品集团展开一系列打击，毒品集团将经营重点转向金三角北方靠近中国的边境地区，并建立起金三角－瑞丽－昆明－中国内地－香港、台湾、日本、欧美的运毒路线。金三角毒品从瑞丽进入中国，使得瑞丽成为云南毒况最严重的地区，1989年统计，瑞丽吸毒人数占总人口的3.4%，部分村寨甚至三分之一的人口有吸贩毒行为，注射吸毒也造成了瑞丽艾滋病的爆发。
面对毒品问题，瑞丽号召全县“不惜一切代价戒毒”，成立康复中心，开办60多所戒毒所，到1993年时戒毒率达到50%。缉毒部门在交通干线上建起检查站，320国道的检查站位于保山曼海和芒市木康，杭瑞高速通车后，又在保山潞江坝、瑞丽拉相设置边境检查站。中华人民共和国海关总署缉私局在瑞丽建设了缉毒犬基地，是中国海关三大缉毒犬训练基地之一。

## 交通
| 瑞丽市交通图 |
| ------------ |
|              |

### 公路

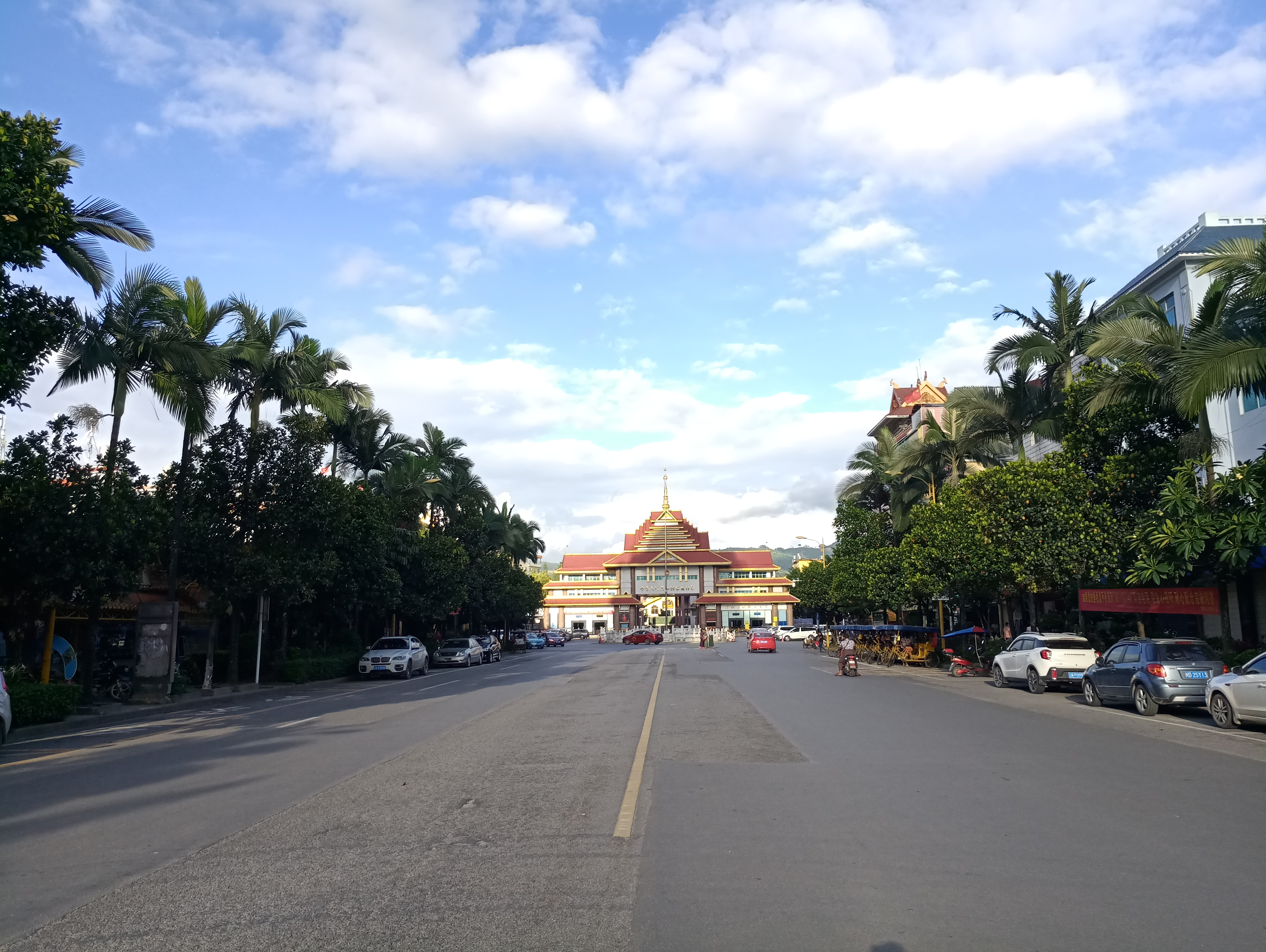
320国道的最后一段，终点在姐告国门

芒市土司方克明、遮放土司多建勋常至缅甸拜佛，见到缅甸境内的公路与汽车，于是萌生了修筑车路、引进汽车的想法。二土司合议修建芒市经遮放、畹町（时属遮放土司辖地）到缅甸九谷的公路，聘请印度工程师勘测修筑。1928年12月，黑山门至畹町段修通，1938年成为滇缅公路的一部分。1941年，国民政府修成畹雷公路，连接畹町与雷允的中央飞机制造厂，抗战胜利后因缺乏养护停用。1956年，瑞丽县政府修复原畹雷公路畹町至勐卯段，称畹瑞公路。1992年，320国道的终点从畹町延伸至瑞丽姐告，畹瑞公路改扩建升格二级路，成为320国道的一部分。1958年，瑞丽县和陇川县修筑了瑞章公路，连接瑞丽勐卯与陇川章凤，是云南省管公路保瑞线的一部分。1965年，原畹雷公路瑞丽城区南郊双卯至雷允段重建完成，称双雷公路。2017版新编国道中，保瑞公路、双雷公路被编为联络线556国道。2022年《国家公路网规划》将瑞丽边境公路编为678国道，自芒市芒海镇入境，经畹町、瑞丽市区、姐相、弄岛出境，连接陇川县章凤。
2015年5月31日，龙瑞高速芒市至畹町段通车，同年9月30日，龙瑞高速瑞丽城区至畹町段、弄岛连接线（二级路）通车，龙瑞高速是国家级杭瑞高速的最后一段。2017年4月8日，连接瑞丽和陇川的省级瑞陇高速建成通车。规划中的高速公路有云南沿边通道瑞孟高速，连接瑞丽、芒市、镇康、耿马、沧源、西盟、孟连等地，云南省发改委于2019年6月批复同意建设，预计于2024年建成:67-69。

### 公共交通

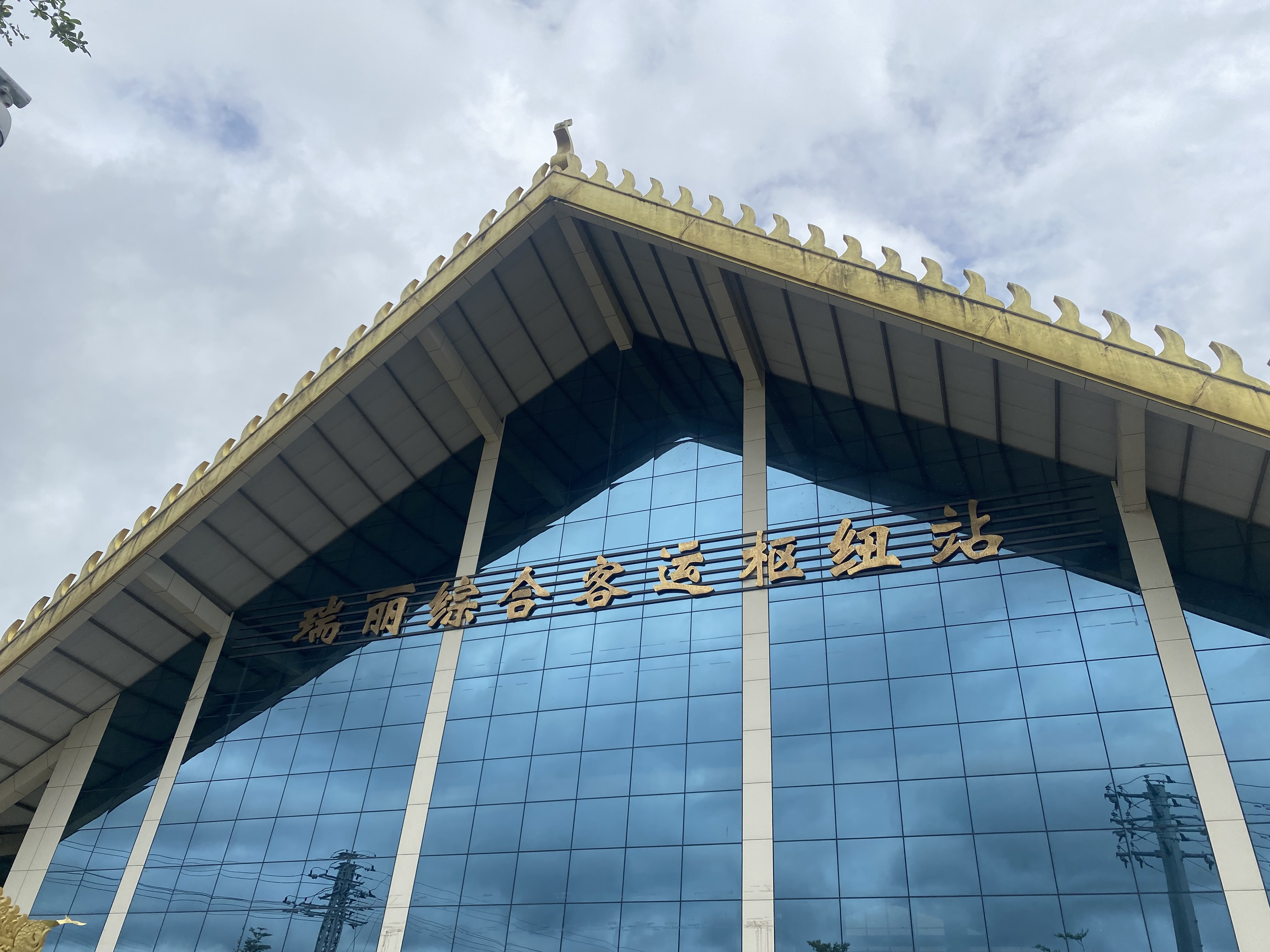
瑞丽综合客运枢纽站，是瑞丽市长途汽车与短途公交车的始发站

1959年，保山客运站开通了保山经芒市至瑞丽的班车，1961年建立瑞丽汽车客运站，20世纪80年代开通了直达昆明的班车。2015年，新建成的瑞丽综合客运枢纽站投入营运，开通有前往德宏州各县、云南省内昆明、下关、保山、丽江、景洪、临沧、六库等地以及省外攀枝花、衡阳的班车。
2010年，瑞丽开始发展城乡公交建设，相继开通有瑞丽城区至弄岛、畹町芒棒、莫里三队、姐告等地的城乡和城郊公交线路。2017年，瑞丽开通城市公交线路。2016年7月，瑞丽市完成城市轨道交通线网的规划，计划建设4条有轨电车线路，连接城区、姐告、畹町、弄岛，2017年2月在“全省‘五网’建设重点项目集中开工仪式”中仓促奠基，2017年12月13日，瑞丽市政府决定暂停城市轨道交通项目，轨交建设已不再推进。

### 铁路
大瑞铁路保山－瑞丽段于2015年12月1日开工建设，将于2023年12月30日全部建成并完成验收:35-36，瑞丽境内设有畹町、瑞丽东（货运）、瑞丽（客运）三个车站。大瑞铁路是泛亚铁路西线中缅铁路的一部分，缅甸将建设曼德勒至木姐的新铁路与大瑞铁路相连接，2019年1月，中国中铁二院与缅甸铁路公司启动铁路线缅甸段的勘测工作。

### 航空

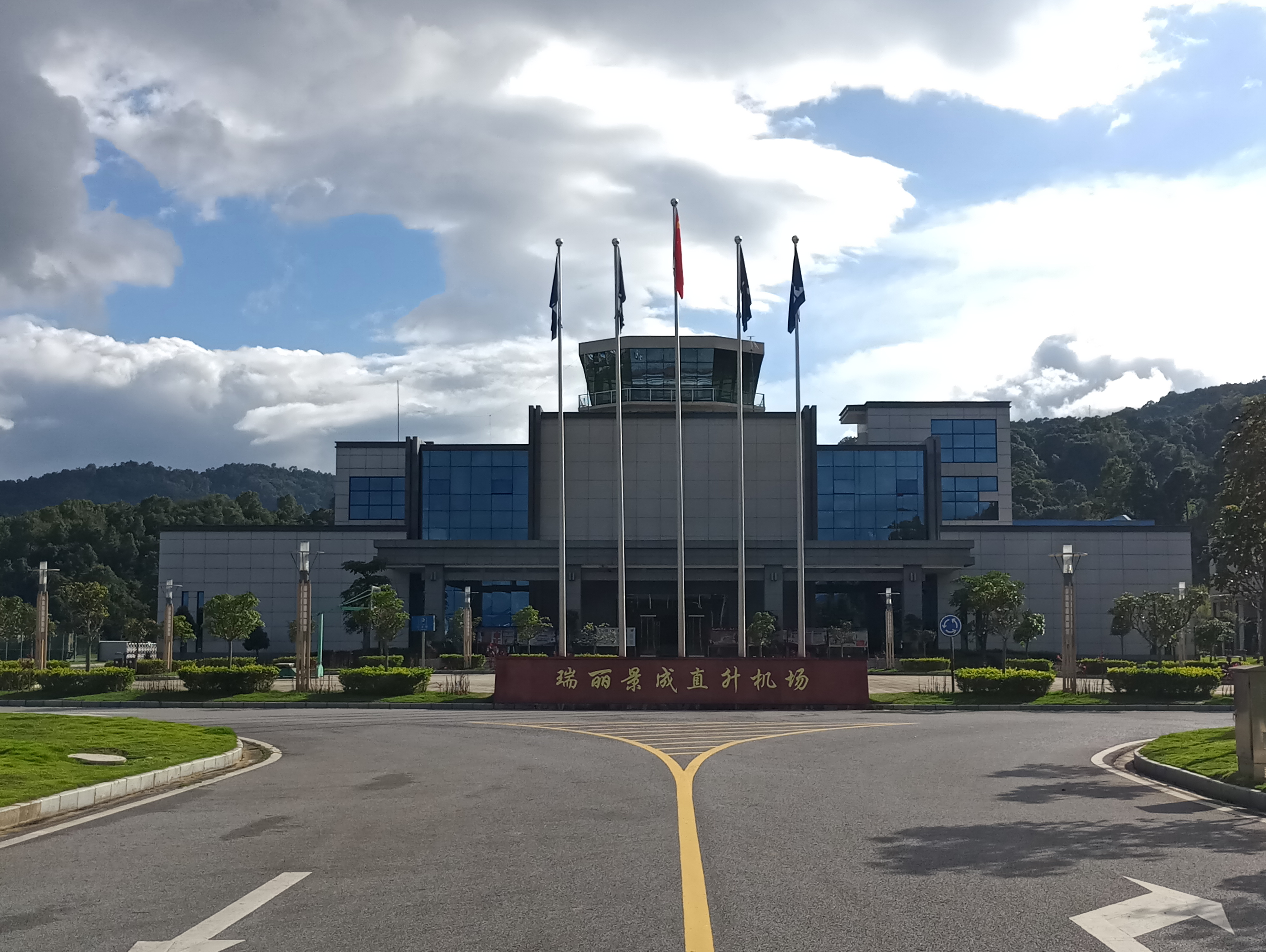
瑞丽景成直升机场

1939年，雷允飞机制造厂落成，建有飞机跑道，1941年10月又在雷乌山南建成雷乌机场（南山机场），滇西抗战前是仅次于巫家坝机场的云南第二大机场。雷允机场和雷乌机场曾是飞虎队对日作战的基地机场，1942年日军攻入滇西后机场荒废，今已开垦为农场。2013年，瑞丽企业景成集团在勐秀乡南京里村刀坝建成瑞丽景成直升机场，有一条340米的跑道，曾起降直升机，但截至2021年仍未获得民航局的通用机场使用许可证。
景成集团成立了瑞丽航空、柬埔寨JC国际航空和德宏南亚通用航空三家航空公司。瑞丽航空和德宏南亚航空在2014年首航，瑞丽航空以昆明长水国际机场为运营基地，机队拥有20架波音737客机，2020年夏秋航季开通有66条中国国内航线、8条国际航线，覆盖41个通航城市。柬埔寨JC国际航空于2017年开航，以金边国际机场为运营基地，机队拥有5架空客A320客机。受2019冠状病毒病疫情影响，民营航空业遭到冲击，景成集团在2020年8月将瑞丽航空的部分股权转让给江苏省的国有企业无锡交通集团。

### 管道
抗日战争时期，为解决中国缺油的问题，美国出资、中印缅三国出力，建设中印输油管，1945年4月完工，自八莫、畹町进入中国，沿滇缅路东进昆明，至同年11月停止输油，输油管道共输入油料10余万吨。2010年，中国石油与缅甸油气合资的中缅油气管道开工建设，2013年天然气管道投产输气；输油管道2015年建成，因中缅关系降温而闲置，2017年开始输油。中缅油气管道在瑞丽弄岛进入中国，距离边境2.5千米的拉相村建有中缅油气管道入境第一站——中石油西南管道瑞丽输油气计量站。截至2020年6月，中缅油气管道已累计向中国输入265.58亿立方米天然气和超过3,000万吨石油。

## 城市建设

2021年的瑞丽市城区图

1596年，云南巡抚陈用宾修筑平麓城，派兵屯垦戍边。平麓城也叫勐卯城，当地人现称“老城子”。城南北长884米，东西宽503米，城墙厚9米、高4.8米，墙体内侧夯土、外侧垒砖，东南西北四面各开一门，城中街道用长方青石板铺筑。1787年，勐卯土司衎礿将土司署迁至平麓城内。1950年，瑞丽成立各民族行政委员会，后改人民政府，机关单位驻勐卯城内。1954年，在勐卯城东500米的山丘上建设新城，因缺少物资，将勐卯城的城墙拆解，砖石用于建盖新房。1981年，瑞丽开始铺设路灯，1984年建起第一座自来水厂以及环卫站。到1985年时，瑞丽城区建筑面积0.433平方千米，城区人口9,531人，随着边境贸易的发展，城市迅速扩张，1989年时县城范围扩大到8.6平方千米，人口27,438人。
截至2019年，瑞丽城区面积55平方千米（规划），建成区26.50平方千米，城区人口17.68万人（含暂住人口），人口密度3,214人/平方千米。瑞丽城市道路长183.40千米，安装有29,878盏路灯，覆盖道路182千米。城区建设有供水管道433.87千米，供水普及率100%；天然气供气管道225.20千米，燃气普及率100%；排水管道454.5千米，污水处理厂一座，污水处理率86.90%；垃圾无害化处理厂一座，生活垃圾处理率100%。瑞丽建成区有绿化覆盖面积903公顷，覆盖率34.06%，城区共有公园16个，面积151公顷。

## 旅游

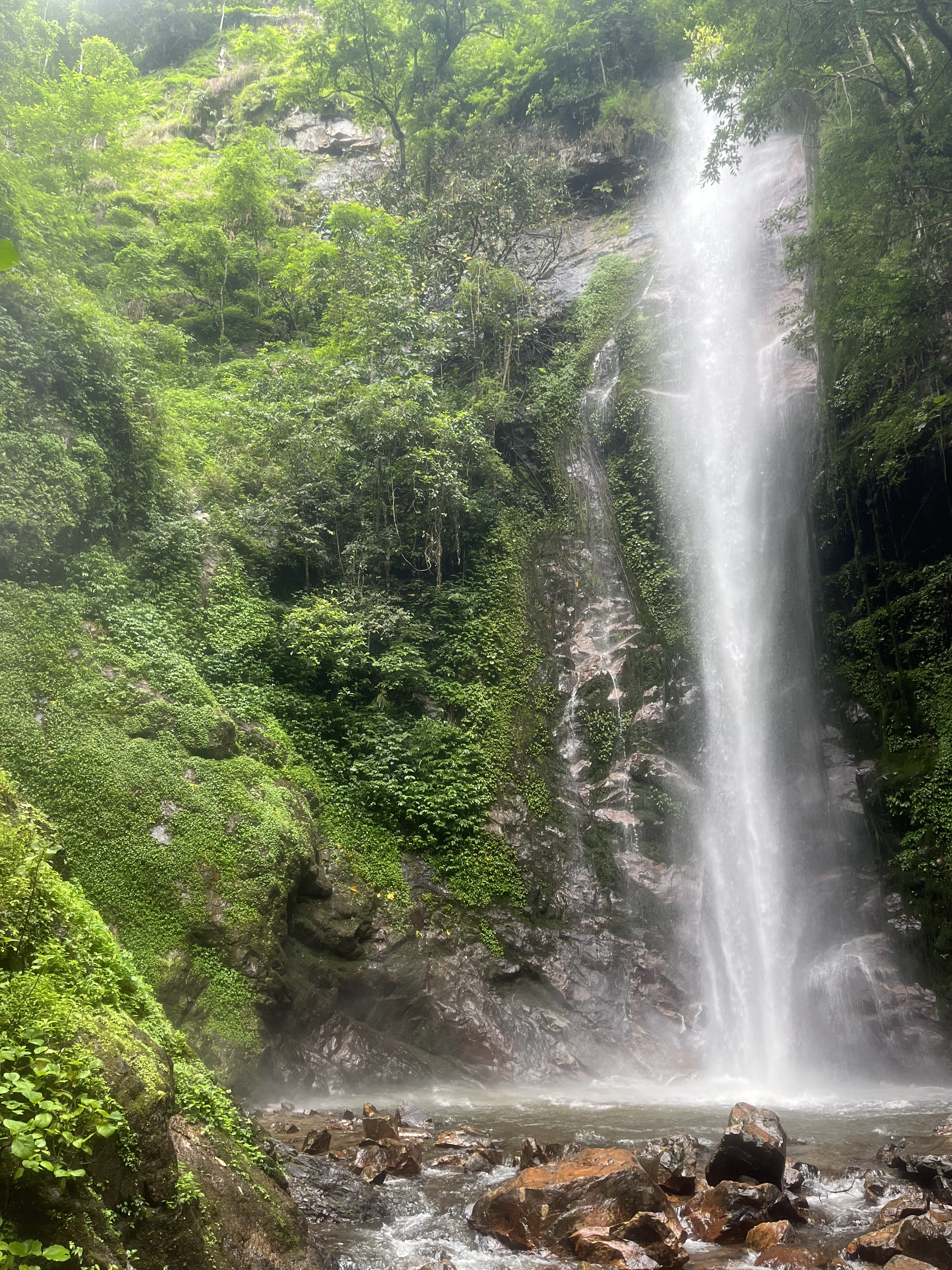
莫里瀑布

1999年1月，瑞丽市被国家旅游局评定为首批“中国优秀旅游城市”。2019年，瑞丽市接待游客672.2万人次，其中海外游客52.4万人次，旅游总收入166.1亿元。瑞丽市共有A级景区六家，其中AAAA级二家：莫里热带雨林景区、一寨两国，AAA级二家：边寨喊沙、畹町边关文化园，AA级二家：独树成林、淘宝场。瑞丽旅游的侧重点是东南亚风情的异域街道、地理景观、边贸口岸等，除已开发景区外，姐告国门、等喊弄奘寺、中缅街、姐勒金塔、畹町桥等也是重要旅游景点。瑞丽江—大盈江国家级风景名胜区五个核心景区中，有三个位于瑞丽：洞上允、莫里、南宛河。
20世纪90年代，瑞丽开始发展跨境旅游，推出“中缅边境跨境一日游”的旅行团，前往缅甸木姐、南坎、九谷等。游客无需提前办理缅甸签证，而是以团队方式由旅行社统一到市公安局办理临时出境证并由旅行社统一带领出境，全程不能单独行动。

## 外事

### 界务
瑞丽市三面与缅甸为邻，国境线长169.8千米，立有S52－S92号（共41号）界碑，含附碑共有65座。瑞丽段的中缅边界在1897年至1899年间划定，同时将今弄岛以西的“猛卯三角地”永租给英缅管辖。1960年1月28日，中华人民共和国与缅甸签订《关于两国边界问题的协定》，废除“猛卯三角地”的永租关系，将三角地移交缅甸，换回中缅南段未定界上1941年划归缅甸的班洪和班老两个部落（今沧源县班洪乡与班老乡）。1960年10月1日，两国正式签署《边界条约》。同年11月24日，中缅双方组成工作组，开始对瑞丽段的中缅边界实地勘察划标，至1961年5月勘界结束。S78－S79号界桩之间以瑞丽江为界，江右岸原属缅方管辖的巷腮寨划归中方，1965年正式移交主权。

### 口岸通道

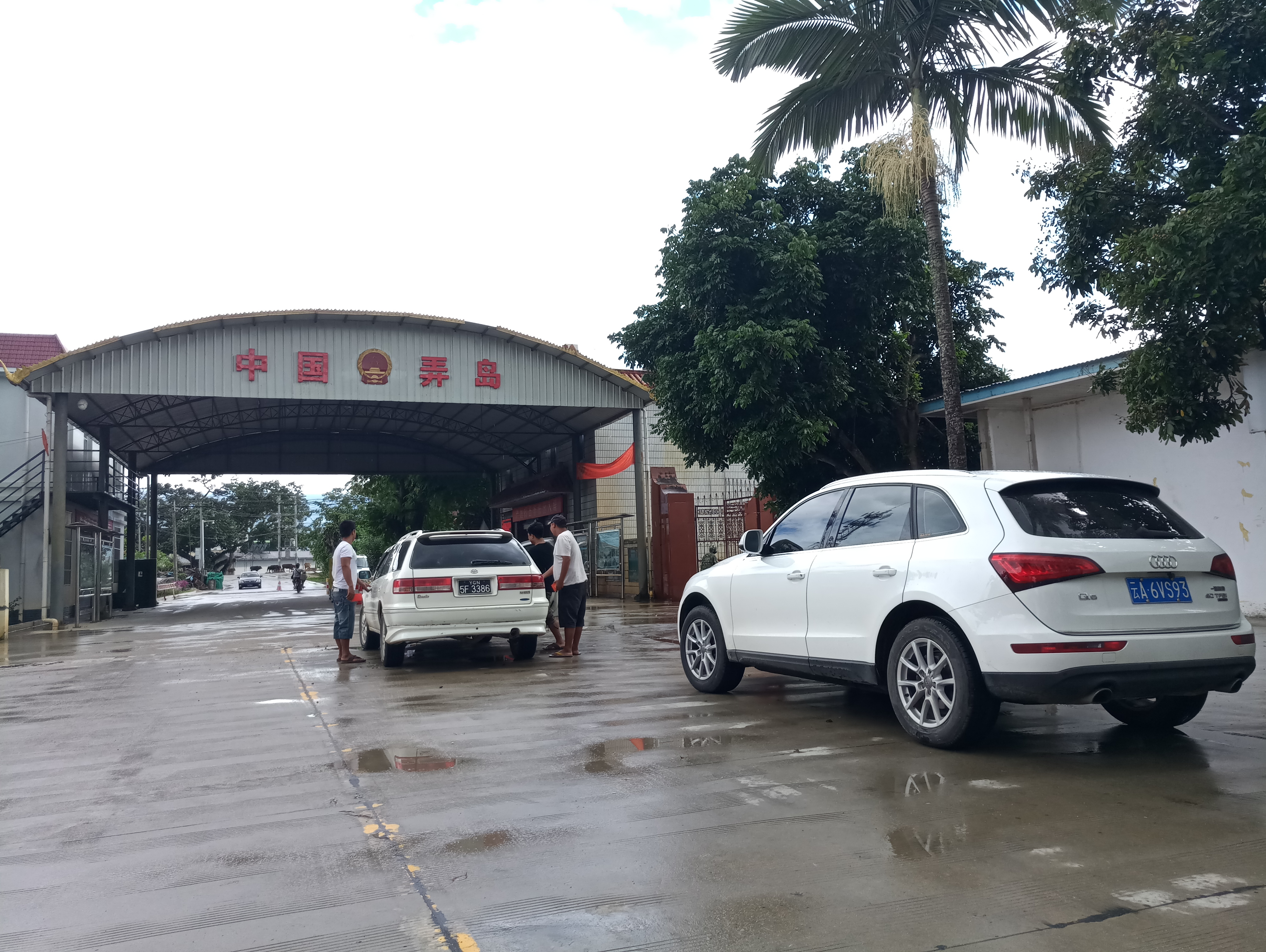
弄岛通道

瑞丽市的边境上共有36个渡口和通道，是云南省对外通道最密集的地区。瑞丽市拥有两个国家一类开放口岸，即瑞丽口岸和畹町口岸。畹町口岸是中华人民共和国首批一类口岸，1952年8月17日经中央人民政府政务院批准开放。1987年7月，国务院批准瑞丽口岸为国家一类口岸。2001年，国务院批准瑞丽口岸扩大开放，允许第三国人员经瑞丽口岸出入中国，但因缅方的木姐口岸未对第三国人员开放而未能实现；畹町口岸仍保持双边口岸地位，仅对中缅公民开放。瑞丽与畹町口岸设有独立的海关（瑞丽海关、畹町海关）、边防（瑞丽边防检查站、畹町边防检查站）、检验检疫部门（瑞丽检验检疫局，兼管畹町）。1997年中缅签署《关于中缅边境管理与合作的协定》，瑞丽地区规定了瑞丽－木姐、畹町－九谷、弄岛－南坎三对出入境口岸，与瑞丽和畹町不同的是，弄岛并非国务院批准开放的国家级口岸，仅允许持边境通行证的双方公民及双边货物通过，其海关、边防、检验检疫均由瑞丽口岸的管理机关派出分支机构负责。瑞丽的主要边境通道还有雷允通道、银井通道、芒满通道等。由于走私猖獗、不利于新冠疫情防控等原因，瑞丽市政府在2020年关闭了19个渡口，并废除了2007年对民间渡口合法化的认可。

### 对外交往
瑞丽是云南沿边开放的“桥头堡”，中缅铁路、中缅油气管道在瑞丽进入缅甸。2018年，瑞丽口岸出入境人员17,365,962人次、车辆3,778,916辆次，畹町口岸1,047,193人次、132,293辆次，瑞丽口岸也是中国运输工具出入境第二、人员出入境第五、非对港澳口岸中人员车辆通行最多的口岸。2019年1月，缅甸驻昆明总领事馆在瑞丽设立了签证服务中心，对前往缅甸的旅客提供签证办理业务。
瑞丽与邻近的缅甸木姐、南坎、九谷等城市交往频繁，2000年举办中缅胞波狂欢节，至2019年已举办19届。2001年举办“中缅边境经济贸易交易会”，至2019年已举办18届。2017年起，瑞丽与木姐共同举办“中国瑞丽—缅甸木姐国际马拉松”，赛事路线从瑞丽出发，经姐告进入缅甸，缅甸境内路段长十余公里，终点回到中国。
截至2020年，瑞丽市与一个城市结为国际友好城市：
| 城市   | 国家 | 缔结时间      | 市长            | 参考    |
| ------ | ---- | ------------- | --------------- | ------- |
| 木姐市 | 缅甸 | 2012年10月2日 | 刀晓瑞 / 吴莫恒 | [ 526 ] |

## 著名人物
瑞丽的著名历史人物有麓川君主思可法、思伦法、思任法、思机法及末代勐卯土司衎景泰；中华人民共和国时期的政界人物有第五届全国人大常务委员瑞板，政协云南省十二届委员会副主席黄毅；宗教界著名人物有上座部佛教高僧乌阿匝，中国佛教协会第六届理事会副会长伍并亚·温撒，中国佛教协会第九、十届理事会副会长诏祜巴等傣；文化界著名人物有孔雀舞大师毛相，傣族诗人召尚弄·岩相、庄相等。

## 引用
1. ↑  国务院第七次全国人口普查领导小组办公室. . 北京市: 中国统计出版社. 2022-07. ISBN 978-7-5037-9772-9. Wikidata Q130368174 （中文）.
2. ↑  孟尊贤（2007年），第1349页
3. ↑  C. Daniels（2012年），第148页
4. ↑  泉井久之助（1949年），第272页
5. ↑  兵政纪略 1986，金腾经略·覆查諮訪事宜行同知宋儒，第1547页："遮放地方已经断给多恭管理相连芒市一路过猛药通景汞一路由碗滇至猛卯议建一公署于适中招集土汉夷民屯种勿使线过相争有无相应"
6. 1 2  明史 1974，卷四十六·地理志，第1194页："正统中，司废，曰平麓城，亦曰孟卯城，万历十二年置宣抚同知于此。"
7. ↑  江应樑（1983年），第175页
8. ↑  孟尊贤（2007年），第1347页
9. 1 2  管有成（2012年），第234-235页
10. ↑  孟尊贤（2007年），第1297页
11. ↑  管有成（2012年），第235页
12. ↑  陈江（2012年），第27页
13. 1 2 3  陈江（2012年），第28页
14. ↑  瑞丽县地名志（1987年），第4页
15. ↑  陈江（2012年），第26页
16. ↑  瑞丽市志（2012年），第25页
17. ↑  德宏史志资料 第五集（1985年），第41-42页
18. ↑  杨浩荣. . 中国新闻网. 2015-07-05  [2020-07-05]. （原始内容存档于2021-04-09）.
19. ↑  杨雪梅. . 德宏团结报. 2019-12-23  [2020-07-05]. （原始内容存档于2021-08-02）.
20. ↑  钱景泰（2012年），第203-205页
21. ↑  耿德铭（2003年），第8页
22. ↑  耿德铭（2003年），第6页
23. ↑  后汉书 1965，志二十三·郡国志，第3514页："哀牢，永平中置，故牢王国。"
24. ↑  何耀华 & 朱惠荣（2011年），第280页
25. ↑  南齐书 1972，卷十五·州郡下，第305页："永昌郡，有名无民曰空荒不立。"
26. ↑  方国瑜（1987年），第100页
27. ↑  Y. Santasombat（2008年），第3-4页
28. ↑  方国瑜（1958年），第23页
29. ↑  江应樑（1983年），第98页
30. ↑  蓝玉芝. . 德宏团结报. 2016-03-03  [2020-06-13]. （原始内容存档于2020-08-21）.
31. ↑  方国瑜（1958年），第24-25页
32. ↑  元史 1976，卷六十一·地理志，第1482页："元宪宗四年，平定大理，继征白夷等蛮。"
33. ↑  腾越州志 2006，卷十·边防·土司，第229页："至元十三年乃立麓川路，居茫施路之东（按：当为西）。……以其路隶金齿宣抚司都元帅府。"
34. ↑  元史 1976，卷二一〇·缅国传，第4656页："十四年三月，缅人以阿禾内附，怨之，攻其地，欲立寨腾越、永昌之间。"
35. ↑  元史 1976，卷一三三·怯烈传，第3236页："十五年，分省大理，会缅人入寇，怯烈即以战具资军士，讨平之，授行中书省左右司员外郎。十八年，平章纳速剌丁遣诣阙敷奏边事，世祖爱其聪辨练达，赐虎符，拜镇西平缅麓川等路宣抚司达鲁花赤，兼管军招讨使。"
36. ↑  陆韧（2008年），第61页
37. ↑  元史 1976，卷二一〇·缅国传，第4660页："五年九月，云南参知政事高庆、宣抚使察罕不花伏诛。初，庆等从薛超兀而围缅两月，城中薪食俱尽，势将出降，庆等受其重赂，以炎暑瘴疫为辞，辄引兵还。故诛之。"
38. ↑  陆韧（2008年），第62页
39. ↑  方国瑜（2001年），第535-536页
40. ↑  方国瑜（1987年），第863-864页
41. ↑  勐果占璧及勐卯古代诸王史（1988年），第39,47-49,84页
42. ↑  元史 1976，卷四十一·顺帝本纪，第875页："（至正六年六月）丁巳，诏以云南贼死可伐盗据一方，侵夺路甸，命亦秃浑为云南行省平章政事讨之。"
43. ↑  元史 1976，卷一百八十六·列传第七十三·归旸传，第4270页："（至正七年）云南死可伐叛，诏以元帅述律遵道往喻之；未几，命平章政事亦都浑将兵讨之，事久无功。"
44. ↑  百夷传 1980，第52頁："至正戊子，麓川土官思可发数侵扰各路，元帅搭失把都讨之，不克。"
45. ↑  元史 1976，卷四十四·顺帝本纪，第926页："（十五年八月）云南死可伐等降，令其子莽三以方物来贡，乃立平缅宣慰司。"
46. ↑  琉璃宫史（2011年），第329-330页
47. ↑  明太祖实录 1968，卷一六四·洪武十七年八月壬申条，第2534页："平缅宣慰使思伦发遣刀令孟入献方物并上故元所授宣慰司印"
48. ↑  明太祖实录 1968，卷一六四·洪武十七年八月甲午条，第2538页："改平缅军民宣慰使司为麓川平缅宣慰使司麓川与平缅连境元时分置为两路以统领其所部至是以思伦发遣使来贡乃命兼统麓川之地故改之"
49. ↑  毕奥南（2005年），第107页
50. ↑  明太祖实录 1968，卷一七六·洪武十八年十月癸丑条，第2673页："平缅宣慰使思伦发反率百夷之众寇景东土官知府俄陶奔白崖川都督冯诚率师击之值天大雾猝遇蛮寇我师失利千户王升死之"
51. 1 2  明太祖实录 1968，卷一八八·洪武二十一年正月辛巳条，第2812-2813页："百夷思伦发诱群蛮入寇马龙他郎甸之摩沙勒寨西平侯沐英遣都督甯正击破之斩首一千五百馀级"
52. ↑  明太祖实录 1968，卷一八九·洪武二十一年三月甲辰条，第2858-2861页："西平侯沐英讨百夷思伦发平之时思伦发悉举其众号三十万象百馀只复寇定边欲报摩沙勒之役势甚猖獗新附蛮夷阴相连结咸蓄异心西平侯沐英知夷人反侧乃谓众曰百夷愤摩沙勒之败乃敢大举入寇夫兵愤者必败若等但戮力歼之必矣乃选骁骑三万昼夜兼行凡十五日抵贼营与之对垒……贼众大败斩首三万馀级俘万馀人象死者过半生获三十有七馀贼皆溃我师追袭之贼连日不得食死者相枕藉思伦发遁去"
53. ↑  尤中（1987b年），第59页
54. ↑  明太祖实录 1968，卷二五五·洪武三十年九月戊辰条，第3679页："麓川平缅宣慰使司刀干孟叛逐其宣慰使思伦发"
55. ↑  明太祖实录 1968，卷二五五·洪武三十年十一月癸酉条，第3688页："思伦发至京师 上闵之命西平侯沐春为征虏前将军左军都督何福为左将军徐凯为右将军率云南四川诸卫兵往讨刀干孟"
56. ↑  明太祖实录 1968，卷二五七·洪武三十一年五月丁未条，第3714页："命都督何福往讨擒刀干孟以归思伦发思得还平缅逾年卒"
57. ↑  李正亭（2008年），第125页
58. ↑  刀保尧（2005年），第134页
59. ↑  明英宗实录 1968，卷二四·正统元年十一月甲辰条，第477页："思任发侵有其地遂欲尽复其父所失故地称兵扰边至是云南总兵官黔国公沐晟奏思任发侵占孟定府及湾甸等州杀掠人民焚毁甸寨事下行在兵部请令晟等计议抚捕何者为便从之"
60. ↑  明英宗实录 1968，卷四三·正统三年六月己未条，第832页："云南总兵官黔国公沐晟等奏麓川宣慰思任发累侵南甸干崖腾冲潞江金齿等处"
61. ↑  明史纪事本末 1977，卷三十·麓川之役，第454页："贼将缅简数挑战，政怒，造舟六十艘，欲渡江。晟不可，政不胜愤，夜独率其麾下渡击缅简，走之，破贼栅。……政渡江追至空泥，知晟不力援己，贼伏兵四起，出象阵冲击，乃遣其子瑛还曰：“若急归，吾死分也。”遂策马突阵死，军歼焉。"
62. ↑  明英宗实录 1968，卷六七·正统五年五月癸丑条，第1288页："先是云南总兵官左都督沐昂副总兵右都督吴亮左参将都督佥事马翔右参将都督佥事张荣太监吴诚吉祥奉诏徵麓川贼思任发至金齿逗遛不进昂等令荣率军先至芒部等处出哨贼窥伺至营荣但令都指挥卢钺与之敌致贼杀败官军荣悉弃符验军器以遁昂等相距甚迩弗为策应"
63. ↑  郑镇峰（1963年），第32页
64. ↑  明史纪事本末 1977，卷三十·麓川之役，第455页："遂命贵、骥先赴云南，复以副总兵李安、参将宫聚领川、贵兵，副总兵刘聚、参将冉保领南京、湖广兵，大发兵十五万，转饷半天下。"
65. ↑  明史 1974，卷三百十四·云南土司传二·麓川平缅条，第8118页："而从东路者，合木邦人马，招降孟通诸寨。元江同知杜凯等亦率车里及大侯蛮兵五万，招降孟琏长官司并攻破乌木弄、戛邦等寨，斩首二千三百余级。齐集麓川，守西峨渡，就通木邦信息。百道环攻，复纵火焚其营，贼死不可胜算。任发父子三人并挈其妻孥数人，从间道渡江，奔孟养。搜获原给虎符、金牌、信符、宣慰司印及所掠腾冲千户等印三十二。"
66. 1 2  明英宗实录 1968，卷九三·正统七年六月甲辰条，第1881页："云南总兵官右都督沐昂奏芒市陶孟刀放革遣人来诉与叛寇思任发有雠今思任发已远遁其思机法兄弟三人来居麓川者蓝地方愿擒之以献"
67. ↑  明史 1974，卷三百十四·云南土司传二·麓川平缅条，第8118页："其子思机发穷困，乞来朝谢罪，先遣其弟招赛入贡，帝命遣还云南安置。"
68. ↑  明英宗实录 1968，卷一〇〇·正统八年正月庚午条，第2016页："兵部尚书徐晞等言麓川贼思机发今虽遣其弟招赛等朝贡谢罪然又令其党涓孟车等来攻芒市为官军所败从金沙江遁去乍降乍叛谲诈难测宜令锦衣卫收系招赛等以俟其平"
69. ↑  明英宗实录 1968，卷一〇四·正统八年五月己巳条，第2105-2106页："复命定西侯蒋贵充总兵官都督冉保毛福寿充参将兵部尚书靖远伯王骥总督军务调云南湖广四川贵州官军土兵五万听其节制征麓川先是骥奏数遣人往缅甸索贼首思任发不报盖彼以此贼为饵要求土地而贼子思机发复据麓川侵扰臣欲大举前进缘山高路险粮糗有限不能持久况蛮夷谲诈或诱我深入恐为所侮乞敕廷臣会议进止之方章下诸大臣议佥谓军机万变难以遥度请再命贵等往同骥相机筹画庶出万全故有是命"
70. ↑  明英宗实录 1968，卷一一三·正统九年二月丙午条，第2284页："臣等因此直捣贼巢杀败贼众焚其船栅擒思机发妻孥家属并头目从贼九十馀人象十一只惟思任发思机发未获然其亲族离散衣食不给地方悉属他人不投沟壑而亡必遭执缚而献"
71. ↑  明英宗实录 1968，一二一卷·正统九年九月己亥条，第2439-2440页："立云南陇川宣抚司以麓川头目恭项为宣抚使时麓川既平恭项请除授官吏总兵官左都督沐昂佥都御史程富等议奏恭项首先归顺屡效劳力乞量授官职于麓川故地开设衙门"
72. ↑  陇川县志（2005年），第113页
73. ↑  明史纪事本末 1977，卷三十·麓川之役，第458页："复命靖远伯王骥提督军务，都督宫聚为总兵，张𫐄、田礼为左右副总兵，方瑛、张锐为左右参将，率南京、云南、湖广、四川、贵州土汉军十三万讨之。"
74. ↑  明史 1974，卷三百十四·云南土司传二·麓川平缅条，第8120页："骥等虑师老，度贼不可灭，乃与思禄约，许土目得部勒诸蛮，居孟养如故，立石金沙江为界，誓曰“石烂江枯，尔乃得渡”。"
75. ↑  明史 1974，卷三百十五·云南土司传三·缅甸条，第8132页："然缅地邻孟养，而孟养以缅先执思任发，故怨缅。嘉靖初，孟养酋思陆子思伦纠木邦及孟密，击破缅，杀宣慰莽纪岁并其妻子，分据其地。缅诉于朝，不报。六年始命永昌知府严时泰、卫指挥王训往勘。思伦夜纵兵鼓噪，焚驿舍，杀赍金牌千户曹义，时泰仓皇遁，乃别立土舍莽卜信守之而去。"
76. ↑  尤中（1987a年），第133页
77. ↑  段月华（1997年），第82页
78. ↑  明史 1974，卷三百十五·云南土司传三·缅甸条，第8133-8134页："未几，士宁为其下岳凤所杀……而陇川书记岳凤欺其主幼，私赍臿赂投缅，结为父子。"
79. ↑  明史 1974，卷三百十五·云南土司传三·缅甸条，第8134页："万历元年，缅兵至陇川，入之。岳凤遂尽杀士宁妻子族属，受缅伪命，据陇川为宣抚。"
80. ↑  明史 1974，卷三百十五·云南土司传三·缅甸条，第8135页："又说应里起兵象数十万，分道内侵。十一年焚掠施甸，寇顺宁。"
81. ↑  明史 1974，卷三百十五·云南土司传三·缅甸条，第8135页："巡抚刘世曾请以南京坐营中军刘𬘩为腾越游击，移武靖参将邓子龙为永昌参将，各提兵五千赴剿，并调诸土军应援。缅亦合兵犯姚关，𬘩与子龙大破之于攀枝花地，乘胜追击，自十年十月至十一年四月，斩首万余。复率兵出陇川、孟密，直抵阿瓦，缅将猛勺诣𬘩降。勺，瑞体弟也。缅将之守陇川、孟养、蛮莫者，皆遁去，岳凤及其子皆伏诛。官军定陇川，遂归。"
82. ↑  新纂云南通志 2007，卷一七七·土司考·世官·腾越厅猛卯安抚司，第7册第737页："明万历初，分陇川副使多恭居遮放，同知多俺居猛卯，皆多氏族，白夷也。"
83. ↑  滇考 1998，卷下，第52页："二十一年，应里以允墨守蛮莫，墨乃纠孟拱堵罕、孟养甕罕、猛密思仁兵，号三十万，象百只……仍分道内犯。"
84. ↑  明史 1974，卷三百十五·云南土司传三·缅甸条，第8136页："缅初以猛卯酋多俺为向导，寇东路。"
85. ↑  滇考 1998，卷下，第52页："二十二年春，巡抚陈用宾出驻永昌，闻贼大入等练、陇川，乃分部，以参将王一麟夺等练，中军卢承爵出雷吟，都指挥钱中选、张先声出蛮哈，守备张先允出打线，一麟击其前，承爵、中选击其左右……缅兵退走，遂复蛮莫。"
86. ↑  滇考 1998，卷下，第52页："是役也，缅取道陇川、猛卯，多俺实导之，多思顺怨俺，乃纠思化并芒市多泰等击俺，杀俺子多荒。十二月，俺纠思仁、丙测由猛卯袭遮放，我兵战却之，斩级百余。"
87. ↑  明史 1974，卷三百十五·云南土司传三·缅甸条，第8135-8136页："二十二年，巡抚陈用宾设八关于腾冲，留兵戍守。"
88. ↑  瑞丽市志（1996年），第20页
89. ↑  缅甸始末 1998，第637页："二十四年二月，筑平麓城于猛卯，大兴屯田。先是，边事旁午，饷费不赀，即转输米石，运价至十金，而值不与焉，编氓鬻妻子，诸郡邑不支，故巡抚陈用宾锐意兴屯。"
90. ↑  周嘉谟《陇川善后疏》，转引自天下郡国利病书 2011，云南贵州交趾备录，第3696页："衎忠父思化，蛮莫土同知也，思线乃蛮棍长官，原议与衎忠共管蛮莫，乃恃缅而夺之，致衎忠寄食干崖……"
91. ↑  周嘉谟《陇川善后疏》，转引自天下郡国利病书 2011，云南贵州交趾备录，第3701页："至于衎忠寓居蛮洒有年，盖为思线占据蛮莫之故，数年以来，度彼之兵力，既不足以支思线，而我兵仅守汛地，又无深入防护之理，则权宜安插于猛卯城外屯营之所，其说似亦可行。况闲田任其开垦，屯田照纳粮差，则于屯政为不废。且其兵力强盛，足以慑服多太、多安邦诸夷，更于城守有裨。俟其力足以当蛮莫一面，无防官兵保护，然后徐图恢复，庶几有济。况每岁省我数百金之饷，而镇远营兵，亦可渐撤，利害得失，不犁然可睹乎？"
92. ↑  明神宗实录 1966，四八二卷·万历三十九年四月壬申条，第9067-9069页："兵部尚书李化龙上滇南善后事宜……至于衎忠寓居蛮(西)[洒]有年盖为思线恃缅占据蛮莫之故彼力不足以支思线而我兵仅守汛地又无深入防护之理则权宜安插于猛卯城外屯营之所任其垦闲田纳屯种又以其兵慑多太多安邦诸夷于守城亦有裨俟其力足以当蛮莫然后徐图恢复况每岁省饷数百金而镇远营兵可渐撤矣……从之"
93. ↑  杨常锁（1997年），第19页
94. ↑  续云南通志稿，卷九十八·秩官志·土司·腾越厅猛卯安抚司："衎忠仍袭前职以蛮暮为缅所踞安插于猛卯隆庆（按：当为隆武之误）二年衎忠后为缅禽杀以舍目衎珑袭"
95. 1 2  德宏州志·综合卷（1994年），第19页
96. ↑  嘉庆重修一统志 2008，卷四九八·腾越直隶厅·第11册第723页："本陇川宣抚司地明万历十二年析置蛮莫宣抚司后为缅所据安插于此本朝平滇顺治十六年改蛮莫宣抚司为猛卯安抚司隶腾越厅土官衎氏世袭"
97. ↑  杨煜达（2014年），第63页
98. ↑  余定邦（2000年），第127页
99. ↑  余定邦（2000年），第136页
100. ↑  瑞丽市志（1996年），第21页
101. ↑  吕一燃（2007年），第753页
102. ↑  姚勇（2014年），第94页
103. 1 2  . 中华人民共和国国务院公报. 1960, (20): 385–387.
104. ↑  谢本书 & 宋光淑（1995年），第15页
105. ↑  云南辛亥革命史（1991年），第109页
106. ↑  云南辛亥革命史（1991年），第119页
107. ↑  潞西县志（1993年），第21页
108. ↑  德宏州志·政治卷（2011年），第14-15页
109. ↑  段文逵（1985年），第121页
110. ↑  瑞丽市志（1996年），第185页
111. ↑  傅林祥 & 郑宝恒（2007年），第316页
112. ↑  傅林祥 & 郑宝恒（2007年），第318页
113. ↑  张邦翰（1985年），第38页
114. 1 2  德宏州志·政治卷（2011年），第15页
115. ↑  云南省志·民政志（1996年），第83页
116. ↑  傅林祥 & 郑宝恒（2007年），第319-320页
117. 1 2 3  杨常锁（1997年），第20页
118. ↑  瑞丽市志（1996年），第27页
119. ↑  德宏州文史资料选辑 第四辑（1985年），第36-37页
120. ↑  瑞丽市志（1996年），第754页
121. 1 2 3  瑞丽市志（1996年），第724页
122. ↑  瑞丽交通志（2000年），第37页
123. ↑  德宏州交通志（1999年），第40-41页
124. ↑  畹町市志（1995年），第23页
125. ↑  黄恒蛟（1995年），第124页
126. ↑  黄恒蛟（1995年），第127页
127. ↑  马向东（1996年），第96页
128. ↑  瑞丽市志（1996年），第30页
129. ↑  张方元（2000年），第69页
130. ↑  汤亦新（1995年），第9页
131. ↑  马向东（1996年），第101页
132. ↑  孙代兴 & 吴宝璋（2000年），第127页
133. ↑  瑞丽市志（1996年），第,707页
134. ↑  匡大一（1986年），第17页
135. ↑  龙陵县志（2000年），第16页
136. ↑  孙代兴 & 吴宝璋（2000年），第131页
137. ↑  孙代兴 & 吴宝璋（2000年），第195页
138. 1 2  畹町市志（1995年），第410页
139. 1 2 3  孙代兴 & 吴宝璋（2000年），第206页
140. ↑  瑞丽市志（1996年），第256页
141. ↑  卓人政 & 杨林兴（2016年），第40页
142. 1 2  瑞丽市志（1996年），第32页
143. ↑  德宏州文史资料选辑 第五辑（1986年），第155页
144. ↑  德宏州文史资料选辑 第五辑（1986年），第156页
145. ↑  德宏州文史资料选辑 第五辑（1986年），第158页
146. ↑  瑞丽市志（1996年），第32,186页
147. ↑  瑞丽市志（1996年），第33,186页
148. ↑  瑞丽市志（1996年），第34页
149. ↑  德宏州志·综合卷（1994年），第36页
150. ↑  瑞丽市志（1996年），第35页
151. ↑  杨常锁（1997年），第23页
152. 1 2 3 4 5  瑞丽市志（1996年），第38页
153. ↑  瑞丽市志（1996年），第39页
154. ↑  瑞丽市志（1996年），第40页
155. ↑  云南省志·民政志（1996年），第103页
156. 1 2  陇川县志（2005年），第22页
157. ↑  瑞丽市志（1996年），第44-45页
158. 1 2  瑞丽市志（1996年），第45页
159. ↑  瑞丽市志（1996年），第54页
160. ↑  瑞丽市志（2012年），第20页
161. ↑  瑞丽市志（2012年），第171页
162. ↑  德宏州志·政治卷（2011年），第246-249页
163. ↑  瑞丽市志（2012年），第162页
164. ↑  德宏州志·经济卷（1997年），第205页
165. 1 2 3 4 5  瑞丽市志（2012年），第163页
166. 1 2  瑞丽市志（2012年），第32页
167. 1 2  蓝玉芝. . 德宏团结报. 2016-04-18  [2020-08-04]. （原始内容存档于2021-05-23）.
168. ↑  瑞丽市志（2012年），第43页
169. ↑  瑞丽市志（2012年），第45页
170. ↑  瑞丽年鉴（2018年），第44页
171. ↑  . 中国政府网. 2019-08-02  [2020-08-05]. （原始内容存档于2019-08-26）.
172. 1 2  张智仁. . 德宏团结报. 2019-08-31  [2020-07-18]. （原始内容存档于2021-08-02）.
173. 1 2  瑞丽市志（2012年），第57页
174. 1 2 3 4 5  瑞丽年鉴（2018年），第41页
175. ↑  中华人民共和国政区大典（2016年），第2572页
176. ↑  Google Inc.  (地图). Google Inc. 2020-07-15  [2020-07-15].
177. ↑  Google Inc.  (地图). Google Inc. 2020-07-15  [2020-07-15].
178. ↑  Google Inc.  (地图). Google Inc. 2020-07-15  [2020-07-15].
179. ↑  德宏年鉴（2018年），第88页
180. ↑  中华人民共和国行政区划简册（2015年），第161页
181. ↑  云南地州市县概况 德宏傣族景颇族自治州分册（1987年），第130页
182. ↑  云南省志·地理志（1998年），第238页
183. ↑  德宏傣族景颇族自治州人民政府. . 德宏州自然资源和规划局. 2010  [2020-08-05]. （原始内容存档于2021-01-08）.
184. ↑  云南农业地理（1981年），第113页
185. ↑  杨子生 & 赵乔贵（2014年），第6-7页
186. ↑  云南地州市县概况 德宏傣族景颇族自治州分册（1987年），第130,152页
187. ↑  瑞丽市志（1996年），第109页
188. 1 2 3  瑞丽市志（1996年），第110页
189. ↑  瑞丽市志（1996年），第112页
190. ↑  瑞丽市志（1996年），第110-111页
191. 1 2  瑞丽市志（2012年），第63页
192. ↑  瑞丽市志（1996年），第123页
193. 1 2 3  瑞丽市河长办. . “瑞丽市水利局”微信公众号. 2017-12-18  [2020-07-15]. （原始内容存档于2021-04-09）.
194. ↑  畹町市志（1995年），第38页
195. ↑  瑞丽市志（1996年），第124页
196. 1 2 3  瑞丽年鉴（2018年），第42页
197. ↑  瑞丽市志（1996年），第113页
198. ↑  樊琳; 张义和. . 德宏团结报. 2014-11-10  [2021-06-07]. （原始内容存档于2021-06-07）.
199. ↑  瑞丽市志（1996年），第125页
200. ↑  瑞丽市志（2012年），第64页
201. 1 2  云南地州市县概况 德宏傣族景颇族自治州分册（1987年），第131页
202. ↑  瑞丽市志（2012年），第60页
203. ↑  张明禄. . 中国气象报. 2016-06-13  [2020-07-16]. （原始内容存档于2021-07-31）.
204. ↑  瑞丽市志（1996年），第129页
205. 1 2  瑞丽市志（1996年），第130页
206. ↑  张子翼 & 胡宗华（2018年），第42页
207. 1 2 3  瑞丽年鉴（2018年），第43页
208. ↑  龚强帮. . 中国新闻网. 2021-01-07  [2021-08-05]. （原始内容存档于2021-08-05）.
209. ↑  张帆; 杨文明. . 人民日报. 2017-04-30  [2020-07-17]. （原始内容存档于2020-12-08）.
210. ↑  张方元（2000年），第21页
211. ↑  瑞丽市志（2012年），第193页
212. ↑  . 云南生物多样性保护网. 2017-04-24  [2020-07-17]. （原始内容存档于2021-04-09）.
213. ↑  姬祥虎. . 新浪科技. 2016-12-24  [2020-07-23]. （原始内容存档于2021-04-09）.
214. ↑  百夷传 1980，第118頁："境内所产珍物：雅琥、琥珀、犀、象、鹦鹉、孔雀、鳞蛇、脑、麝、阿魏、金、银、玻璃之类。"
215. ↑  明太祖实录 1968，卷一八九·洪武二十一年三月甲辰条，第2859页："英复集将佐告曰……贼之所恃者象耳略以骑兵与之挑战已不能支"
216. ↑  段文逵（1985年），第125页
217. ↑  瑞丽市志（1996年），第147页
218. ↑  滑荣等（2018年），第683页
219. ↑  瑞丽市志（1996年），第143页
220. ↑  蔺以光. . 新华网. 2011-05-30  [2020-07-17]. （原始内容存档于2021-04-09）.
221. ↑  敬奕步. . 南方周末. 2020-05-21  [2020-07-17]. （原始内容存档于2021-04-09）.
222. 1 2  中国河湖大典（2014年），第88页
223. ↑  瑞丽市志（2012年），第66页
224. ↑  李秋雯; 王萌. . 德宏团结报. 2020-06-10  [2020-07-17]. （原始内容存档于2021-04-09）.
225. ↑  瑞丽市志（1996年），第154-155页
226. ↑  . 人民网-云南频道. 2021-09-02  [2021-09-02]. （原始内容存档于2021-12-09）.
227. ↑  中共德宏州委组织部. . 德宏团结报. 2019-06-29  [2021-01-26]. （原始内容存档于2022-05-24）.
228. ↑  王磊. . 德宏团结报. 2019-09-02  [2021-01-26]. （原始内容存档于2022-05-24）.
229. ↑  项雨华. . “德宏团结报”微信公众号. 2020-01-26  [2020-01-26]. （原始内容存档于2021-04-09）.
230. ↑  王筱筱; 杜军. . 德宏团结报. 2017-02-20  [2020-07-17]. （原始内容存档于2021-06-03）.
231. ↑  瑞丽市志（1996年），第159页
232. 1 2  瑞丽市志（1996年），第160页
233. ↑  瑞丽市志（2012年），第347页
234. ↑  杜军. . 德宏团结报. 2018-04-03  [2020-07-17]. （原始内容存档于2021-05-25）.
235. ↑  云仲肖. . 云南日报. 2020-06-18  [2020-07-17]. （原始内容存档于2020-06-21）.
236. ↑  杨新. . 德宏团结报. 2015-12-11  [2020-07-17]. （原始内容存档于2021-08-02）.
237. ↑  线东宝. . 德宏团结报. 2014-03-20  [2020-07-17]. （原始内容存档于2021-08-02）.
238. ↑  杨雪梅; 管国钦.  (PDF). 德宏团结报. 2016-05-26  [2020-07-17]. （原始内容存档 (PDF)于2021-08-02）.
239. ↑  瑞丽市人民代表大会志（2000年），第17-19页
240. ↑  瑞丽市人民代表大会志（2000年），第27页
241. ↑  瑞丽市人民代表大会志（2000年），第34页
242. ↑  瑞丽市人民代表大会志（2000年），第120页
243. ↑  瑞丽市志（1996年），第764页
244. 1 2  瑞丽市志（1996年），第186页
245. ↑  瑞丽市人民代表大会志（2000年），第28页
246. ↑  瑞丽市志（1996年），第187页
247. ↑  瑞丽市志（2012年），第373页
248. ↑  瑞丽市政协志（2006年），第39页
249. ↑  瑞丽市政协志（2006年），第40页
250. ↑  瑞丽市政协志（2006年），第41页
251. ↑  许银娟. . 中国日报网. 2013-06-04  [2020-07-15]. （原始内容存档于2021-05-22）.
252. 1 2  畹町经济开发区志（2014年），第47页
253. ↑  瑞丽市志（2012年），第97页
254. ↑  瑞丽年鉴（2018年），第77页
255. ↑  . 瑞丽国家重点开发开放试验区.   [2020-07-18]. （原始内容存档于2021-01-08）.
256. ↑  . 中国政府网. 2015-12-24  [2021-08-05]. （原始内容存档于2019-04-28）.
257. 1 2  瑞丽年鉴（2018年），第94,97页
258. ↑  瑞丽年鉴（2018年），第50,60页
259. ↑  中华人民共和国乡镇行政区划简册（2020年），第374页
260. ↑  . 中国·国家地名信息库.
261. ↑  德宏州志·综合卷（1994年），第655-674,681-682页
262. ↑  瑞丽县地名志（1987年），第147-187页
263. ↑  德宏年鉴（2018年），第98页
264. ↑  中国2010年人口普查分乡、镇、街道资料（2012年），第807页
265. ↑  瑞丽年鉴（2011年），第113页
266. ↑  瑞丽年鉴（2018年），第64-98页
267. 1 2  中华人民共和国政区大典（2016年），第2577-2584页
268. 1 2  瑞丽市志（1996年），第81页
269. ↑  陇川县志（2005年），第53页
270. ↑  陇川县志（2005年），第46页
271. 1 2  瑞丽市志（1996年），第82页
272. ↑  畹町经济开发区志（2014年），第42页
273. ↑  瑞丽市志（2012年），第71,90,97,111页
274. ↑  瑞丽市志（2012年），第71,101,111页
275. ↑  王磊. . 德宏团结报. 2019-12-23  [2020-07-21]. （原始内容存档于2021-05-24）.
276. ↑  瑞丽市畹町农垦实业有限公司. . 德宏团结报. 2020-06-06  [2020-07-21]. （原始内容存档于2021-05-23）.
277. ↑  . 云南省人民政府. 2021-08-27  [2021-08-28]. （原始内容存档于2021-08-28）.
278. ↑  云南统计年鉴（2020年），第514页
279. ↑  云南统计年鉴（2020年），第516页
280. 1 2 3 4 5 6 7 8 9 10 11 12 13 14  . 瑞丽市人民政府. 2020-08-05  [2021-08-05].[]
281. ↑  云南统计年鉴（2020年），第533页
282. ↑  云南统计年鉴（2020年），第537页
283. ↑  云南统计年鉴（2020年），第543页
284. ↑  云南统计年鉴（2020年），第545页
285. ↑  云南统计年鉴（2020年），第549页
286. ↑  云南统计年鉴（2020年），第551页
287. ↑  . 国务院扶贫开发领导小组. 2012-06-14  [2020-08-05]. （原始内容存档于2021-10-21）.
288. ↑  瑞丽市志（2012年），第173页
289. ↑  瑞丽市志（2012年），第174页
290. 1 2  瑞丽年鉴（2018年），第245页
291. 1 2  蓝玉芝. . 德宏团结报. 2013-12-13  [2020-07-23]. （原始内容存档于2021-08-02）.
292. ↑  刘子语. . 云南日报. 2018-02-26  [2021-08-05]. （原始内容存档于2019-09-03）.
293. ↑  程浩. . 人民网-云南频道. 2020-07-10  [2020-07-23]. （原始内容存档于2021-04-09）.
294. ↑  云南统计年鉴（2020年），第569,573,577页
295. 1 2  瑞丽市志（2012年），第185页
296. ↑  中国畜牧兽医年鉴（2018年），第119页
297. ↑  王筱筱; 尚兴波. . 德宏团结报. 2018-01-11  [2020-07-23]. （原始内容存档于2021-08-02）.
298. ↑  张红霞. . 四川在线. 2019-09-27  [2020-07-23]. （原始内容存档于2021-04-09）.
299. ↑  黄嘉祥. . 时代周报. 2019-06-06  [2020-07-23]. （原始内容存档于2021-04-09）.
300. 1 2 3  海阳. . 澎湃新闻. 2019-05-27  [2020-07-23]. （原始内容存档于2021-04-09）.
301. ↑  杨腾荣. . 德宏团结报. 2019-07-15  [2020-07-23]. （原始内容存档于2021-08-02）.
302. ↑  云南统计年鉴（2020年），第592-593页
303. ↑  周灿. . 云南日报. 2018-07-04  [2020-07-23]. （原始内容存档于2020-12-08）.
304. ↑  李锦兰. . 云南经济日报. 2019-08-12  [2020-07-23]. （原始内容存档于2021-04-09）.
305. ↑  庄嘉琳. . 云南经济日报. 2020-06-02  [2020-07-23]. （原始内容存档于2021-04-09）.
306. ↑  杜军. . 德宏团结报. 2015-07-28  [2020-07-23]. （原始内容存档于2021-07-04）.
307. ↑  . 云南经济网. 2018-09-04  [2020-07-23]. （原始内容存档于2021-04-09）.
308. ↑  蘧毛毛. . 每日经济新闻. 2020-03-17  [2020-07-23]. （原始内容存档于2021-04-09）.
309. ↑  . 瑞丽市人民政府. 2019-06-21  [2020-07-23]. （原始内容存档于2021-01-08）.
310. ↑  陈静. . 云南日报. 2012-07-10  [2020-07-23]. （原始内容存档于2021-04-09）.
311. ↑  曾广太. . 泉州晚报. 2017-06-16  [2020-07-23]. （原始内容存档于2021-04-09）.
312. ↑  中华人民共和国政区大典（2016年），第2573页
313. ↑  万云丽. . 德宏团结报. 2015-12-16  [2020-07-24]. （原始内容存档于2021-08-02）.
314. ↑  明雄忠. . 德宏团结报. 2012-08-30  [2020-07-24]. （原始内容存档于2021-08-02）.
315. ↑  杨雪梅; 杜军. . 德宏团结报. 2015-05-19  [2020-07-24]. （原始内容存档于2021-08-02）.
316. ↑  杜卿卿. . 第一财经日报. 2013-08-09  [2020-07-24]. （原始内容存档于2021-04-09）.
317. 1 2  江然. . 每日经济新闻. 2014-04-11  [2020-07-24]. （原始内容存档于2021-04-09）.
318. ↑  江然. . 每日经济新闻. 2014-04-11  [2020-07-24]. （原始内容存档于2021-04-09）.
319. ↑  孙敏. . 新华网. 2015-04-05  [2020-07-24]. （原始内容存档于2021-01-08）.
320. ↑  刘方 & 李云娇（2017年），第47页
321. ↑  吴桂林 & 晏念辉（2017年），第43页
322. ↑  姚兵; 刘昕宇. . 新华网. 2020-01-15  [2020-07-24]. （原始内容存档于2021-04-09）.
323. ↑  . 驻缅甸经商参处. 2018-03-30  [2020-07-24]. （原始内容存档于2020-09-08）.
324. ↑  瑞丽年鉴（2018年），第263页
325. ↑  苏靓. . 南海网. 2020-07-04  [2020-07-23]. （原始内容存档于2021-04-09）.
326. ↑  瑞丽市志（2012年），第337页
327. ↑  瑞丽市志（2012年），第338页
328. ↑  孙迎娣. . 理财周报. 2008-06-09  [2020-07-23]. （原始内容存档于2021-04-09）.
329. ↑  . 春城晚报. 2019-11-28  [2020-07-23]. （原始内容存档于2021-01-08）.
330. ↑  白兆鹏; 李伟铭. . 红星新闻. 2019-09-02  [2020-07-23]. （原始内容存档于2021-04-09）.
331. ↑  党鹏. . 中国经营网. 2019-08-18  [2020-07-23]. （原始内容存档于2021-04-09）.
332. ↑  朱仁严; 吴华丽. . 中国新闻网. 2014-08-19  [2020-07-23]. （原始内容存档于2021-04-09）.
333. ↑  . 腾讯网. 2019-01-07  [2020-07-23]. （原始内容存档于2021-01-08）.
334. ↑  管毓树. . 云南日报. 2019-12-03  [2020-07-23]. （原始内容存档于2021-04-09）.
335. ↑  胡超. . 新华网. 2019-05-19  [2020-07-23]. （原始内容存档于2020-12-08）.
336. 1 2 3  瑞丽市志（1996年），第98页
337. ↑  云南省2000年人口普查资料（2002年），第6页
338. ↑  云南省2010年人口普查资料（2012年），第6页
339. 1 2  中国人口普查分县资料2020（2022年）
340. ↑  段文逵（1985年），第126页
341. 1 2  云南省2010年人口普查资料（2012年），第101-160页
342. 1 2 3  瑞丽市志（1996年），第689页
343. 1 2  瑞丽市志（2012年），第541页
344. ↑  瑞丽市志（2012年），第542页
345. ↑  何平（2001年），第131页
346. ↑  杨永生（1995年），第90页
347. ↑  何平（2007年），第88页
348. ↑  张媚玲 & 邹念琴（2007年），第41页
349. ↑  何平（2005年），第142页
350. ↑  何平（2004年），第80页
351. ↑  江晓林. . 中国日报网. 2015-05-21  [2020-07-26]. （原始内容存档于2021-04-09）.
352. ↑  范宏贵（1996年），第74页
353. 1 2 3  瑞丽市志（1996年），第671页
354. ↑  瑞丽市志（1996年），第678页
355. ↑  排云祥（1994年），第34页
356. ↑  瑞丽市志（1996年），第677页
357. ↑  德昂族简史（2008年），第61页
358. ↑  丁菊英（2012年），第29-30页
359. ↑  马晓帆（2016年），第4页
360. ↑  丁菊英（2012年），第30页
361. ↑  孟姿君（2016年），第28页
362. ↑  瑞丽年鉴（2013年），第66页
363. ↑  唐婷婷（2019年），第105页
364. ↑  张家忠（2014年），第35-36页
365. ↑  张家忠（2014年），第35页
366. 1 2  韩林（2003年），第42-43页
367. ↑  陈春艳（2016年），第99页
368. ↑  陈春艳（2016年），第103页
369. ↑  德宏傣族景颇族自治州宗教志（1992年），第27页
370. ↑  德宏傣族景颇族自治州宗教志（1992年），第92页
371. ↑  德宏傣族景颇族自治州宗教志（1992年），第92-94页
372. ↑  朱德普（1994年），第81页
373. ↑  尤中（1979年），第409页
374. ↑  从征缅甸日记（1998年），第785页
375. 1 2  张方元（2000年），第154页
376. 1 2  瑞丽市志（1996年），第697页
377. 1 2 3  瑞丽年鉴（2018年），第131页
378. ↑  瑞丽市志（1996年），第701-704页
379. ↑  陈春艳（2016年），第101页
380. ↑  李荣（1991年），第B6页
381. 1 2  瑞丽市志（1996年），第679页
382. ↑  德昂族简史（2008年），第113页
383. ↑  瑞丽市志（1996年），第684页
384. ↑  王远新（2017年），第159页
385. ↑  杜忠廷（2013年），第62-63页
386. ↑  瑞丽市志（1996年），第750页
387. 1 2  瑞丽市志（2012年），第449页
388. ↑  崔競文; 陈安阳; 曹昆. . 人民网. 2016-10-27  [2020-07-28]. （原始内容存档于2021-04-09）.
389. ↑  顾一航; 刘云; 保旭; 蒋晨. . 中国新闻网. 2011-11-25  [2020-07-28]. （原始内容存档于2021-04-09）.
390. ↑  周灿 & 李娟（2012年），第47页
391. ↑  瑞丽年鉴（2018年），第47-48页
392. ↑  瑞丽年鉴（2018年），第48页
393. ↑  . 2005-03-25  [2020-08-05]. （原始内容存档于2021-02-01）.
394. ↑  瑞丽市志（2012年），第332页
395. 1 2  李沛昀. . 云南网. 2019-10-23  [2020-07-28]. （原始内容存档于2021-04-09）.
396. ↑  瑞丽市志（1996年），第587页
397. ↑  瑞丽教育志（1993年），第29页
398. ↑  瑞丽教育志（1993年），第30页
399. ↑  瑞丽教育志（1993年），第31页
400. ↑  瑞丽教育志（1993年），第212页
401. ↑  瑞丽教育志（1993年），第68页
402. ↑  杜军. . 德宏团结报. 2018-10-19  [2020-07-29]. （原始内容存档于2021-07-04）.
403. ↑  王磊. . 德宏团结报. 2019-09-16  [2020-07-29]. （原始内容存档于2021-08-02）.
404. ↑  秦晴. . 新华网. 2019-03-29  [2020-07-29]. （原始内容存档于2021-04-09）.
405. ↑  乔纲（2015年），第45页
406. ↑  张智仁. . 德宏团结报. 2020-01-12  [2020-07-29]. （原始内容存档于2021-08-02）.
407. ↑  瑞丽市志（1996年），第609页
408. ↑  瑞丽市志（1996年），第610页
409. ↑  瑞丽市志（2012年），第492页
410. ↑  杨立; 杜军. . 德宏团结报. 2018-12-20  [2020-07-29]. （原始内容存档于2021-08-08）.
411. 1 2  瑞丽市志（1996年），第620页
412. ↑  王丕玉等（2008年），第445页
413. ↑  李奔福等（2014年），第635页
414. ↑  岳冉冉. . 新华网. 2020-06-05  [2020-07-31]. （原始内容存档于2020-12-08）.
415. ↑  E. Pisani & N. Zhang（2017年），第6页
416. 1 2  马寅虎 & 吴尊友（2000年），第184页
417. ↑  瑞丽市志（2012年），第499页
418. ↑  李四乐等（2019年），第341页
419. ↑  贾豫晨等（2018年），第1939页
420. 1 2  管毓树; 李沛昀. . 云南日报. 2020-09-25  [2021-08-06]. （原始内容存档于2021-08-06）.
421. ↑  . 新华网. 2021-03-31  [2021-08-06]. （原始内容存档于2021-03-31）.
422. ↑  李建国; 管毓树; 杨艳鹏. . 云南日报. 2021-07-12  [2021-08-06]. （原始内容存档于2021-08-06）.
423. ↑  木桢 & 倪慧芳（1997年），第213页
424. 1 2  高语阳. . 北青网. 2018-05-28  [2020-07-30]. （原始内容存档于2020-12-08）.
425. ↑  倪弋. . 人民日报. 2018-05-28  [2020-07-30]. （原始内容存档于2020-08-11）.
426. ↑  . 人民网. 2014-10-28  [2020-07-30]. （原始内容存档于2020-12-08）.
427. ↑  何星余; 陈亮. . 中国日报. 2020-06-12  [2020-07-30]. （原始内容存档于2021-04-09）.
428. ↑  瑞丽市志（1996年），第36页
429. ↑  苏智良（2017年），第394页
430. ↑  苏智良（2017年），第390页
431. ↑  欧阳涛 & 陈泽宪（1992年），第29页
432. ↑  苏智良（2017年），第392页
433. ↑  苏智良（2017年），第406页
434. ↑  范玉泉; 简聃. . 新华网. 2004-04-13  [2020-08-25]. （原始内容存档于2020-12-08）.
435. ↑  范玉泉. . 人民公安报. 2013-06-06  [2020-07-30]. （原始内容存档于2020-12-08）.
436. ↑  木胜玉. . 人民网. 2017-05-25  [2020-07-30]. （原始内容存档于2020-12-08）.
437. ↑  央视财经. . 上观新闻. 2019-10-17  [2020-07-30]. （原始内容存档于2021-01-08）.
438. ↑  杨华伟; 吴华丽. . 中国新闻网. 2012-06-24  [2020-07-30]. （原始内容存档于2021-04-09）.
439. 1 2  黄恒蛟（1995年），第97页
440. ↑  方正春 & 刘绍农（1998年），第7页
441. ↑  德宏州交通志（1999年），第42页
442. ↑  畹町市志（1995年），第136页
443. 1 2 3  瑞丽交通志（2000年），第40页
444. ↑  瑞丽交通志（2000年），第39页
445. ↑  全国交通工程设施（公路）标准化技术委员会. . 国家标准化管理委员会. 2017-09-07: 15.
446. ↑  . 国家发展改革委. 2022-07-12  [2023-12-28]. （原始内容存档于2022-07-18）.
447. ↑  曹婕. . 春城晚报. 2015-05-25  [2019-09-25]. （原始内容存档于2019-09-25）.
448. ↑  樊琳. . 德宏团结报. 2015-07-02  [2019-12-03]. （原始内容存档于2021-05-24）.
449. ↑  刘祥元; 王云瑞. . 云南日报. 2018-09-17  [2020-07-31]. （原始内容存档于2020-12-08）.
450. ↑  刘祥元. . 云南日报. 2017-04-09  [2020-07-31]. （原始内容存档于2021-04-09）.
451. ↑  . 德宏州人民政府. 2019-06-17  [2019-09-25]. （原始内容存档于2019-09-25）.
452. 1 2  . 云南省发展和改革委员会. 2020-06-05.
453. ↑  瑞丽交通志（2000年），第61页
454. ↑  蓝玉芝; 杨雪梅. . 德宏团结报. 2015-10-10  [2020-07-31]. （原始内容存档于2021-08-02）.
455. ↑  . 德宏团结报. 2015-05-24  [2020-07-31]. （原始内容存档于2021-08-02）.
456. ↑  . 云南省交通运输厅. 2017-10-30  [2020-07-31]. （原始内容存档于2021-01-08）.
457. ↑  蓝玉芝. . 德宏团结报. 2017-01-23  [2020-07-31]. （原始内容存档于2021-08-02）.
458. ↑  王筱筱. . 德宏团结报. 2017-04-10  [2020-07-31]. （原始内容存档于2021-08-02）.
459. ↑  蓝玉芝. . 德宏团结报. 2016-07-18  [2020-07-31]. （原始内容存档于2021-07-04）.
460. ↑  王云瑞. . 云南日报. 2017-02-23  [2020-07-31]. （原始内容存档于2020-12-08）.
461. ↑  瑞丽市发展和改革局. . 人民网领导留言板. 2023-09-03  [2024-01-17]. （原始内容存档于2024-01-17）.
462. ↑  钟煜豪. . 澎湃新闻. 2024-05-07  [2025-01-28].
463. ↑  王艳龙. . 中国新闻网. 2015-12-02  [2020-04-11]. （原始内容存档于2020-12-18）.
464. ↑  . 缅华网. 2017-07-31  [2019-09-25]. （原始内容存档于2020-06-02）.
465. ↑  . 金凤凰报. 2019-01-15  [2020-08-01]. （原始内容存档于2021-04-09）.
466. ↑  李艳. . 云南日报. 2017-09-16  [2020-08-01]. （原始内容存档于2021-01-08）.
467. ↑  保旭; 吴华丽; 王艳龙. . 中国新闻网. 2012-07-21  [2020-08-01]. （原始内容存档于2020-12-18）.
468. ↑  张仁韬. . 德宏团结报. 2013-09-01  [2020-08-01]. （原始内容存档于2021-08-02）.
469. ↑  . 中国AOPA.   [2021-08-06]. （原始内容存档于2021-08-08）.
470. ↑  李晓琳. . 中国新闻网. 2014-05-16  [2020-08-01]. （原始内容存档于2021-04-09）.
471. ↑  张恒钊. . 德宏团结报. 2020-05-23  [2020-08-01]. （原始内容存档于2021-08-02）.
472. ↑  张恒钊. . 德宏团结报. 2020-04-27  [2020-08-01]. （原始内容存档于2021-08-02）.
473. ↑  . 柬埔寨JC国际航空.   [2020-08-01]. （原始内容存档于2020-12-08）.
474. ↑  陈姗姗. . 第一财经. 2020-08-05  [2020-08-07]. （原始内容存档于2021-04-09）.
475. ↑  贾天琼; 包志明. . 财新网. 2020-08-05  [2020-08-07]. （原始内容存档于2021-04-09）.
476. ↑  黄恒蛟（1995年），第170页
477. ↑  安蓓; 张艺. . 新华网. 2010-06-04  [2020-08-01]. （原始内容存档于2021-04-09）.
478. ↑  孙广勇. . 人民日报. 2013-07-29  [2019-09-26]. （原始内容存档于2019-09-11）.
479. ↑  . BBC中文网. 2017-04-10  [2020-08-01]. （原始内容存档于2021-04-09）.
480. ↑  庄北宁. . 新华网. 2017-05-20  [2020-08-01]. （原始内容存档于2021-04-09）.
481. ↑  王欢; 熊燕; 储东华; 姚程程; 刘蓉; 张莹琳. . 云南日报. 2019-03-13  [2020-08-01]. （原始内容存档于2020-12-19）.
482. ↑  刘子语. . 云南日报. 2018-03-28  [2020-08-01]. （原始内容存档于2021-04-09）.
483. ↑  . 光明日报. 2020-06-09  [2020-08-01]. （原始内容存档于2021-04-09）.
484. 1 2 3  瑞丽市志（1996年），第539页
485. ↑  江晓林（2012年），第214页
486. ↑  杨常锁（2015年），第122页
487. ↑  瑞丽市志（1996年），第539,584页
488. ↑  瑞丽市志（1996年），第542-543页
489. ↑  中国城市建设统计年鉴（2019年），第78页
490. ↑  中国城市建设统计年鉴（2019年），第512-513页
491. ↑  中国城市建设统计年鉴（2019年），第212页
492. 1 2 3 4 5  中国城市建设统计年鉴（2019年），第38-39页
493. ↑  中国城市建设统计年鉴（2019年），第392页
494. ↑  中国城市建设统计年鉴（2019年），第558页
495. ↑  中国城市建设统计年鉴（2019年），第602页
496. ↑  中国城市建设统计年鉴（2019年），第628页
497. ↑  瑞丽市志（2012年），第331页
498. ↑  杜军; 杨腾荣. . 德宏团结报. 2015-02-09  [2021-08-06]. （原始内容存档于2021-08-08）.
499. ↑  瑞丽市志（2012年），第329页
500. ↑  瑞丽市志（2012年），第326-328页
501. ↑  . 2017-01-13  [2020-08-05]. （原始内容存档于2021-04-09）.
502. ↑  黄爱莲 & 罗平雨（2018年），第93-95页
503. ↑  刘子语; 李宝袁. . 云南日报. 2017-07-12  [2020-08-04]. （原始内容存档于2021-04-09）.
504. ↑  瑞丽市志（1996年），第220-224页
505. ↑  畹町市志（1995年），第397-398页
506. ↑  瑞丽市志（1996年），第219页
507. ↑  . 中华人民共和国国务院公报. 1961, (1): 3–10.
508. 1 2  瑞丽市志（1996年），第220页
509. ↑  畹町市志（1995年），第397页
510. ↑  中国口岸年鉴（2019年），第586页
511. ↑  . 海关总署. 2017-07-12  [2021-07-17].[]
512. ↑  . 中国政府网. 2001-10-26  [2020-08-05]. （原始内容存档于2020-12-08）.
513. 1 2  瑞丽年鉴（2018年），第287-301页
514. 1 2   . 维基文库. 1997-03-02 （中文）.
515. ↑  杨子庄. . 云南法制报. 2020-01-08  [2020-08-03]. （原始内容存档于2021-04-09）.
516. ↑  林碧锋. . 环球. 2018-10-23  [2020-08-03]. （原始内容存档于2020-08-11）.
517. ↑  畹町经济开发区志（2014年），第204页
518. ↑  . 瑞丽市人民政府. 2020-02-28  [2020-08-05]. （原始内容存档于2020-06-16）.
519. ↑  彭锡. . 云南网. 2011-04-02  [2020-08-03]. （原始内容存档于2021-04-09）.
520. ↑  中国口岸年鉴（2019年），第37页
521. ↑  姚兵. . 新华网. 2019-01-13  [2019-09-29]. （原始内容存档于2019-03-15）.
522. ↑  张江元. . 央广网. 2019-12-11  [2020-08-03]. （原始内容存档于2020-12-19）.
523. ↑  杨腾荣. . 德宏团结报. 2017-08-24  [2020-08-03]. （原始内容存档于2021-08-02）.
524. ↑  杨腾荣; 胡文达; 钟荣. . 德宏团结报. 2017-11-27  [2020-08-03]. （原始内容存档于2021-08-02）.
525. ↑  杨腾荣. . 德宏团结报. 2020-01-01  [2020-08-03]. （原始内容存档于2021-08-02）.
526. ↑  吴华丽; 赵静. . 中国新闻网. 2012-10-03  [2020-08-03]. （原始内容存档于2020-12-08）.
527. ↑  瑞丽市志（1996年），第737-758页
528. ↑  瑞丽市志（2012年），第561-573页

## 延伸阅读
- 陈江 主编; 云南省瑞丽市志编纂委员会 编. . 成都: 四川辞书出版社. 1996  [2021-08-08]. ISBN 7-80543-518-9. （原始内容存档于2021-09-21）.
- 何文忠,杨进才 主编; 云南省瑞丽市地方志编纂委员会 编. . 昆明: 云南人民出版社. 2012  [2021-08-08]. ISBN 978-7-222-10316-0. （原始内容存档于2021-09-21）.